# Jardí xinès
El jardí xinès és un estil de jardí paisatgístic i una branca antiga de la cultura xinesa que ha experimentat tres mil·lennis de desenvolupament. També va tenir un gran impacte en el desenvolupament de l’horticultura japonesa i coreana.
Inclou els vasts jardins dels emperadors xinesos i dels membres de la família imperial, construïts per al plaer i per impressionar, i els jardins més íntims creats per erudits, poetes, antics funcionaris del govern, soldats i comerciants, fets per a la reflexió i per fugir del món exterior. Creen un paisatge en miniatura idealitzat, que pretén expressar l’harmonia que hauria d’existir entre l’home i la natura.
Un típic jardí xinès es troba tancat per parets i inclou un o més estanys, obres de roca, arbres i flors, i un conjunt de passadissos i pavellons dins del jardí, connectats per camins sinuosos i galeries en ziga-zaga. En desplaçar-se d’estructura en estructura, els visitants poden veure una sèrie d’escenes acuradament compostes, que es desenrotllen com un rotllo de pintures de paisatges.
L'horticultura a la Xina s'ha desenvolupat en estreta connexió amb altres sectors de l'art, principalment la pintura de paisatges, la cal·ligrafia i la poesia. Va arribar a un dels cims de l’horticultura a Suzhou, on aquesta indústria de l’art va florir durant gairebé un mil·lenni, entre els segles XI i XIX. Dels 69 jardins clàssics de Suzhou que queden avui, nou han estat declarats Patrimoni de la Humanitat.

## Història

### Inicis
Segons els registres, les primeres obres reals d’horticultura xinesa es van fer a la vall del riu Groc durant la dinastia Shang (1600-1046 a. de C.). Aquests jardins eren grans parcs tancats on els reis i els nobles caçaven o on s'hi cultivaven fruites i verdures.
Les inscripcions conservades als ossos d’endevinació xineses mostren que s'utilitzaven tres caràcters xinesos per expressar el jardí en aquesta època: yòu (囿), pǔ (圃) i yuán (園). Yòu era un jardí reial on es guardaven aus i animals, mentre que pǔ era un jardí per a plantes. Durant la dinastia Qin (221-206 aC), el yuán es va convertir en un símbol de tots els jardins. El vell personatge del yuán és en realitat una petita imatge d’un jardí; està tancat en un quadrat que pot representar una paret i té símbols que poden representar el pla d'una estructura, un petit quadrat que pot representar un estany i un símbol per a una plantació o un magrana.
Un famós jardí reial de finals de la dinastia Shang era la Terrassa, l’Estany i el Parc de l'Esperit (Lingtai, Lingzhao Lingyou) construït pel rei Wenwang a l’oest de la seva capital, Yin. El parc es va descriure al Clàssic de poesia (詩經, Shī Jīng) d'aquesta manera:
El rei fa el seu passeig al Parc de l’Esperit,
Els cérvols s'agenollen a l’herba i alimenten els seus cervatells,
Els cérvols són bells i brillants.
Les grues immaculades tenen plomes d’un blanc brillant.
El rei fa el seu passeig fins a l'estany de l'Esperit,
L’aigua és plena de peixos, que es contornegen.
Un altre dels primers jardins reials era el Shaqui, o les Dunes de Sorra, construït per l'últim governant de Shang, el rei Zhou (1075-1046 aC). Des de la terrassa es veia el parc, que també tenia una piscina pavimentada, prou gran per a embarcacions petites. Al seu llibre Registres del Gran Historiador (Shiji), gairebé un mil·lenni després, es descriu aquest jardí on la piscina s'omplia de vi, trossos de carn rostida penjaven d'un arbre a l'illot de l'interior i el governant navegava amb les seves concubines al llac del vi i bosc de carn (酒池肉林). Aquesta escena de la historiografia xinesa s'ha convertit en un símbol de decadència i de mal gust.
Durant el període de primavera i tardor (722-481 aC), el rei Jing de la dinastia Zhou va construir diversos jardins, que han estat famosos des de llavors. El 535 aC va construir la Terrassa de Shanghua, amb palaus decorats luxosament. El 505 a.C., es va començar un jardí encara més elaborat, la Terrassa de Gusu. Estava situat al costat d’una muntanya i incloïa una sèrie de terrasses connectades per galeries, juntament amb un llac per on navegaven vaixells en forma de dracs blaus. Des de la terrassa més alta, la vista s'estenia fins al llac Taihu, el gran llac.

### La llegenda de l’Illa dels immortals

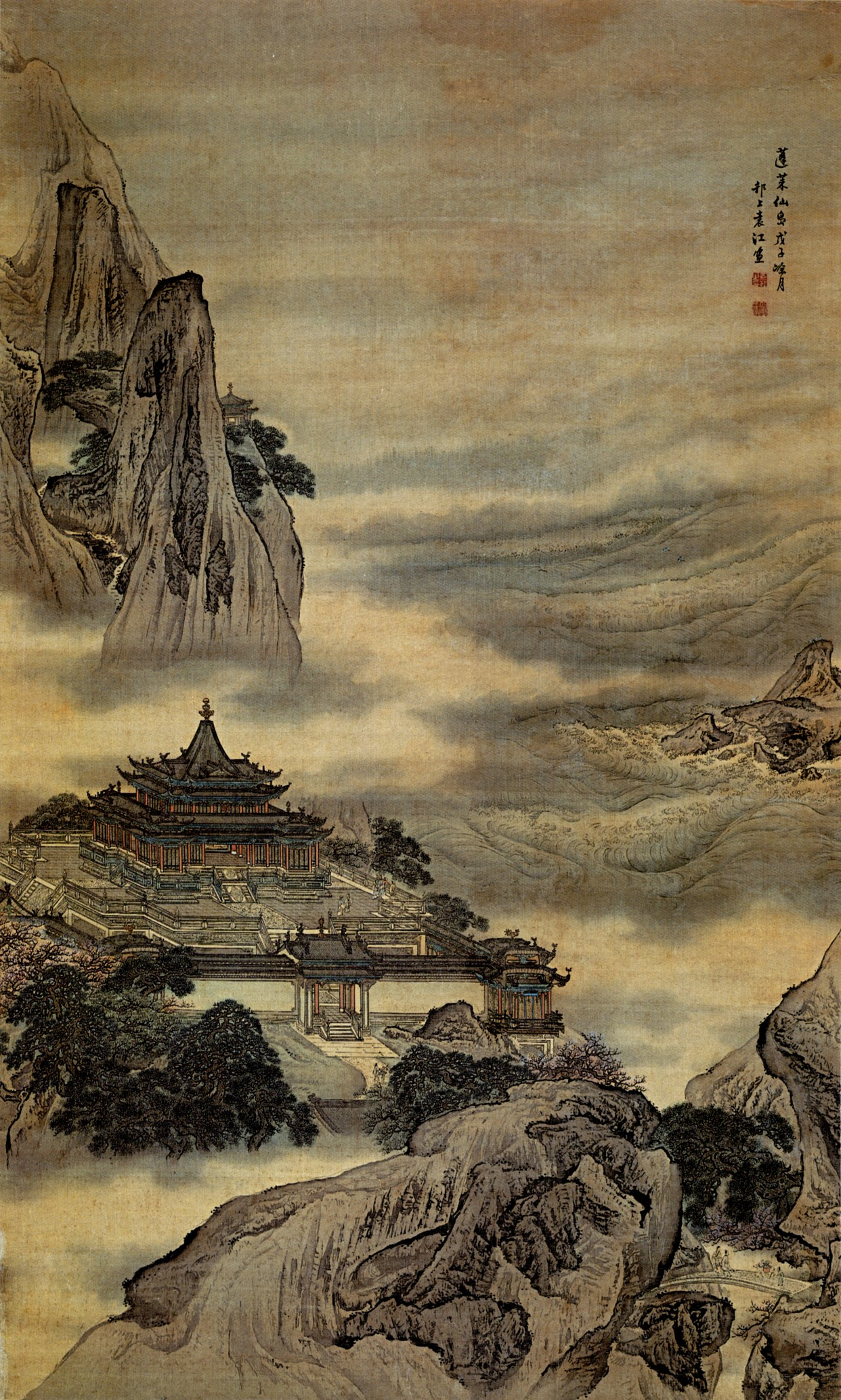
Una versió en miniatura del mont Penglai, la llegendària llar dels Vuit immortals, va ser recreada en molts jardins clàssics xinesos

Una antiga llegenda xinesa va tenir un paper important en el disseny dels primers jardins. Al segle iv aC, una història del Clàssic de les muntanyes i els mars descrivia un pic anomenat mont Penglai situat en una de les tres illes a l'extrem oriental del mar de Bo Hai, entre la Xina i Corea, que era la llar dels Vuit immortals (la llegenda va ser remodelada més tard). En aquesta illa hi havia palaus d'or i de plata, amb joies als arbres. Els seus habitants desconeixien el dolor, l’hivern, les copa de vi i les tasses d’arròs sempre estaven plenes, i el consum dels fruits que s'hi cultivaven asseguraven la vida eterna.
El 221 aC, Ying Zheng, el rei de Qin, va conquerir altres estats rivals i va unificar la Xina en l'Imperi Qin. Assabentat de la llegenda de l'illa dels Inmortals va enviar emissaris per trobar-la i retornar amb l'elixir de la immortalitat. Quan van tornar sense èxit, l'emperador va fer construir un jardí al seu palau prop de la seva capital, Xianyang, amb un gran llac anomenat Lanchi gong o el Llac de les Orquídies. En una illa del llac va crear una rèplica del mont Penglai, que simbolitzava la seva recerca del paradís. Després de la mort de Ying Zheng, l'Imperi Qin va caure el 206 aC i la ciutat capital i el jardí van ser completament destruïts, però la llegenda va inspirant encara més els jardins xinesos. Molts jardins tenen una illa o un grup amb una muntanya artificial que representa l’illa dels Vuit imortals.

### Dinastia Han (206 aC – 220 dC)
Amb l'arribada de la nova dinastia Han (206 aC - 220 dC), es va fundar una nova capital imperial a Chang'an i l'emperador Wu va construir un nou jardí imperial, que combinava les característiques dels jardins botànics amb les dels zoològics, així com els terrenys tradicionals de caça. Inspirat per una altra versió del clàssic xinès sobre les illes dels Immortals, anomenada Lie Zi, o el Llibre del Buit Perfecte, va crear una gran conca artificial, el Llac de l’Essència Suprema, amb tres illes artificials al centre que representaven les tres illes dels Immortals. El parc va ser destruït més tard, però la seva memòria inspiraria el disseny de jardins xinesos durant segles.
Un altre jardí notable del període Han va ser el Jardí del General Liang Ji construït sota l'emperador Shun (125-144 dC). Utilitzant una fortuna acumulada durant més de vint anys a la cort imperial, Liang Ji va construir un immens jardí paisatgístic amb muntanyes artificials, gorges i boscos, ple d’ocells rars i de fauna salvatge domesticada. Va ser un dels primers jardins que va intentar crear una còpia idealitzada de la natura.

### Jardins per a poetes i erudits (221-618 dC)

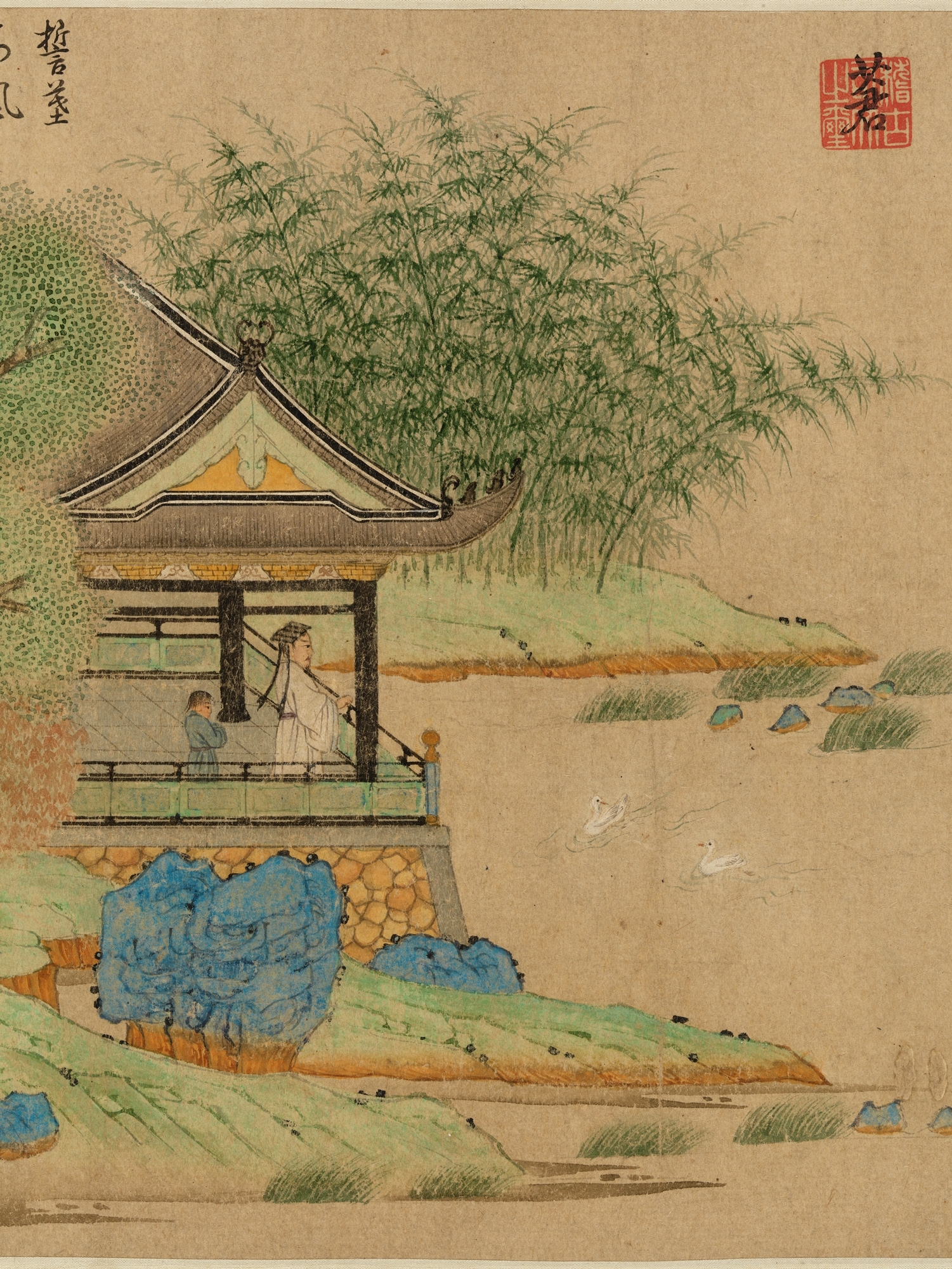
El cal·lígraf Wang Xizhi al seu jardí, el Pavelló de les Orquídies

Després de la caiguda de la dinastia Han, va començar un llarg període d’inestabilitat política a la Xina. El budisme va ser introduït a la Xina per l'emperador Ming (57-75 dC), i es va estendre ràpidament. Cap al 495, en el perdiode de les Dinasties Meridionals i Septentrionals, la ciutat de Luoyang, capital de la dinastia Wei del Nord, tenia més de 1.300 temples cadascun d'ells amb el seu propi petit jardí.
Durant aquest període, molts funcionaris governamentals van deixar el tribunal i van construir jardins on podien escapar del món exterior i concentrar-se en la natura i la literatura. Un exemple va ser el Jingu Yuan, o Jardí de la Vall Daurada, construït el 296 a uns a deu quilòmetres al nord-est de Luoyang per Shi Chong (249-300 dC), un aristòcrata i antic funcionari judicial. Va convidar trenta poetes famosos a un banquet al seu jardí i va escriure sobre l'esdeveniment ell mateix:
«Tinc una casa de camp a la riera de la Vall Daurada... on hi ha un brollador d'aigua pura, un bosc frondós, arbres fruiters, bambús, xiprers i plantes medicinals. Hi ha camps, dos-centes ovelles, gallines, porcs, oques i ànecs... També hi ha un molí d’aigua, un estany amb peixos, coves i tot per distreure l’ull i complaure el cor.... amb els meus amics erudits, caminàvem dia i nit, fèiem festes, ens pujàvem a la muntanya per veure el paisatge i ens assèiem al costat del rierol".
Aquesta visita al jardí va donar lloc a un famós recull de poemes, Jingu Shi, o Poemes de la vall d'or, i va iniciar una llarga tradició d'escriure poesia als jardins i sobre ells.
Amb la seva excel·lent cal·ligrafia, el poeta i cal·lígraf Wang Xizhi (307–365) va immortalitzar la trobada poètica celebrada al seu propi jardí al Prefaci dels poemes compostos al Pavelló Orchid (Lantingji Xu 蘭亭集序), la introducció del famós llibre La col·lecció del Pavelló d’Orquídies, on explica una sessió poètica celebrada al retir de campanya anomenat Pavelló de les Orquídies i va enregistrar els poemes. Era un parc amb un rierol serpentejant. Va reunir un grup de poetes famosos i els va asseure al costat del rierol. Després va posar tasses de vi a la riera i les va deixar flotant. Quan la copa s'aturava al costat d’un dels poetes, aquest es veia obligat a beure-la i després a deixar una impressió en forma de poemacompondre un poema. El jardí de la tassa flotant (liubei tang 流觴), amb petits pavellons i rierols artificials, es va fer extremadament popular tant en jardins imperials com privats.
El Pavelló d'Orquídies va inspirar l'emperador Yang (604–617) de la dinastia Sui a construir el seu nou jardí imperial, el Jardí de l'Oest, a prop de Hangzhou. El seu jardí tenia pavellons pels poetes i un rierol serpentejant per a copes de vi flotants; va llançar petites embarcacions al seu corrent amb figures que il·lustraven la història de la Xina. Al parc també es van fer representacions teatrals.

### Dinastia Tang (618–907), Primera Edat d’Or del Jardí Clàssic

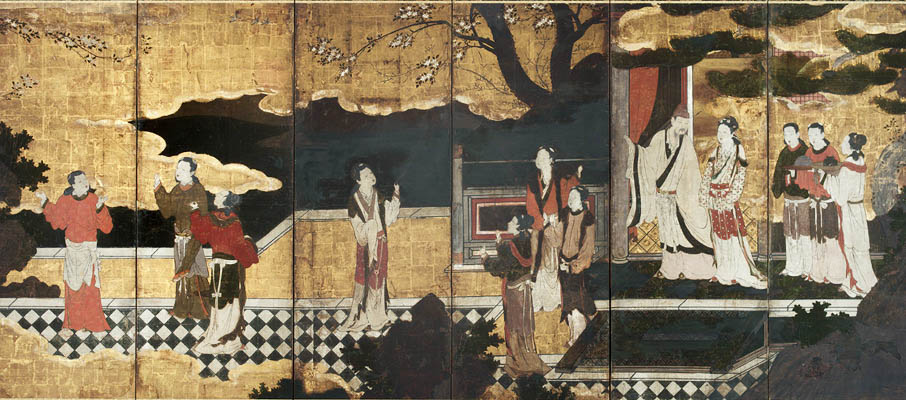
L'emperador Xuanzong i la seva concubina Yang Guifei amb mandarines a una terrassa, Kanō Eitoku,.

La dinastia Tang (618-907 dC) és considerada per la posteritat la primera època daurada del jardí xinès clàssic. L'emperador Xuanzong va construir un magnífic jardí imperial, el Jardí del majestuós Llac Pur, a Changan, prop de l'actual Xi'an, i hi va viure amb la seva famosa concubina, Yang Guifei, que en realitat era qui exercia el poder sobre el palau i el propi emperador.
La pintura i la poesia van assolir uns estàndards sense precedents, i nous jardins, grans i petits, van omplir la capital, Chang'an. Els nous jardins, s'inspiraven en llegendes i poemes clàssics. Hi havia shanchi yuan, jardins amb muntanyes i estanys artificials, inspirats en la llegenda de les illes dels immortals, i shanting yuan, jardins amb rèpliques de muntanyes i petites cases d'observació o pavellons. Fins i tot les cases de classe mitjana tenien petits jardins amb turons de terracota i basses petites.
Aquests jardins clàssics xinesos, o jardins dels erudits (wenren yuan), es van inspirar en la poesia i la pintura clàssiques xineses i, al seu torn, van inspirar-les. Un exemple notable va ser el jardí de la vall de Jante del poeta, pintor i funcionari Wang Wei (701-761). Va comprar la vila en ruïnes d’un poeta, situada a prop d’un riu que desemboca en un llac. Va crear vint petites escenes paisatgístiques diferents al seu jardí, amb noms com el Jardí de les Magnòlies, els Salzes Ondulants, el Quiosc del Cor dels bambús, la Primavera de la Pols Daurada i el Pavelló del llac. Va escriure un poema per a cada escena del jardí i va encarregar a un famós artista que pintés escenes del jardí a les parets de la seva vil·la. Després de retirar-se del govern, passava el temps fent viatges en barca pel llac, tocant la cítara i escrivint i recitant poesia.
Durant la dinastia Tang, l’horticultura es va elevar a un alt nivell professional, amb moltes espècies de plantes que es conreaven mitjançant la introducció de plantes, la domesticació, el trasplantament i l'empelt. Es van ressaltar les propietats estètiques de les plantes i es van publicar nombrosos llibres sobre classificació i cultiu de plantes. La capital, Chang'an, era una ciutat molt cosmopolita, plena de diplomàtics, comerciants, pelegrins, monjos i estudiants, que portaven descripcions dels jardins de tota Àsia. La prosperitat econòmica de la dinastia Tang també va ajudat a la construcció creixent de jardins clàssics a tota la Xina.
L'últim gran jardí de la dinastia Tang va ser el Poble de la Muntanya de la Serena Primavera (Pingquan Shanzhuang), construït a l'est de la ciutat de Luoyang per Li Deyu, gran ministre de l'Imperi Tang. El jardí era vast, amb més de cent pavellons i estructures, però era molt famós per la seva col·lecció de roques i plantes amb formes exòtiques, recollides per tota la Xina. Les roques de formes inusuals, conegudes com les roques dels erudits, sovint seleccionades per representar la part d'una muntanya o serralada en un jardí, es van convertir gradualment en una característica essencial dels jardins xinesos.

### Dinastia Song (960-1279)

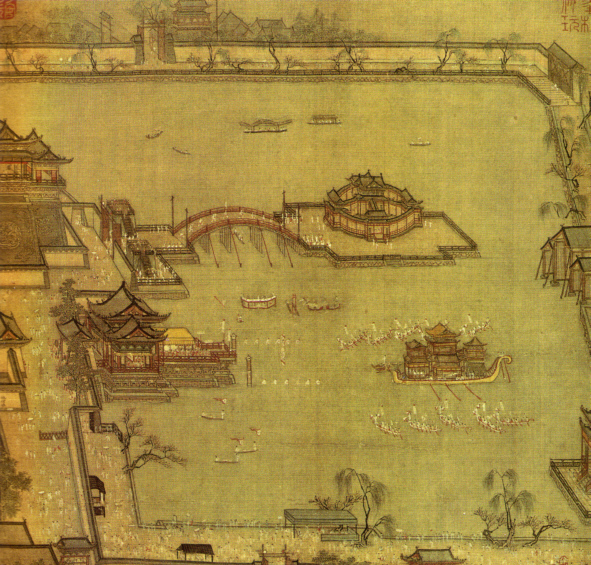
El llac de la claredat de l’or, un llac artificial i jardí de plaer construït per l'emperador Huizong de Song a la seva capital, Kaifeng

Als dos períodes de la dinastia Song, el nord i el sud, l’arquitectura del jardí va ser d’alt nivell. L'emperador Huizong (1082–1135) va ser un pintor reconegut per la posteritat d'aus i flors. Ell mateix un erudit, va integrar elements del jardí dels erudits al seu gran jardí imperial. El seu primer jardí, anomenat La Piscina de la Puresa Daurada, era un llac artificial envoltat de terrasses i pavellons. Els hostes eren convidats al jardí a la primavera per fer curses de vaixells i espectacles al llac. El 1117 va supervisar personalment la construcció del seu següent jardí. Hi va col·locar plantes exòtiques i roques pintoresques portades de tota la Xina per al seu jardí, en particular les preuades roques del llac Taihu. Algunes de les roques eren tan grans que, per moure-les per l'aigua al Gran Canal, va haver de destruir tots els ponts entre Hangzhou i Pequín. Al centre del seu jardí hi va construir un turó artificial de cent metres d'alçada, anomenat Genyue, o Mont de l’Estabilitat, amb roques i barrancs. El jardí es va acabar el 1122. Pocs anys després, el 1127, l'emperador Huizong es va veure obligat a fugir de la capital Song, Kaifeng, quan va ser atacada pels exèrcits de la dinastia Jin (1115-1234), dirigits per Jurchen. Quan va tornar, com a captiu dels Jurchens, va trobar el seu jardí completament destruït, tots els pavellons cremats i les obres d'art saquejades. Només hi quedava el turó.

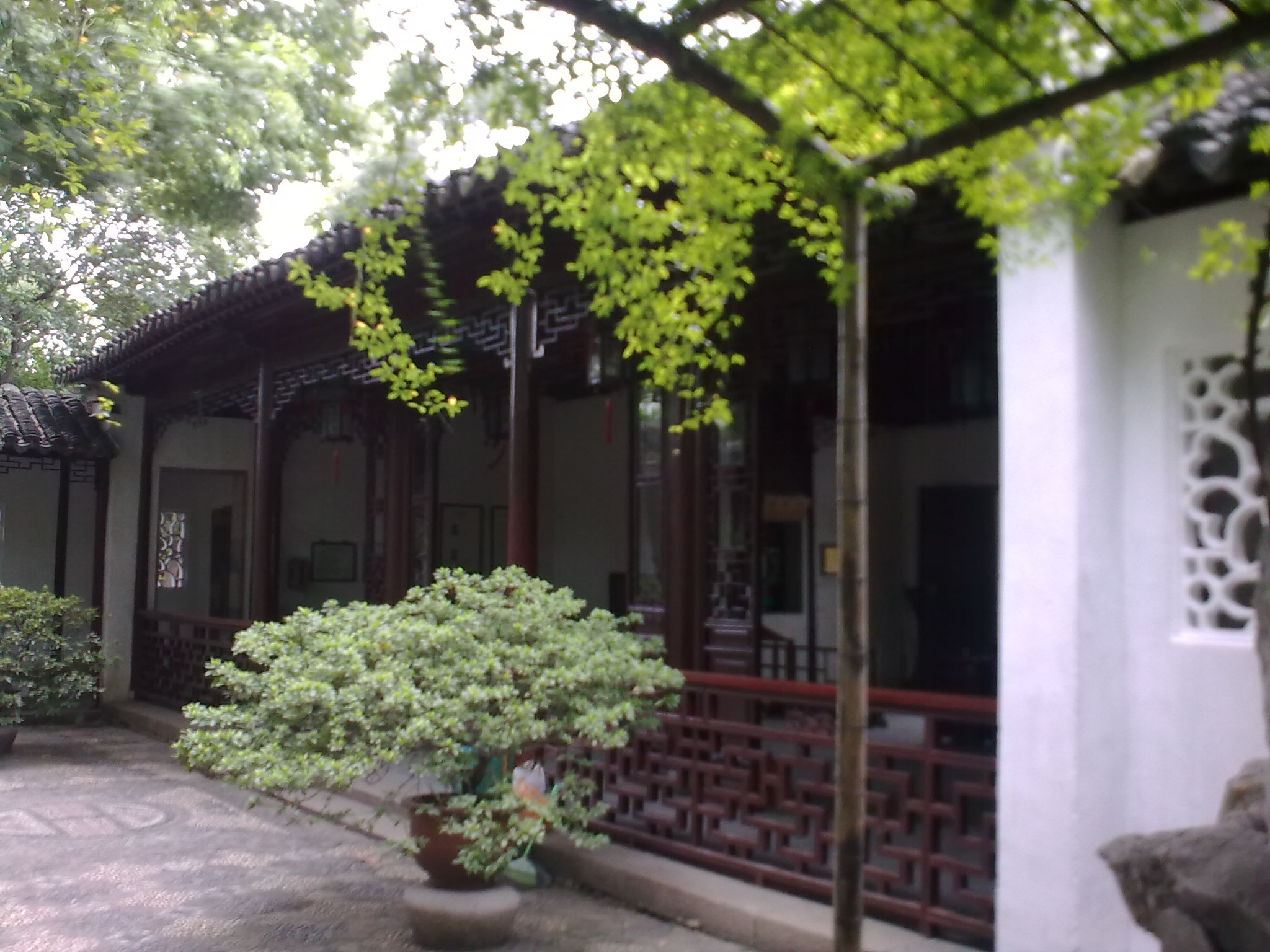
El Pavelló de l'Ona Blava a Suzhou (1044), el jardí de la dinastia Song més antic existent

Tot i que els jardins imperials eren els més coneguts, diversos jardins més petits també van guanyar una gran reputació, de manera que a Luoyang, el jardí del monestir dels governants celestes era especialment famós per les seves peònies, que eren vistes pel públic de tota la ciutat durant la seva floració. El jardí de la primavera múltiple era famós per la seva vista a les muntanyes. No obstant això, el jardí més famós de Luoyang va ser El jardí de l’Alegria Solitària (Dule Yuan), construït pel poeta i historiador Sima Guang (1021-1086). El seu jardí tenia una superfície de vuit mu, aproximadament 1,5 hectàrees. Al bell mig hi havia el Pavelló d’Estudis, la seva biblioteca, amb cinc mil volums. Al nord hi havia un llac artificial, amb una petita illa, amb una pintoresca cabana de pescadors. A l'est hi havia un jardí d'herbes medicinals i, a l'oest, una muntanya artificial, amb un mirador al cim per veure els barris circumdants. Qualsevol transeünt podia visitar el jardí pagant una petita quota.

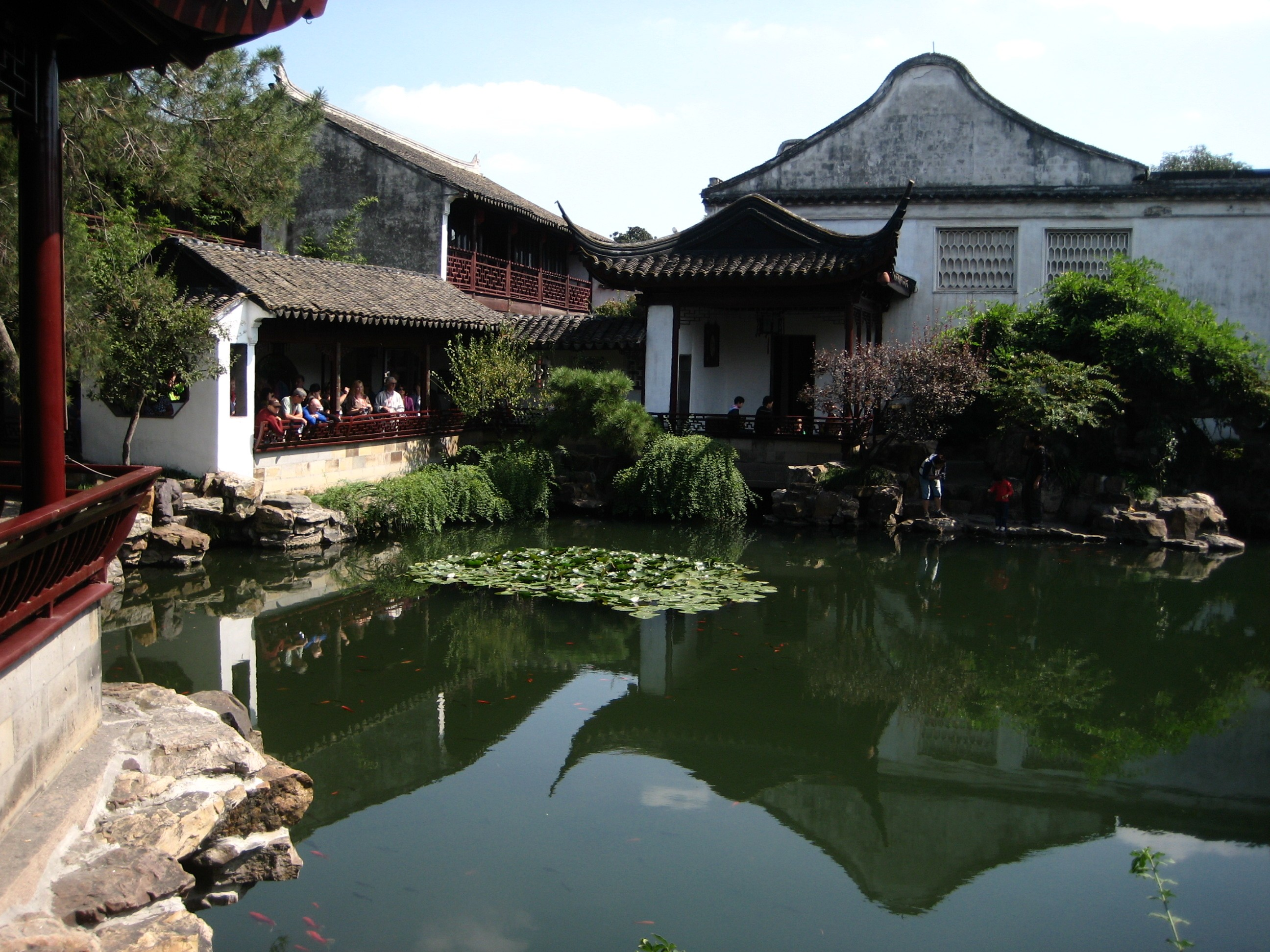
El Mestre del Jardí de les Xarxes a Suzhou (1141) va ser un model per als jardins dels erudits posteriors.

Després de la caiguda de Kaifeng, la capital de la dinastia Song es va traslladar al sud del riu Yangtze, a la ciutat de Lin'an (actualment Hangzhou, Zhejiang). A Lin'an aviat s'hi van construir més de cinquanta jardins a la vora del llac occidental.
L'altra ciutat de la província famosa pels seus jardins va ser Suzhou, construïts per rics comerciants, científics i funcionaris. Algunes d’aquestes encara existeixen avui, tot i que han canviat amb el pas del temps. La mà d’obra a la Xina sempre ha estat barata i, tot i que les tradicions han estat molt respectades, aquestes no han inclòs durant molt de temps la preservació de monuments en el sentit modern. La majoria dels jardins, com les altres estructures, s'han remodelat enèrgicament de tant en tant, fins i tot col·locant un estany al lloc d’un turó o a la inversa.
El jardí més antic de Suzhou que es pot veure avui en dia és el Pavelló de les Ones Blava, encarregat el 1044 pel poeta de la dinastia Song Su Shunqing (1008-1048). El seu element principal era un pavelló mirador construït sobre un turó. Es van afegir altres pavellons vora el llac, incloent una sala de reverència, una sala de recitació i un pavelló especial per observar els peixos. Al llarg dels segles, aquest jardí també ha canviat molt, però les línies principals de la seva planta han sobreviscut.

Un altre jardí de la dinastia Song que encara existeix és el Jardí del Mestre de xarxes (网师园) a Suzhou. Va ser creat el 1141, ja en la dinastia Song del Sud, per Shi Zhengzhi, viceministre de Funció Pública del govern. Segons la tradicció, a la sala també hi havia una biblioteca, de deu mil volums, i un jardí adjacent anomenat Retir del Pescador. Va ser àmpliament remodelat entre 1736 i 1796, però continua sent un dels millors exemples de jardí dels erudits de la dinastia Song.
A la ciutat de Wuxi, a la vora del llac Taihu i al peu de dues muntanyes, hi havia trenta-quatre jardins registrats per Zhou Mi (1232-1308), l'historiador de la dinastia Song. Els dos jardins més famosos, el Jardí del Nord (Beiyuan) i el Jardí del Sud (Nanyuan), pertanyien a Shen Dehe, Gran Ministre de l'emperador Gaozong (1131–1162). Un era un clàssic jardí de muntanya i llac (shanshui); tenia un llac amb una Illa de la Immortalitat (Penglai dao), sobre la qual hi havia tres grans còdols de Taihu. L'altre era un jardí aquàtic, amb cinc grans llacs connectats al llac Taihu. Una terrassa donava als visitants una vista del llac i les muntanyes.

### Dinastia Yuan (1279–1368)

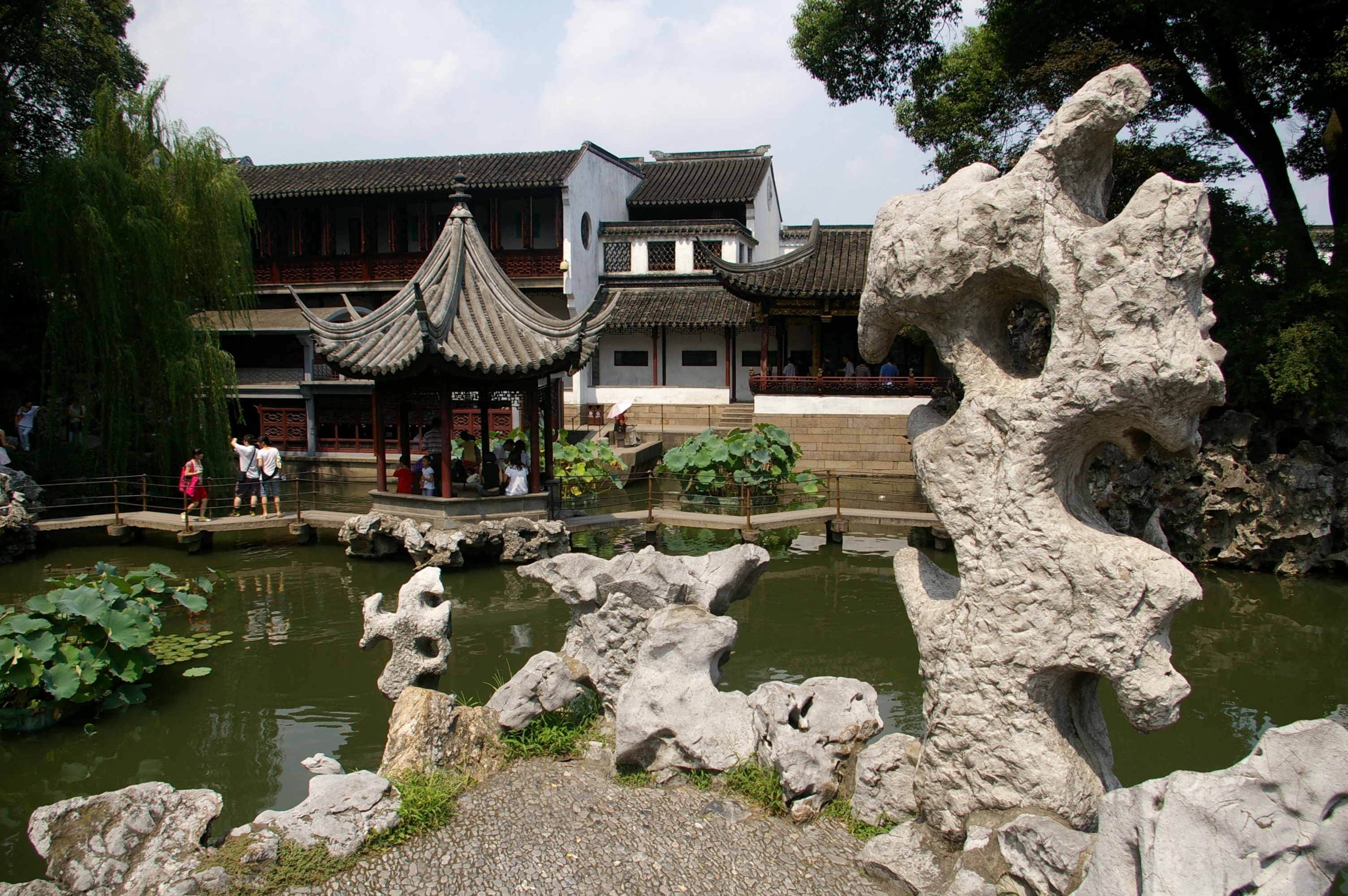
El Jardí dels Lleons a Suzhou (1342), conegut per les seves fantàstiques i grotesques roques

El 1271, Kublai Khan, el governant mongol, es va proclamar emperador de la Xina. El 1279, també havia aixafat l'última resistència de la dinastia Sung i, per tant, es va formar la dinastia Yuan, unificant la Xina sota el domini del mongols. Va establir una nova capital al lloc actual de Pequín, anomenada Dadu, la gran capital.
El jardí més famós de la dinastia Yuan va ser el palau d'estiu i el jardí de Kublai Khan a Xanadú, a la Mongòlia Interior. Es creu que el viatger venecià Marco Polo va visitar Xanadu cap al 1275 i, segons ell, el parc de caça, envoltat per una murall d'uns 25 quilòmetres, tenia fonts, rius i rierols, bells prats, on l'emperador Khan va plantar i caçar molts animals salvatges. Aquesta breu descripció va inspirar més tard al poeta romàntic anglès, Samuel Taylor Coleridge per compondre el seu poema Kubla Khan.
Quan Kublai Khan va fundar la seva nova capital a Dadu, va ampliar els llacs artificials del "Běihǎi Gōngyuán", el parc Beihai, que havien estat creats un segle abans per la dinastia Jin dirigida per Jurchen, i va construir l'illa de "Qióng-huá", fins a 32 metres sobre el nivell del llac, creant un fort contrast entre el llac corbat i els marges del jardí i la rigorosa geometria del que després es va convertir en la Ciutat Prohibida de Pequín. Aquest contrast encara és visible avui en dia.
Malgrat la invasió mongola, els jardins clàssics xinesos, dels erudits i els poetes, van continuar florint a altres parts de la Xina. Un excel·lent exemple va ser el Jardí dels Lleons (Shizi Lin) de Suzhou. Es va construir el 1342 i va prendre el nom de la col·lecció de fantàstics i grotescs conjunts de roques, extrets del llac Taihu, algunes de les quals s'assemblen a caps de lleons. Més tard, els emperadors Kangxi i Qianlong de la dinastia Qing van visitar el jardí diverses vegades i el van utilitzar com a model per al seu propi jardí d’estiu, el Jardí de l'esplendor perfecte, a la residència de muntanya de Chengde.
El 1368, les forces de Zhu Yuanzhang, van capturar Dadu dels mongols i van enderrocar la dinastia Yuan, establint la famosa dinastia Ming, que va durar tres segles. Zhu Yuanzhang va ordenar cremar els palaus Yuan de Dadu.

### Dinastia Ming (1368–1644)

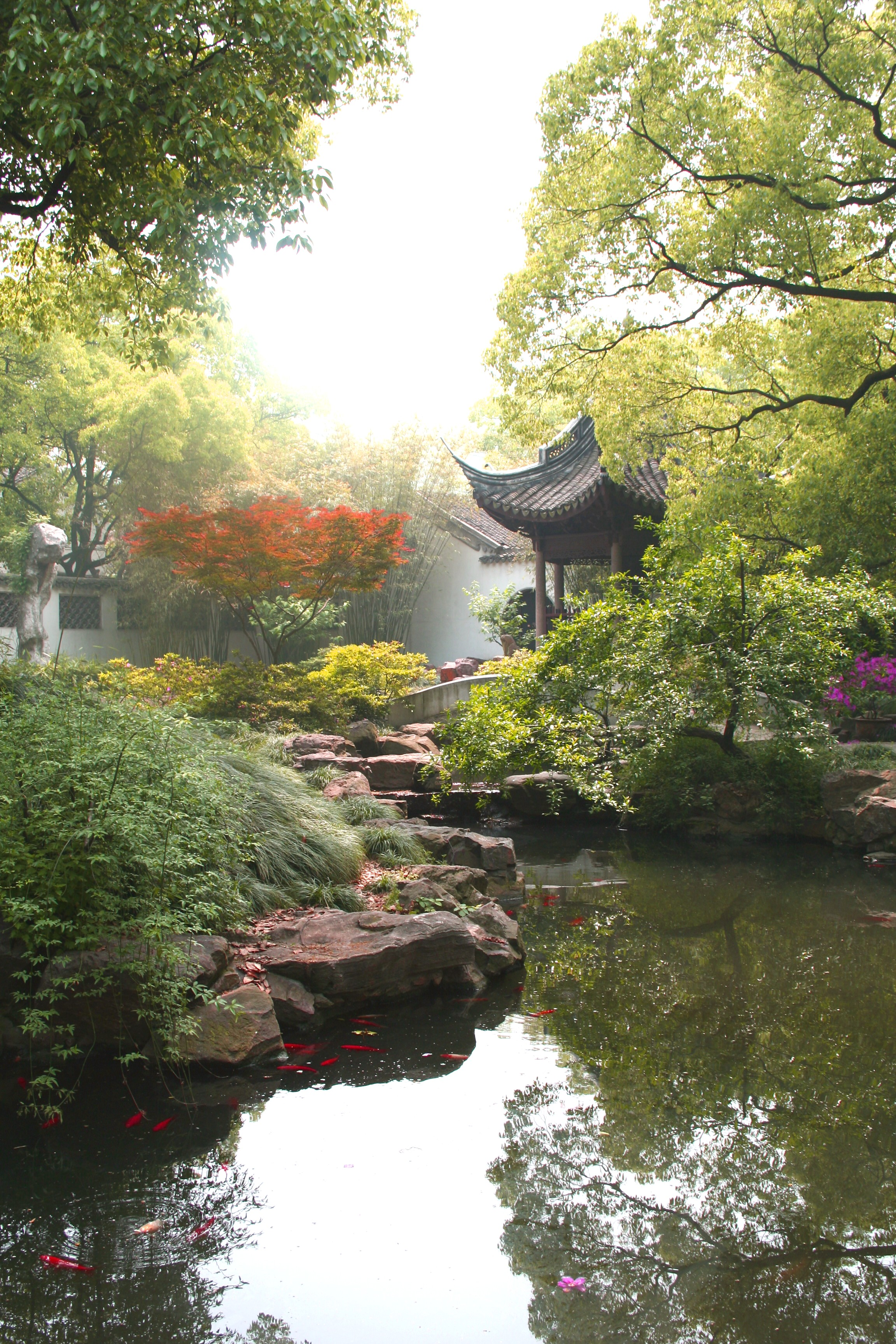
Jardí Jichang a Wuxi (1506-1521)

El jardí existent més famós de la dinastia Ming és el Jardí de l'Administrador humil a Suzhou. Va ser construït durant el regnat de l'emperador Zhengde (1506-1521) per Wang Xianchen, un administrador del govern que es va retirar del servei governamental i es va dedicar al seu jardí. Ha estat molt alterat des que es va construir, però la part central ha sobreviscut segons el traçat original: un gran estany ple de flors de lotus, envoltat d’estructures i pavellons dissenyats com a miradors del llac i els jardins. També fa un bon ús del principi de la "vista en préstec" (jiejing), emmarcant acuradament les vistes de les muntanyes circumdants i una famosa vista d'una pagoda llunyana.
D'aquesta època és també el jardí Yu Mandarin a Xangai, encarregat per l’oficial Pan Yu al segle xvi al famós arquitecte paisatgista Zhang Nayang. Un autèntic microcosmos en el qual conviuen plantes, animals i minerals, té més de 30 pavellons i té totes les característiques del típic jardí xinès; està dividit per parets on aquí prenen la forma d’un drac serpentejant.
Un altre jardí existent de la dinastia Ming és el Jardí persistent, a Suzhou, construït durant el regnat de l'emperador Wanli (1573-1620). Durant la dinastia Qing, es van afegir al jardí dotze roques calcàries altes, que simbolitzaven les muntanyes. La més famosa era una roca pintoresca anomenada Pic Cobert de Núvol Propici, que es va convertir en una peça central del jardí.

També a Suzhou es troba el Jardí de Conreu, construït durant el regnat de l'emperador Tianqi (1621–27) pel net de Wen Zhengming, un famós pintor i cal·lígraf Ming. El jardí està construït al voltant d’un estany, amb el pavelló de la longevitat al costat nord, el pavelló Fry al costat est, un espectacular jardí de roca al sud i l'estudi del creador, la Humble House, a l’oest.

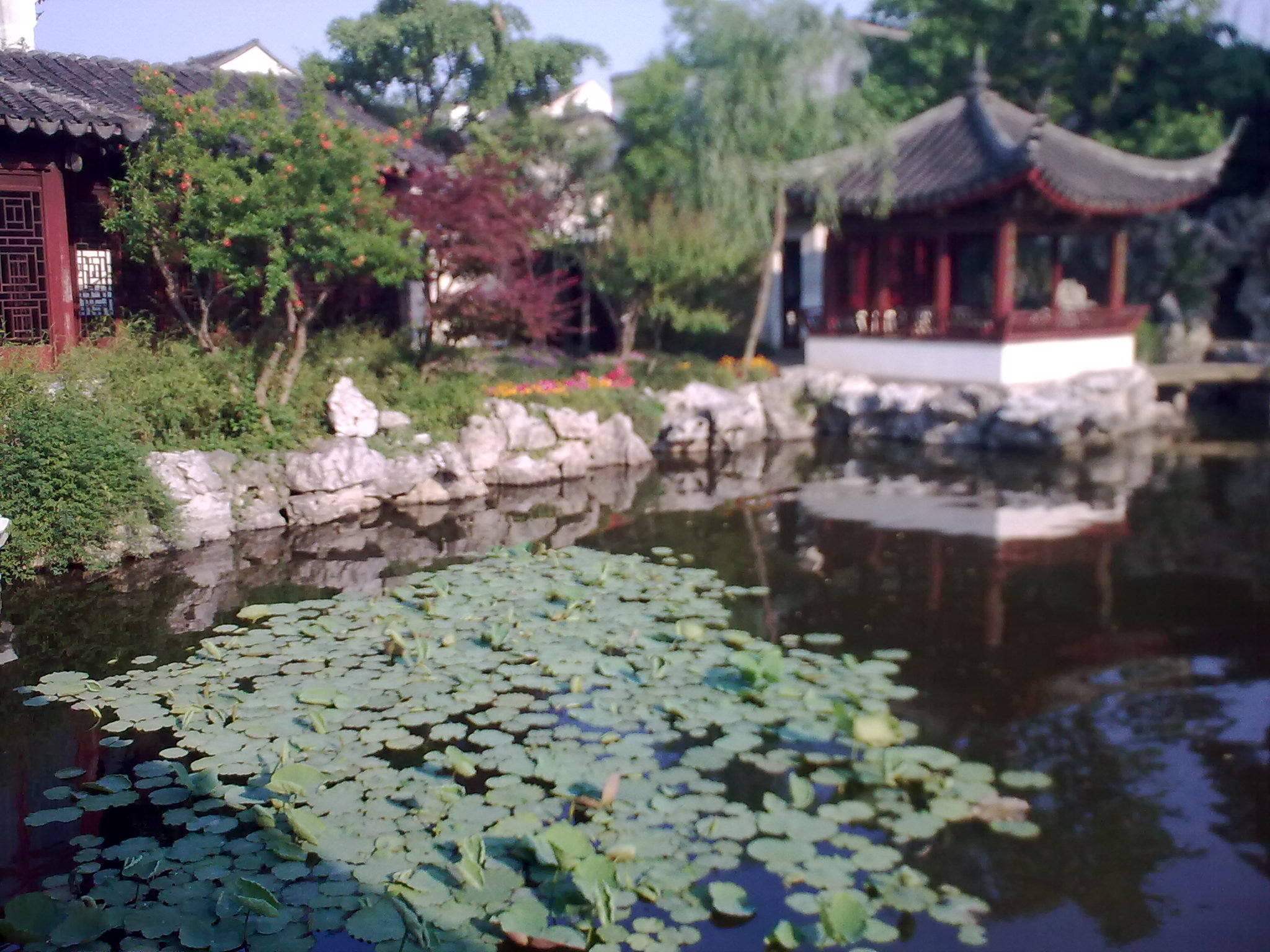
Jardí de Conreu (1541)
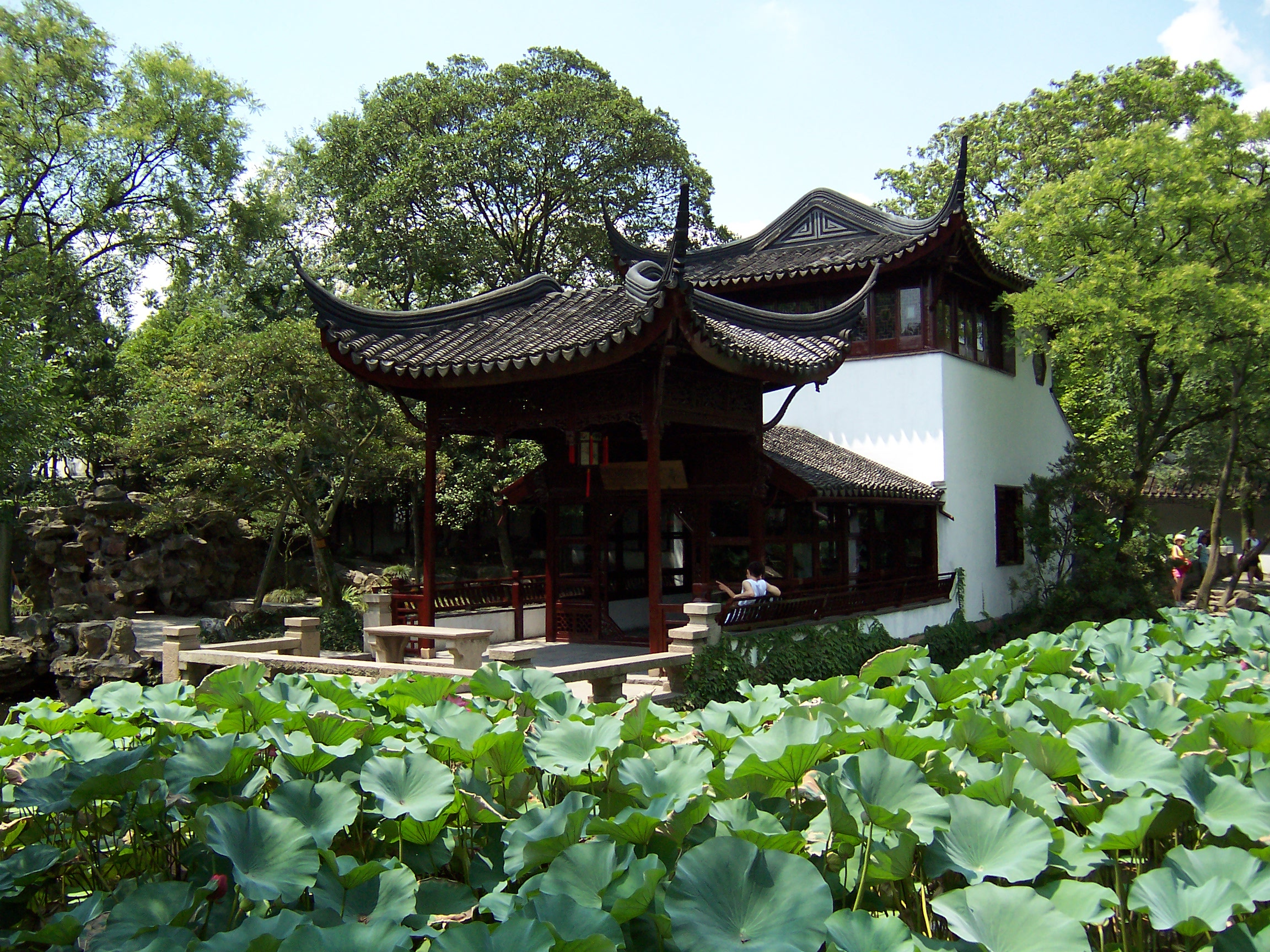
El Jardí de l'Administrador humil a Suzhou (1506-1521)
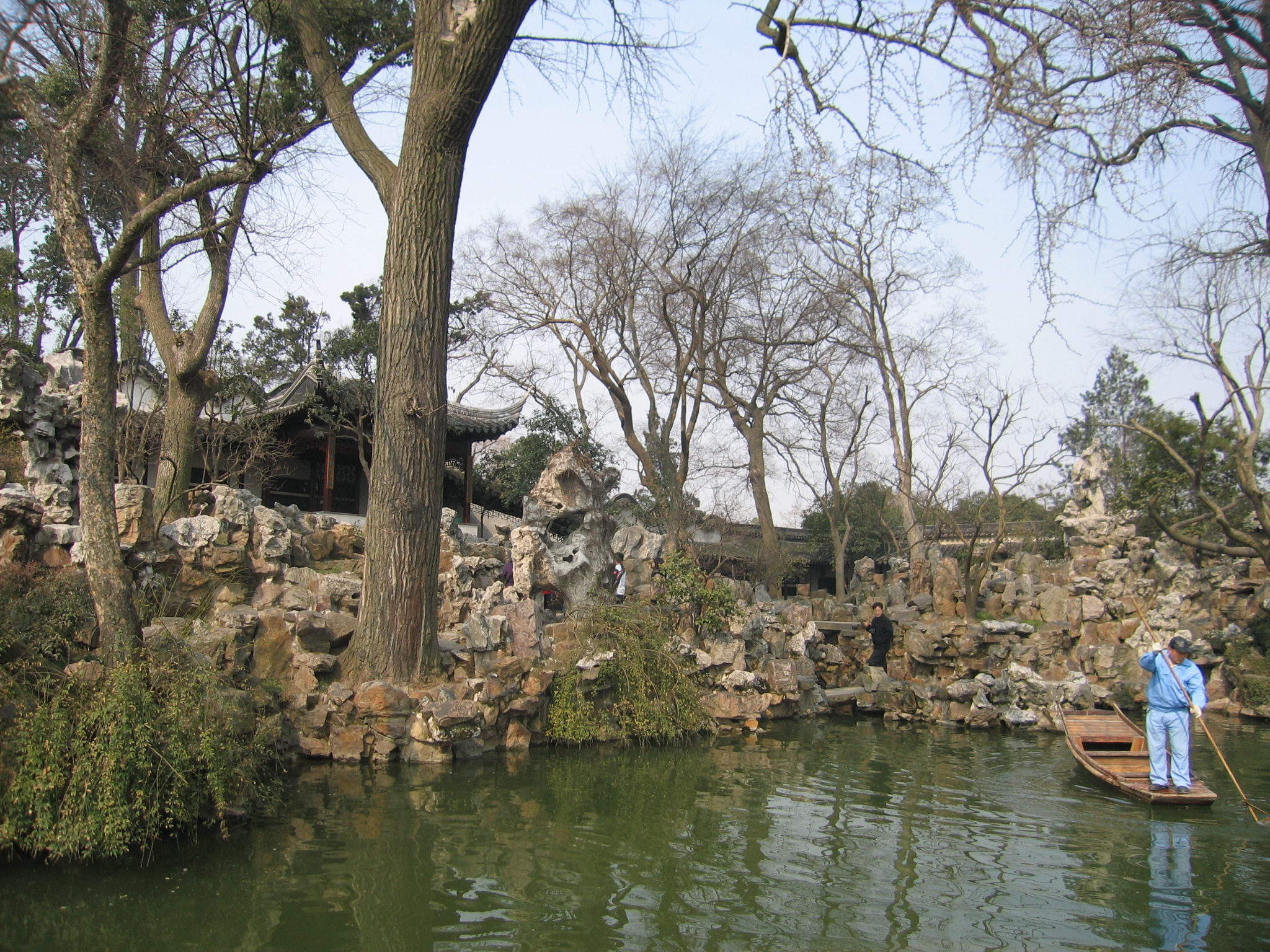
El jardí Liu Yuan de Suzhou (1593), com molts jardins de la dinastia Ming, està ple de roques dels erudits dramàtiques
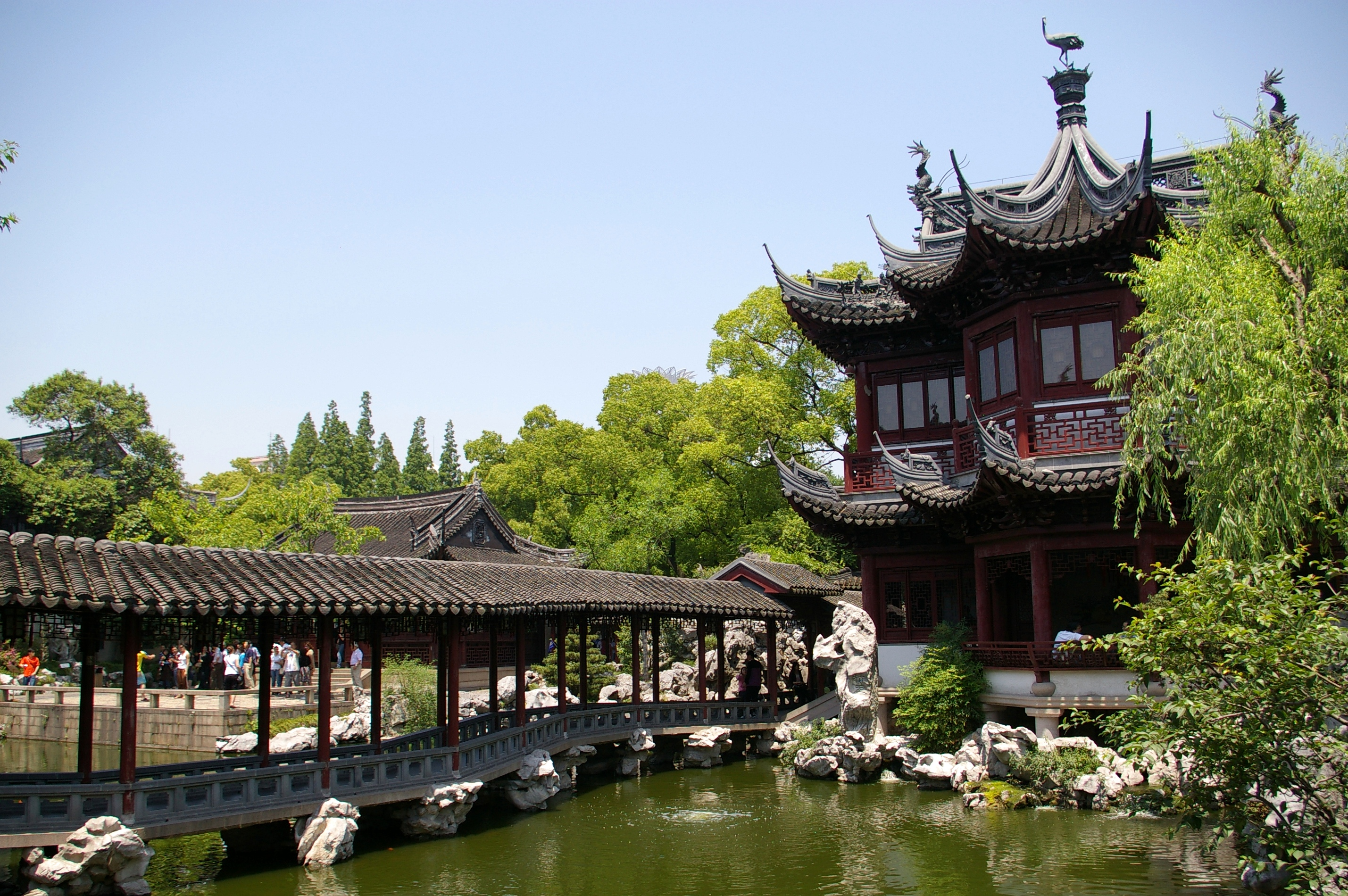
Jardí Yuyuan a Xangai (1559)

### Dinastia Qing (1644-1912)

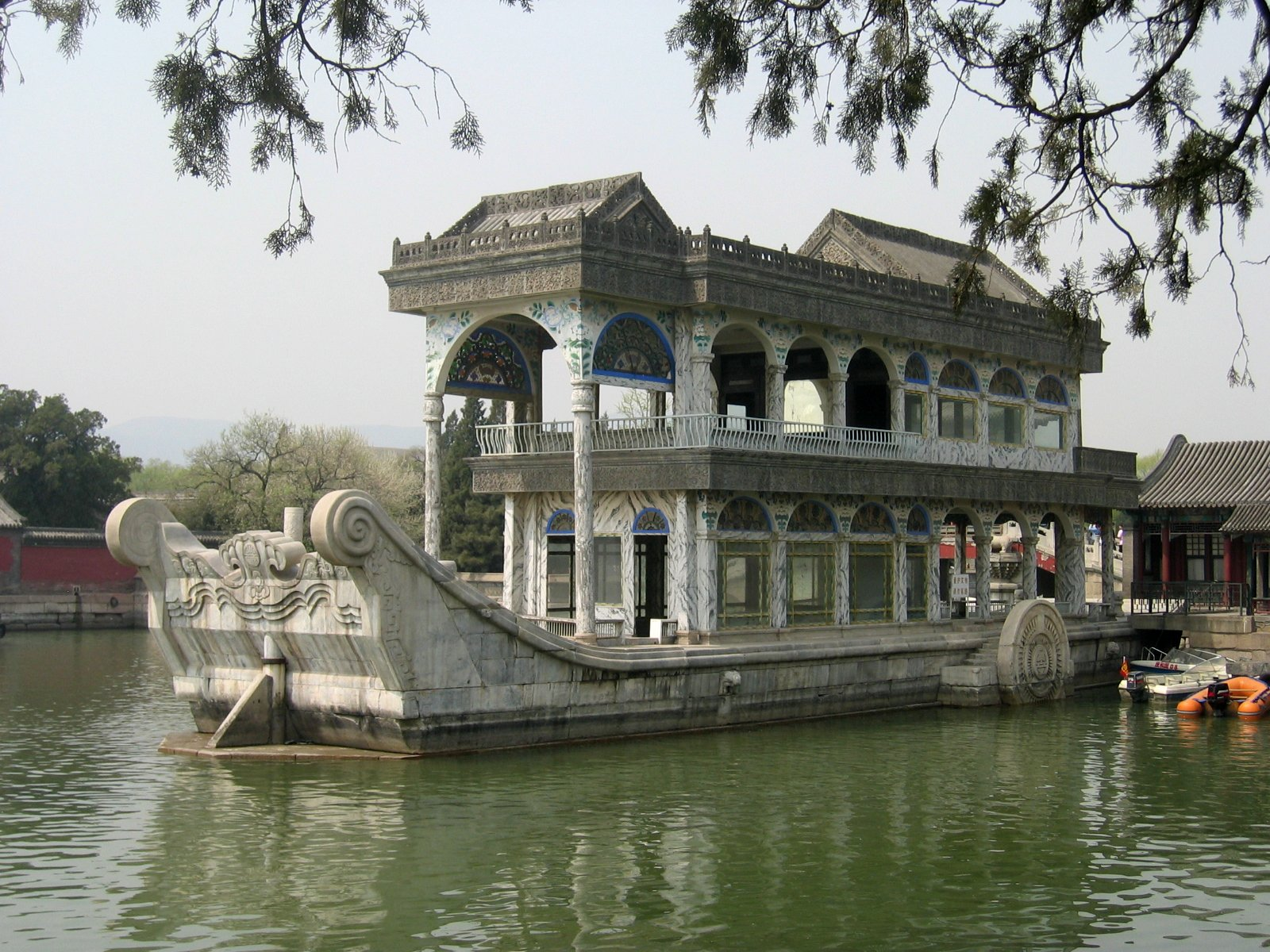
El pavelló Vaixell de Marbre al jardí del Palau d'Estiu de Pequín (1755). Després de ser destruït per una expedició anglo-francesa el 1860, l'emperadriu Dowager Cixi va desviar diners de la flota de Beiyang per fer-los reconstruir.

La dinastia Qing va ser la darrera dinastia de la Xina i va continuar l'art dels jardins. Els més famosos de la Xina durant aquest període van ser el Palau d'Estiu i l'Antic Palau d'Estiu de Pequín. Tots dos jardins es van convertir en símbols de luxe i refinament i van ser àmpliament descrits pels visitants europeus.

El pare Jean-Denis Attiret, un jesuïta francès que es va convertir en pintor de la cort de l'emperador Qianlong del 1738 al 1768, va descriure la terrassa de jade de l’illa de la immortalitat al llac del palau d’estiu:
"El que és una veritable joia és una roca o una illa... que es troba al mig d'aquest llac, sobre el qual es construeix un petit palau, que conté un centenar habitacions o salons... d'una bellesa i un gust que jo no puc expressar-vos. La vista és admirable...
La seva construcció i millora va consumir gran part del tresor imperial. De fet, l'emperadriu Dowager Cixi va desviar famosament diners destinats a la modernització de la flota de Beiyang i els va utilitzar per restaurar el palau d'estiu i la casa de te de marbre en forma de barca al llac Kunming. Tant el Palau d'Estiu com l'Antic Palau d'Estiu van ser destruïts durant la rebel·lió dels bòxers i per expedicions punitives dels exèrcits europeus durant el segle xix, però s'estan restaurant gradualment.
A més de l'Antic Palau d'Estiu i del Palau d'Estiu, entre 1703 i 1792 els emperadors Qing van construir un nou complex de jardins i palaus a les muntanyes, a 200 quilòmetres al nord-est de Pequín, per escapar de la calor estiuenca de la capital. Es va anomenar literalment Bìshǔ Shānzhuāng, "lloc de muntanya per evitar la calor", avui conegut com a Residència de muntanya de Chengde i ocupava 560 hectàrees, amb setanta-dues vistes separades del paisatge que recreaven paisatges en miniatura de moltes parts diferents de la Xina. Aquest enorme jardí ha sobreviscut relativament intacte.

Entre els reconeguts jardins erudits que encara existeixen d'aquest període es troben el Jardí Ouyan, "Jardí on es retira la parella" (1723–1736) i el Jardí Tuisi, "Jardí de la Retirada i la Reflexió" (1885), tots dos a Suzhou.

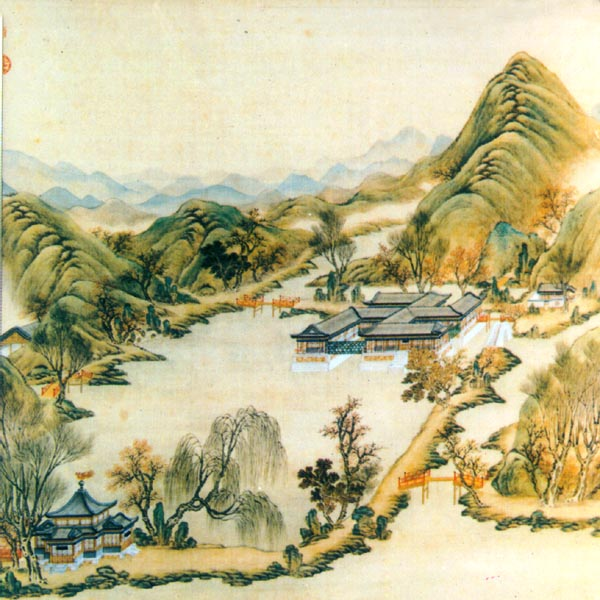
L'Antic Palau d'Estiu, a vuit quilòmetres al nord de Pequín, va ser destruït en gran part per una expedició anglo-francesa el 1860.
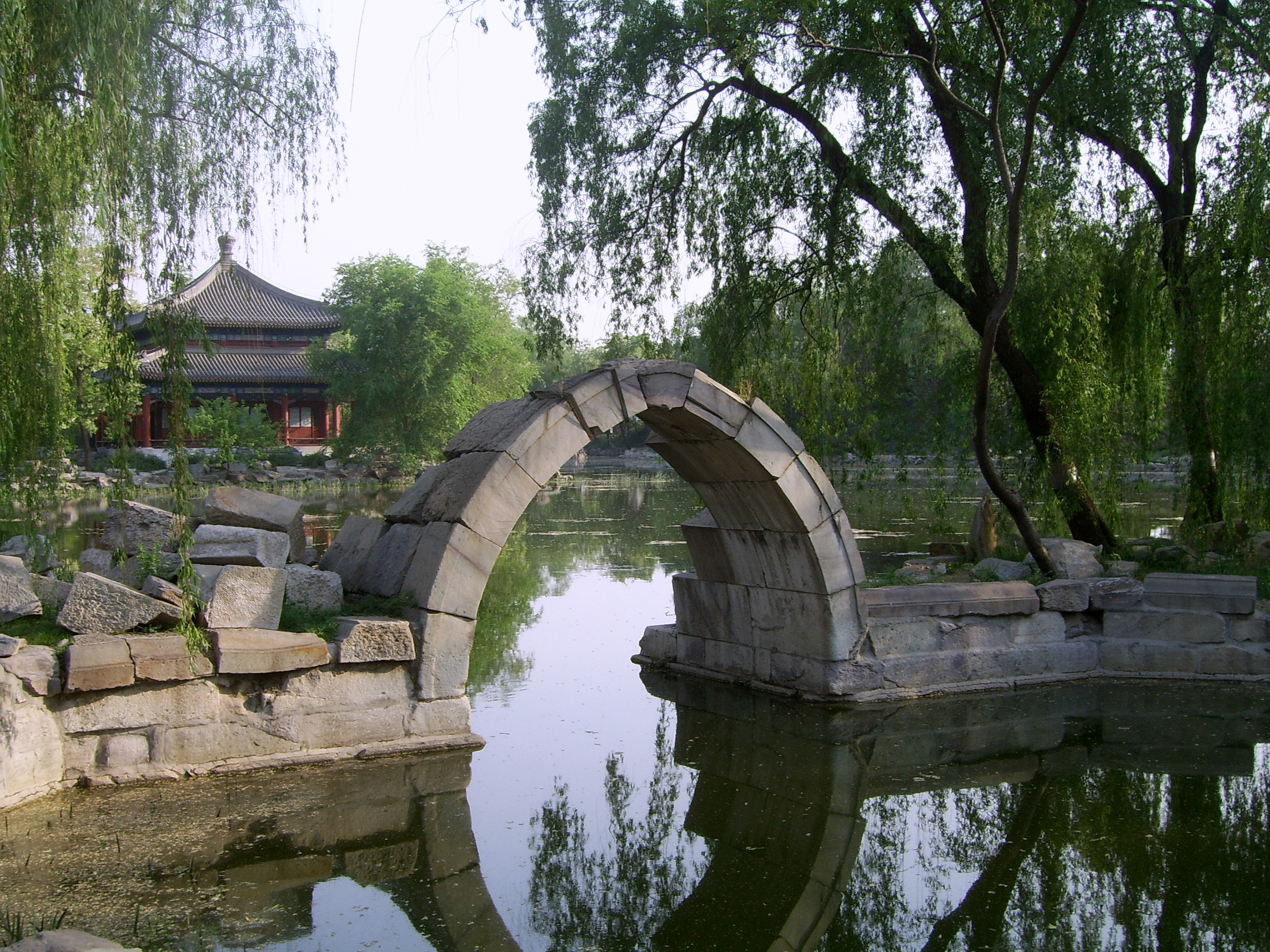
Restes del jardí de l'Antic Palau d'Estiu
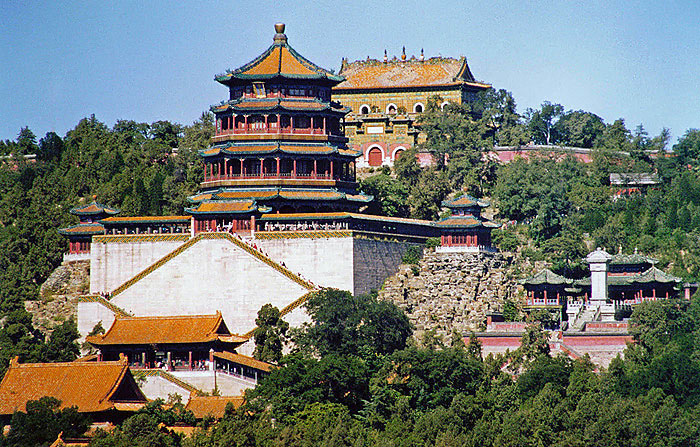
El Palau d'Estiu de Pequín avui
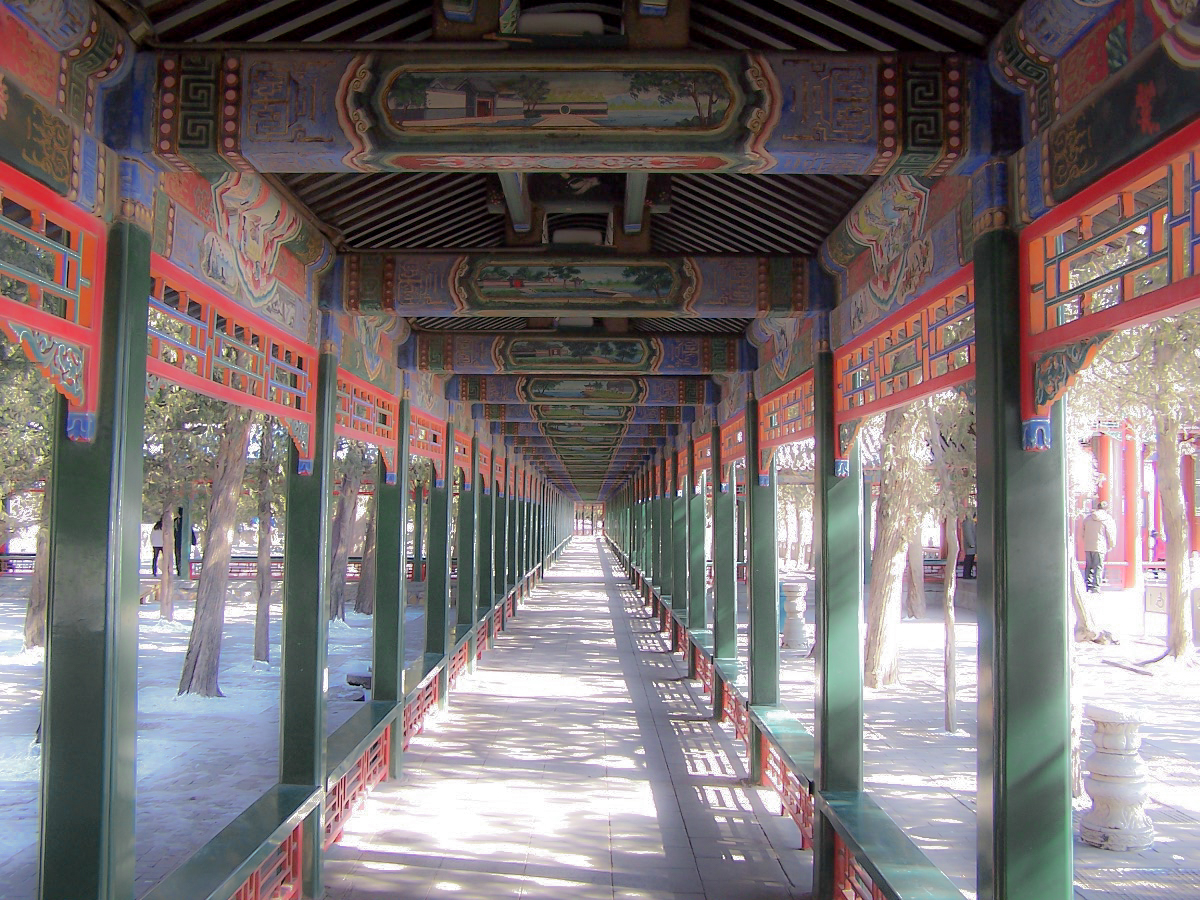
El Gran Corredor del Palau d'Estiu (1750) fa 728 metres. Es va construir perquè l'emperador pogués caminar pel jardí protegit dels elements.
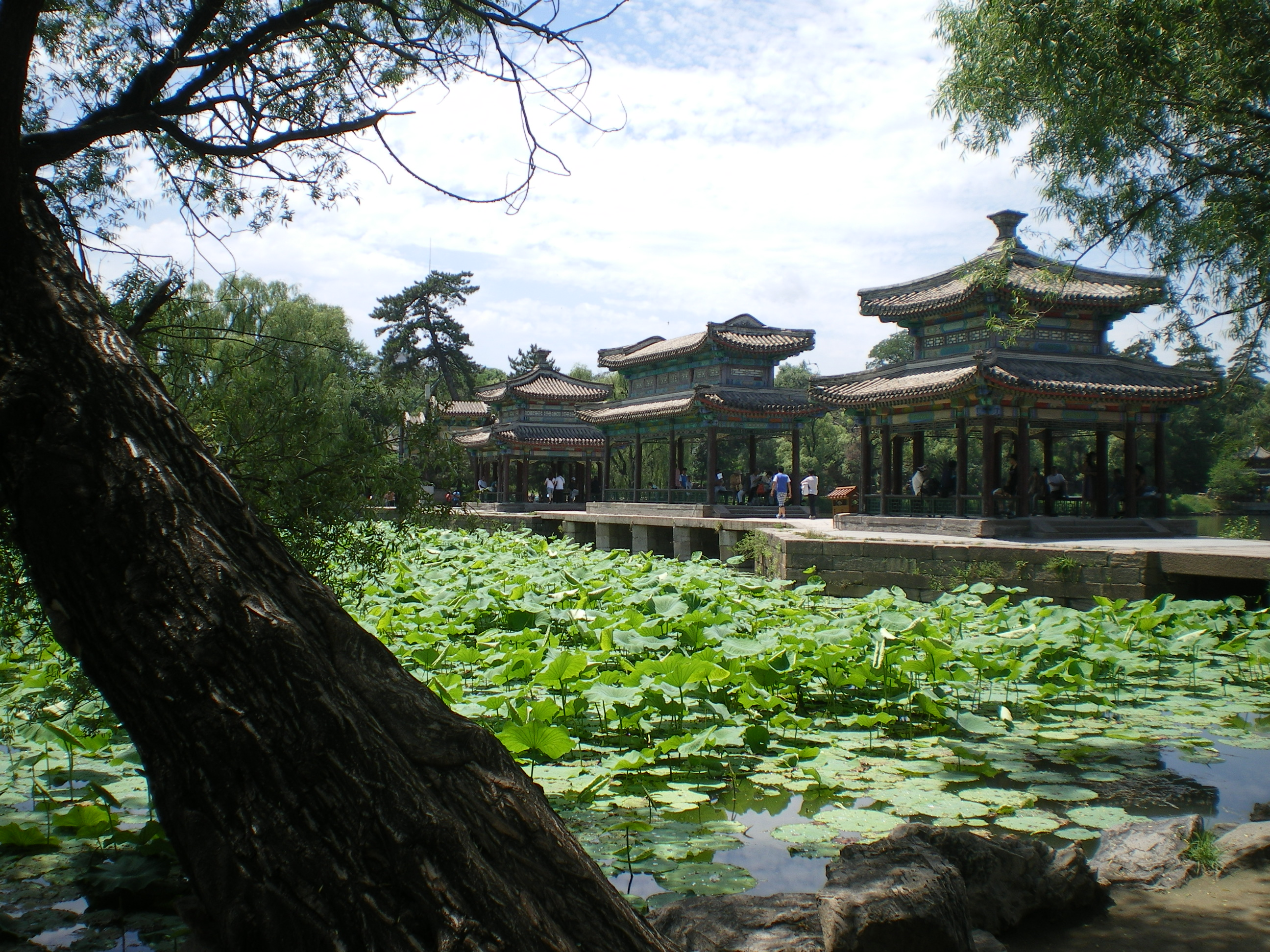
Jardins de la Residència de muntanya de Chengde, la vila imperial a les muntanyes (1703-1792).
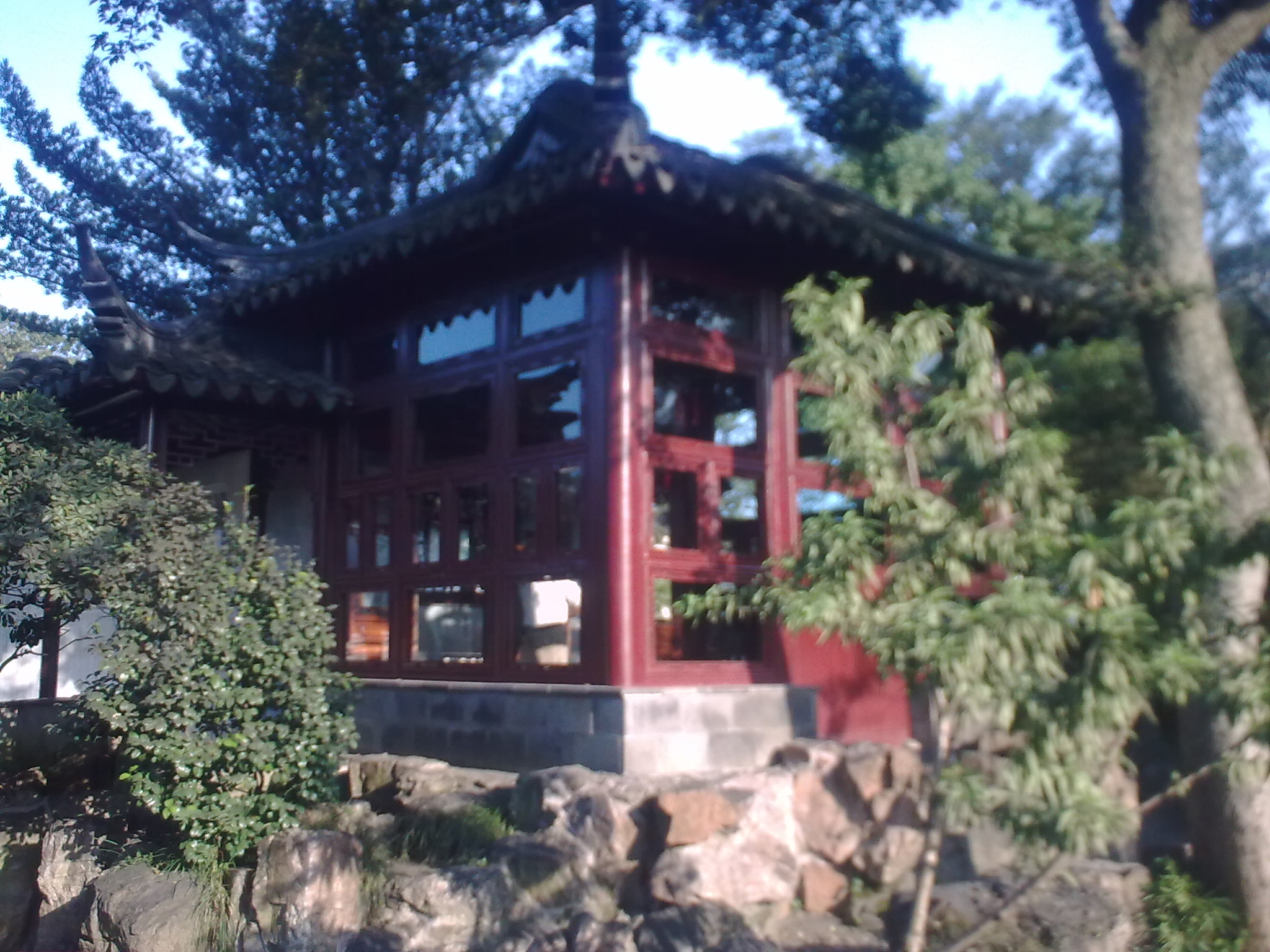
"El meu pavelló encantador" del Jardí on es retira la parella (1723–1736)
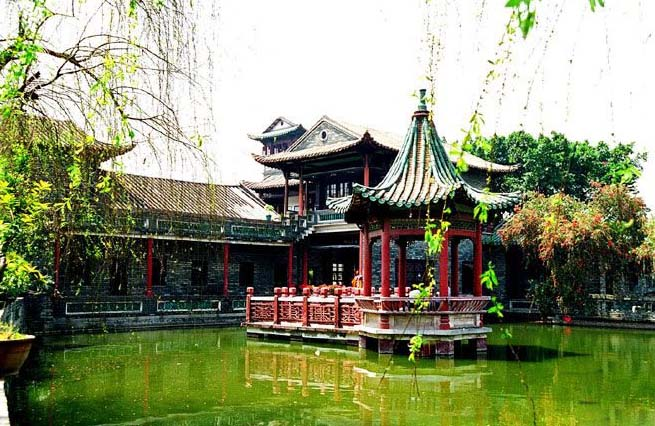
Jardí Keyuan a la província de Guangdong, (1850)
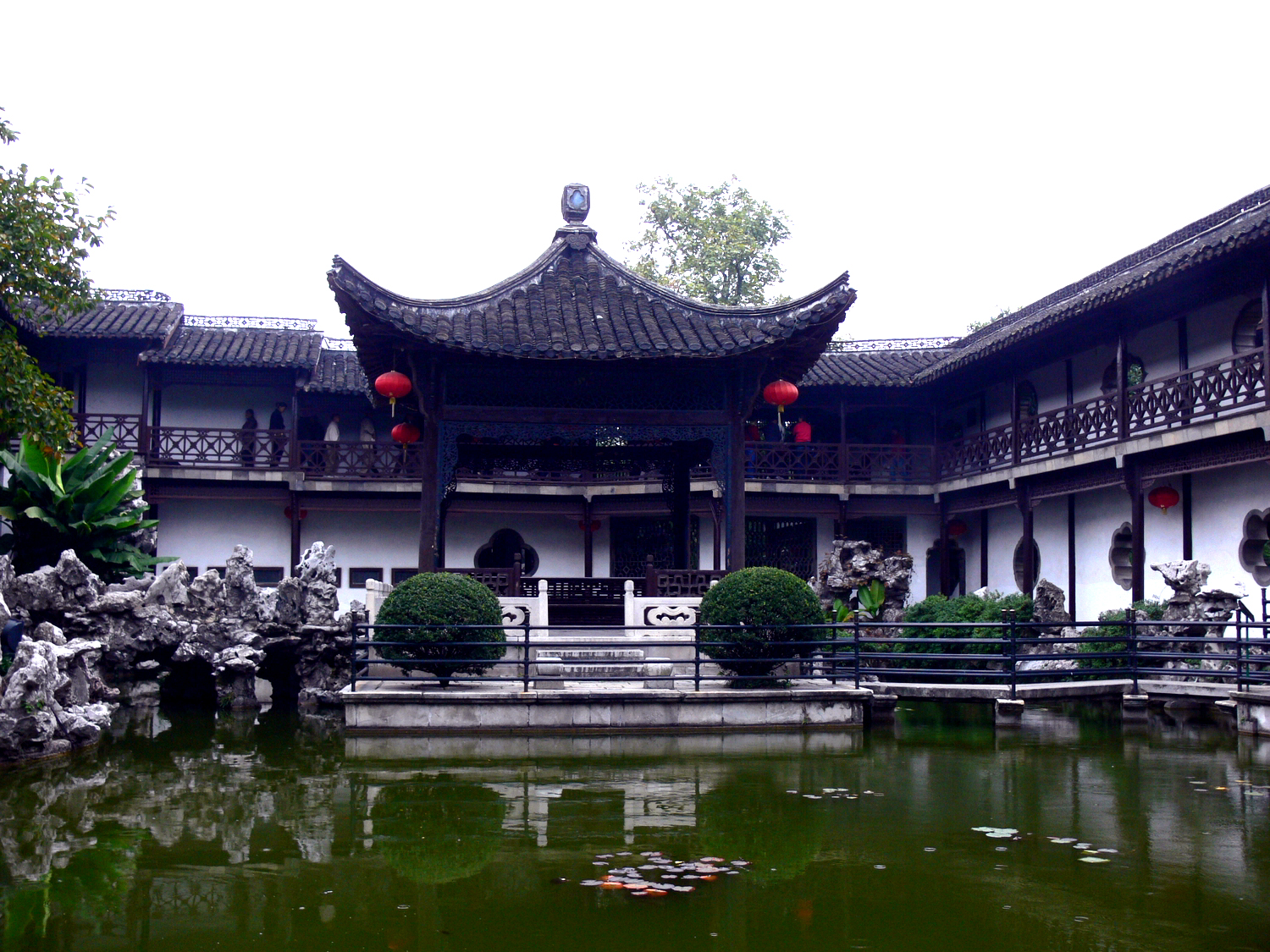
El Jardí He de Yangzhou, província de Jiangsu, (1880), un clàssic jardí privat de la dinastia Qing.

## Disseny del jardí clàssic
Un jardí xinès no estava pensat per veure'l sencer alhora sino per anar-lo descobrint poc a poc; el pla d'un jardí xinès clàssic presentava al visitant una sèrie de visions de paisatge perfectament compostes i emmarcades; una vista d'un estany, o d'una roca, o un bosquet de bambú, un arbre florit o una vista d'un cim llunyà de muntanya o d'una pagoda. L'escriptor i filòsof xinès del segle xvi Ji Cheng va instruir als constructors de jardins que "amaguessin el vulgar i el comú tan lluny com es pugui veure, i incloguin l'excel·lent i l'esplèndid".

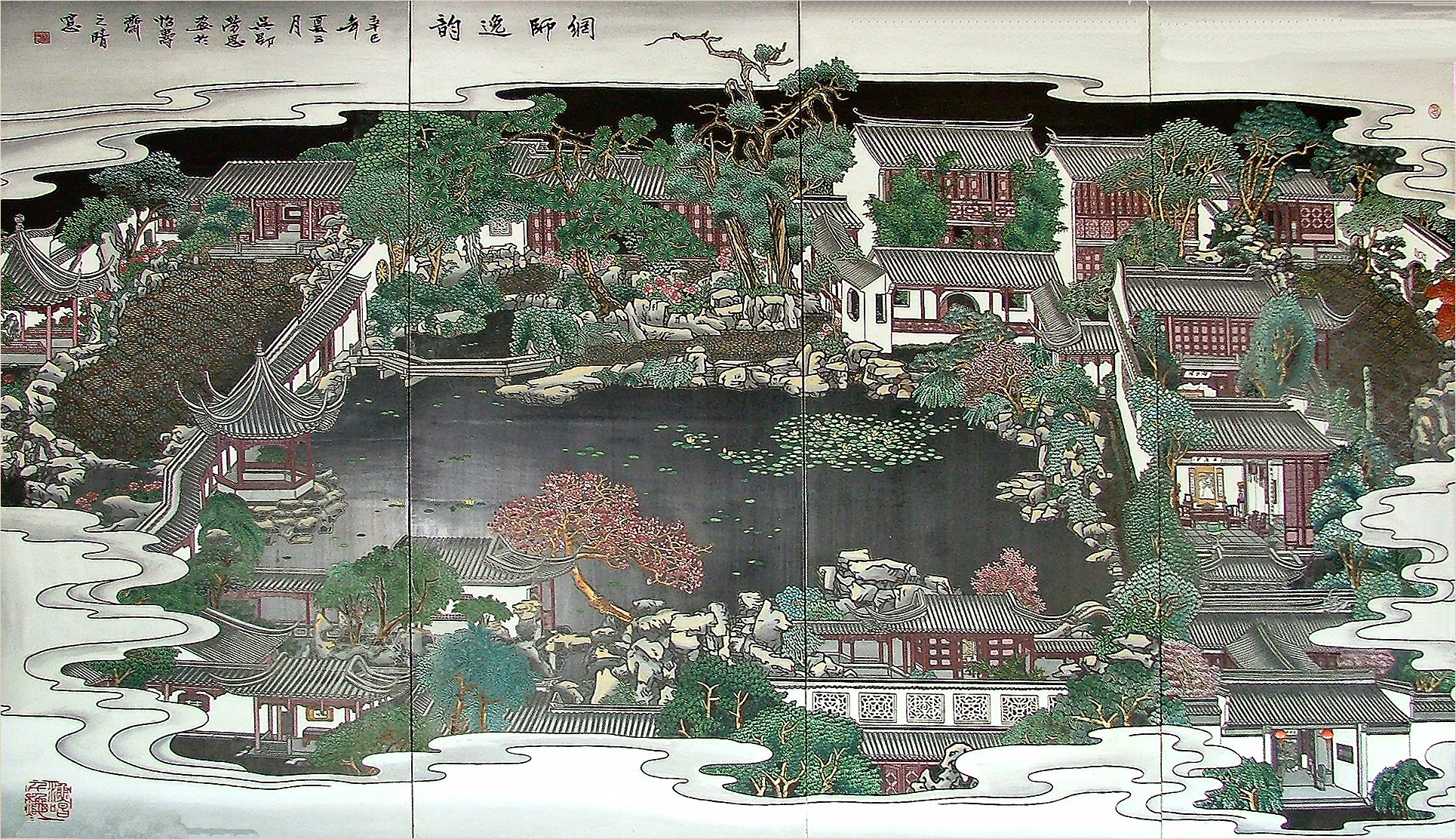
Mapa pintat del jardí del Mestre dels Xarxes començat el 1140, renovat el 1736–1796

Alguns primers visitants occidentals dels jardins imperials xinesos els consideraven caòtics, plens d'edificis de diferents estils, sense cap ordre aparent, però el sacerdot jesuïta Jean-Denis Attiret, que va viure a la Xina des del 1739 i va ser pintor de la cort de l'emperador Qianlong, va observar que hi havia un "bell desordre, una antisimetria" al jardí xinès. "S'admira l’art amb què es realitza aquesta irregularitat. Tot té bon gust i està tan ben organitzat que no hi ha una sola vista des de la qual es pugui veure tota la bellesa; cal veure'l peça per peça".
Els jardins clàssics xinesos van variar molt en mida. El jardí més gran de Suzhou, el Jardí de l'Administrador humil, tenia una mica més de deu hectàrees de superfície, amb una cinquena part del jardí ocupat per l'estany, però no havien de ser grans. Ji Cheng va construir un jardí per a Wu Youyu, el tresorer de Nanquín, que tenia poc menys d’una hectàrea de superfície, i el recorregut pel jardí tenia només quatre-cents esglaons des de l'entrada fins a l’últim mirador, però Wu Youyu va dir que contenia totes les meravelles de la província en un sol lloc.
El jardí clàssic estava envoltat per una paret, generalment pintada de blanc, que servia de teló de fons pur per a flors i arbres. Normalment, al centre hi havia un estany d’aigua, i al seu voltant s'aixequen moltes estructures, grans i petites. Les estructures, pavellons, biblioteca o estudis, es conceben com a punts d’observació de les característiques del jardí i estan connectades per galeries que ajuden a dividir el jardí en escenes o paisatges individuals. Els altres elements essencials d’un jardí xinès són les plantes, els arbres i les roques, compostos acuradament en petits paisatges perfectes. Un altre element és el Jiejing o "Paisatge en préstec" (借景 jiejing), on sovint vistes inesperades de paisatges exteriors al jardí, com els cims de les muntanyes semblen ser una extensió del jardí mateix. Al jardí descrit per Ji Cheng anteriorment, les estructures ocupaven dos terços de l’hectàrea, mentre que el mateix jardí ocupava l’altre terç. En un jardí dels erudits, l'edifici central solia ser una biblioteca o estudi, connectat per galeries amb altres pavellons que servien de punts d'observació dels elements del jardí.

### Arquitectura

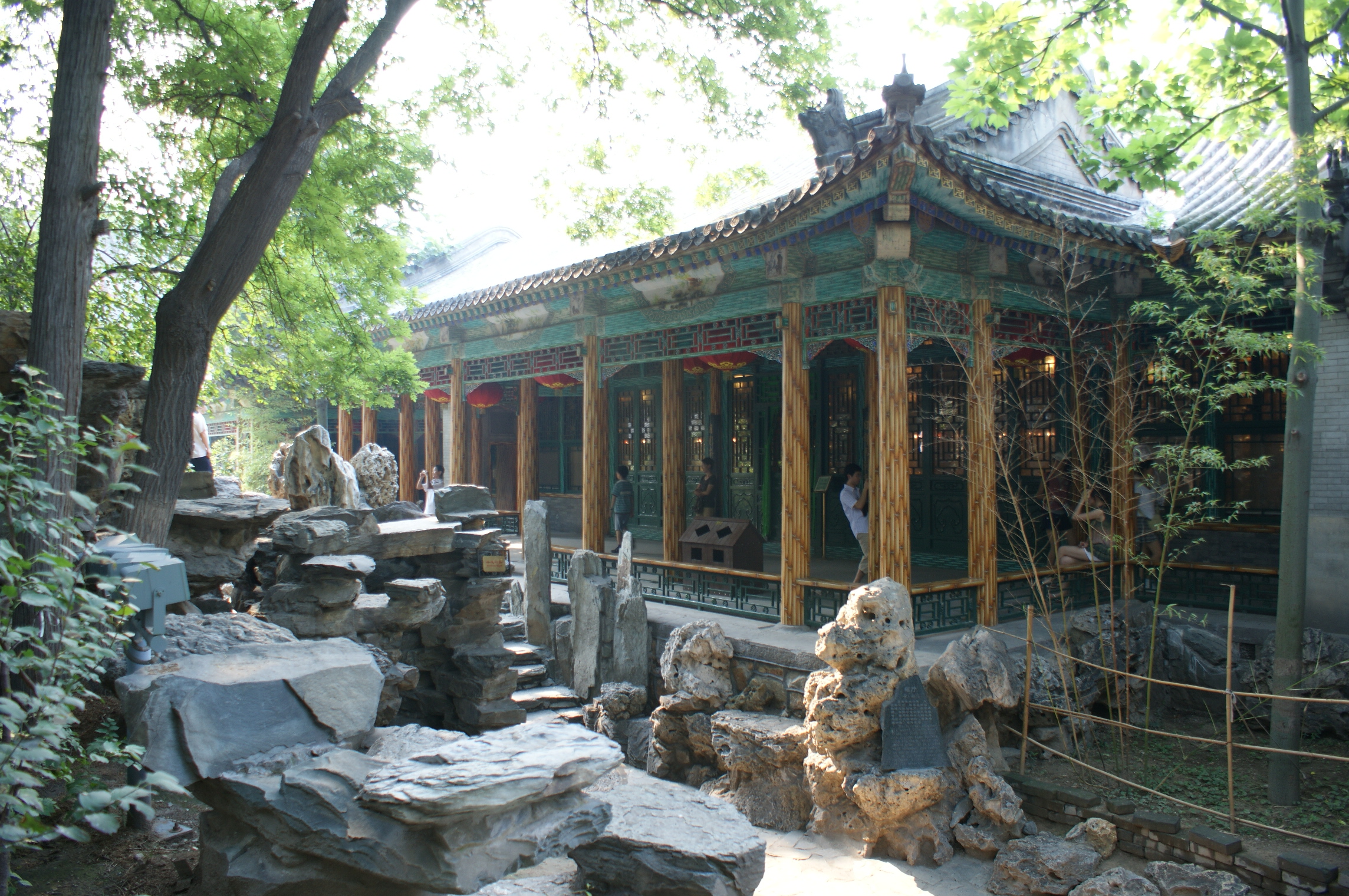
Pavelló per contemplar el jardí de roques de la mansió del Princep Gong de Pequín (1777)

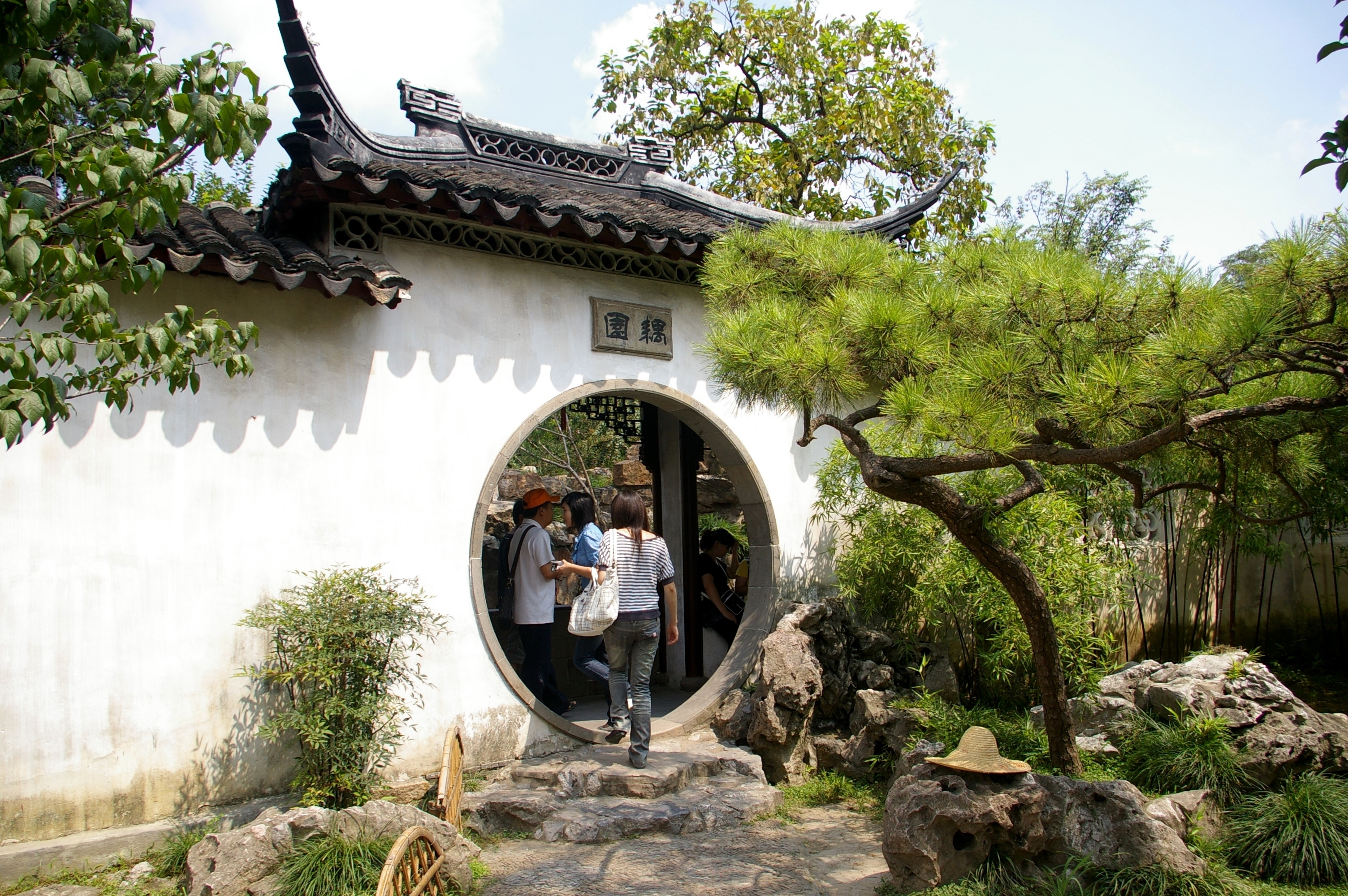
Una porta de la lluna des del jardí on es retira la parella a Suzhou

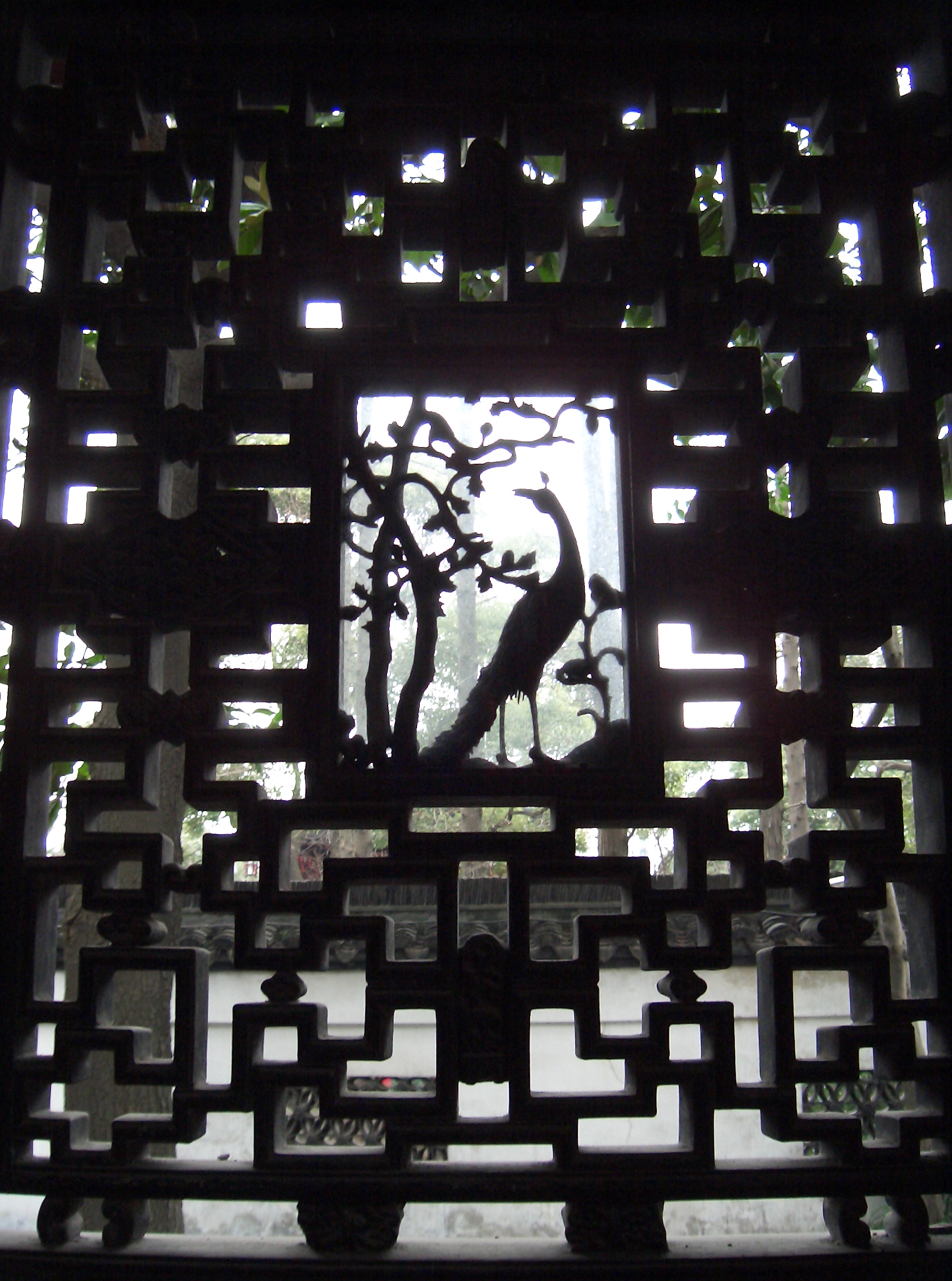
Marc de finestra ornamental per veure jardí al jardí Yuyuan, Xangai

Els jardins xinesos estan esquitxats d’innombrables arquitectures: salons, pavellons, temples, galeries, ponts, quioscs i torres, que ocupen aproximadament dos terços de l'espai. El Jardí de l'Administrador humil de Suzhou té quaranta-vuit instal·lacions, incloses una residència amb diversos salons per a reunions familiars i entreteniment, divuit pavellons per veure les diferents característiques del jardí i un assortiment de torres, galeries i ponts, tots dissenyats per veure diferents parts dels jardins des de diferents punts de vista. Les estructures del jardí no estan dissenyades per dominar el paisatge, sinó per estar en harmonia amb ell.
Els jardins clàssics tenen tradicionalment aquestes estructures:
- La sala de cerimònies (ting) o "sala". Un edifici utilitzat per a celebracions o cerimònies familiars, generalment amb un pati interior, no gaire lluny de la porta d’entrada.
- El pavelló principal (da ting), o "sala gran", per a la recepció de convidats, per a banquets i per celebrar festes, com ara Cap d'Any i el Festival de les Llanternes. Sovint té una galeria al voltant de l'edifici per proporcionar frescor i ombra.
- El pavelló de flors (hua ting), o “sala de flors”. Situat a prop de la residència, aquest edifici té un pati posterior ple de flors, plantes i un petit jardí de roca.
- El pavelló orientat cap a les quatre direccions (si mian ting), o “sala de les quatre portes”. Aquest edifici té parets plegables o mòbils, per obrir una vista panoràmica del jardí.
- El pavelló del lotus (he hua ting), o "habitació del lotus". Construït al costat d’un estany de lotus, per veure com floreixen les flors i apreciar el seu aroma.
- El pavelló dels ànecs mandarins (yuan yang ting) o "habitació dels ànecs mandarins". Aquest edifici es divideix en dos trams; una orientada al nord que s'utilitzava a l'estiu, donava a un estany de lotus que proporcionava aire fresc; i la part sud utilitzada a l'hivern, amb un pati plantat de pins, que restava perenne, i pruners, les flors dels quals anunciaven l'arribada de la primavera.[35]

A més d’aquests passadissos i pavellons més grans, el jardí s'omple de pavellons més petits (també anomenats ting) o “habitació”, dissenyats per proporcionar refugi del sol o la pluja, per contemplar una escena, recitar un poema, aprofitar una brisa o simplement descansar. Es podien ubicar pavellons des d'on es pogués observar millor l’alba, on la llum de la lluna brilla a l’aigua, on es vegi millor el fullatge de tardor, on la pluja s'escolti millor a les fulles de plàtan o on el vent xiuli a través de les tiges de bambú. De vegades s'adherien a la paret d’un altre edifici o, de vegades, es mantenen sols als punts de vista del jardí, al costat d’un estany o al cim d’un turó. Sovint estan oberts per tres costats. Els noms dels pavellons dels jardins xinesos expressen la visió o l'experiència que ofereixen al visitant.

Les finestres i les portes són elements arquitectònics importants del jardí xinès. De vegades són rodones (finestres de la lluna o porta de la lluna) o ovalades, hexagonals o octogonals, o en forma de gerro o peça de fruita. De vegades tenen marcs ceràmics importants molt ornamentals i poden emmarcar acuradament detalls com una branca d’un pi, o un pruner en flor o una altra escena íntima del jardí, o mirar cap a vistre o paisatges.
Els ponts són una altra característica comuna del jardí xinès. Igual que les galeries, poques vegades són rectes, sino en ziga-zaga o arquejats sobre els estanys, cosa que suggereix els ponts de la Xina rural i proporciona punts de vista del jardí. Els ponts sovint es construeixen amb fusta rugosa o lloses de pedra i, de vegades estan pintats o lacats de colors vius, que donen una sensació alegre al jardí.

Els jardins també inclouen sovint cases petites i austeres per a la solitud i la meditació, de vegades en forma de barraques de pesca rústiques, i edificis aïllats que serveixen de biblioteques o estudis (shufang).

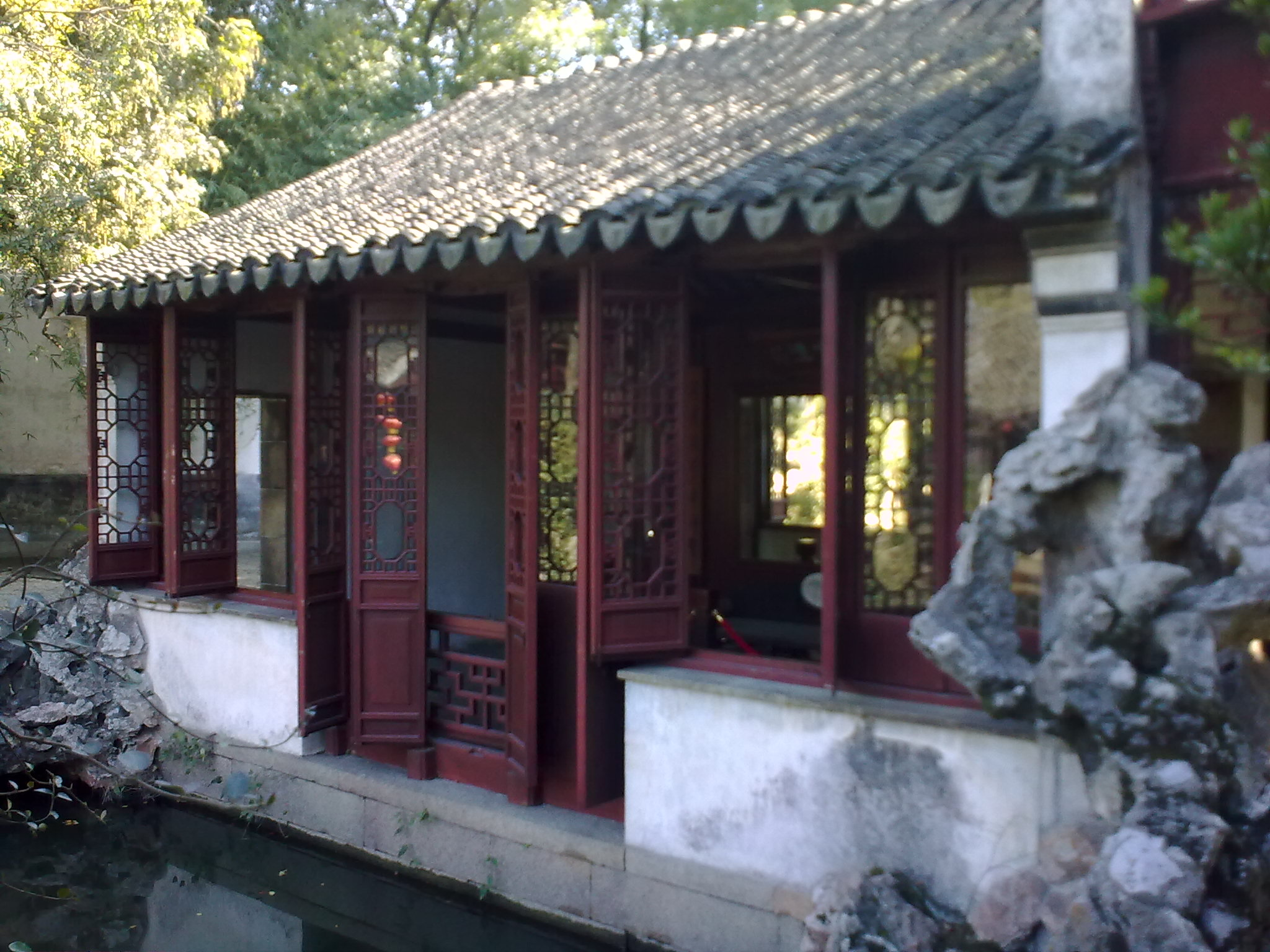
Una sala de tres badies amb un sostre complet a dues aigües i vespres planes al Jardí de la Retirada i la Reflexió (1885)
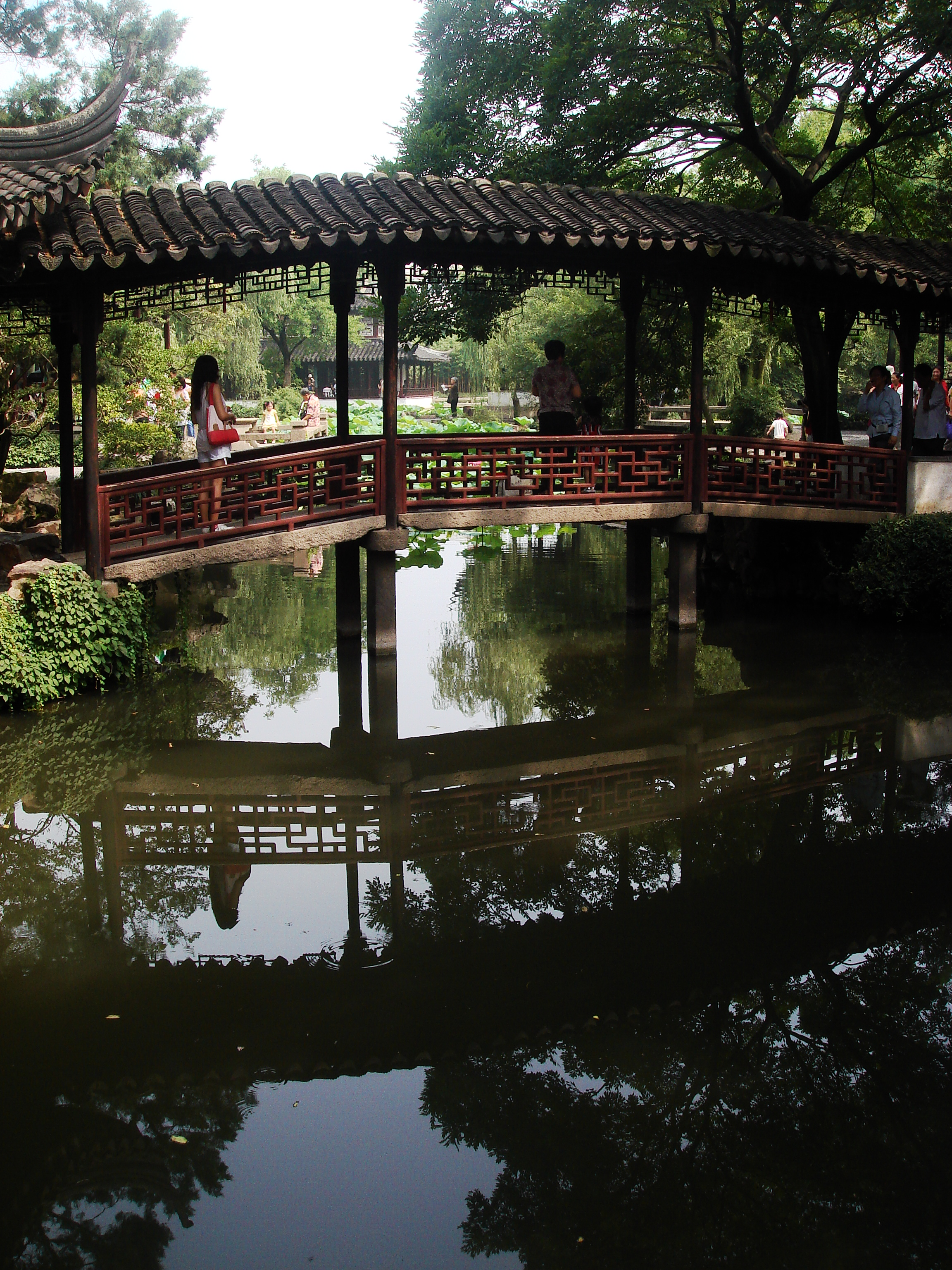
El pont Flying Rainbow al Jardí de l'Administrador humil. Va ser dissenyat per crear un reflex en forma d’arc de Sant Martí a l'estany.
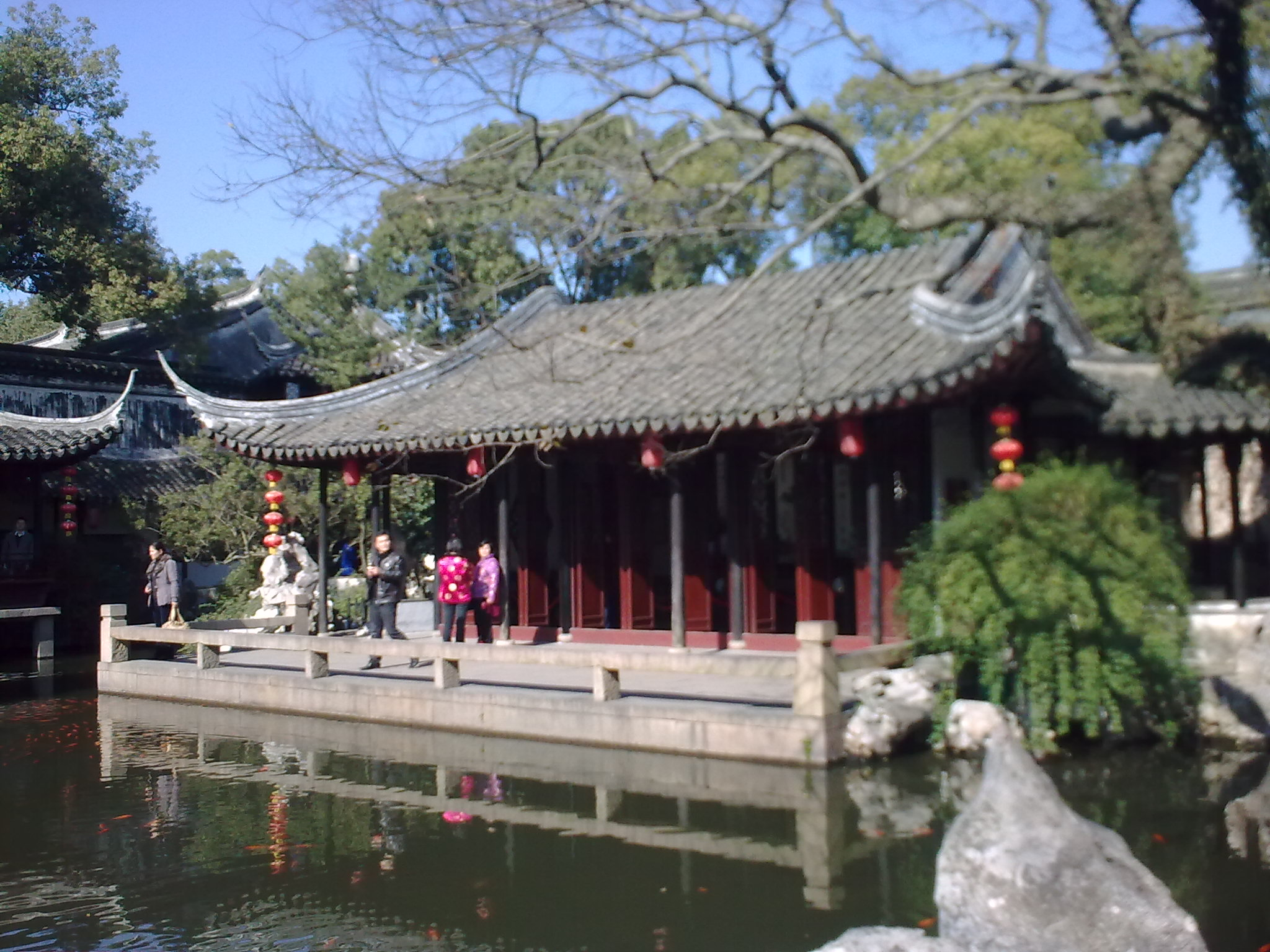
La sala principal del Jardí de retir i reflex
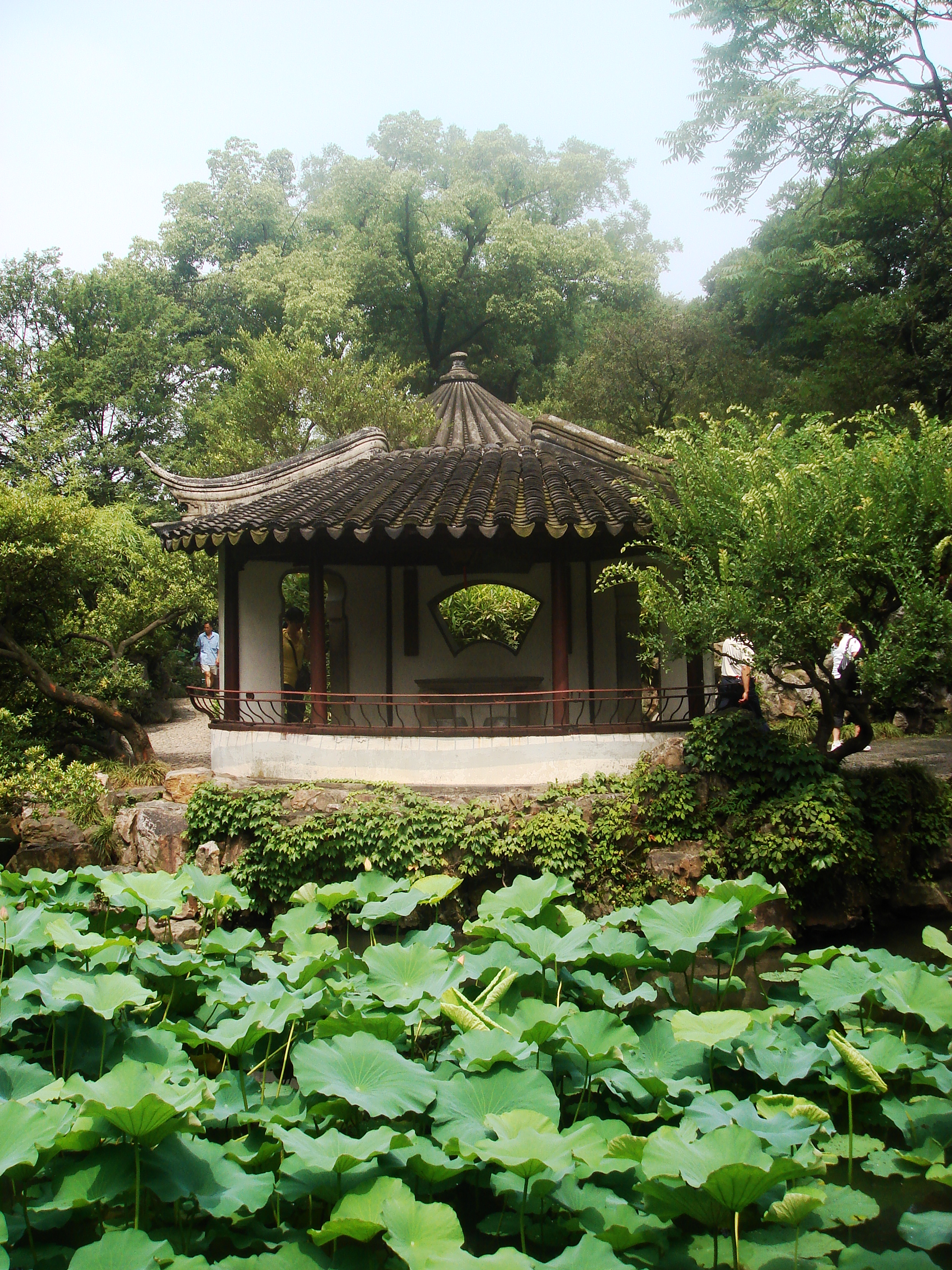
Un pavelló amb una finestra de visualització en forma de ventall a l'estany del jardí de l’Administrador humil a Suzhou
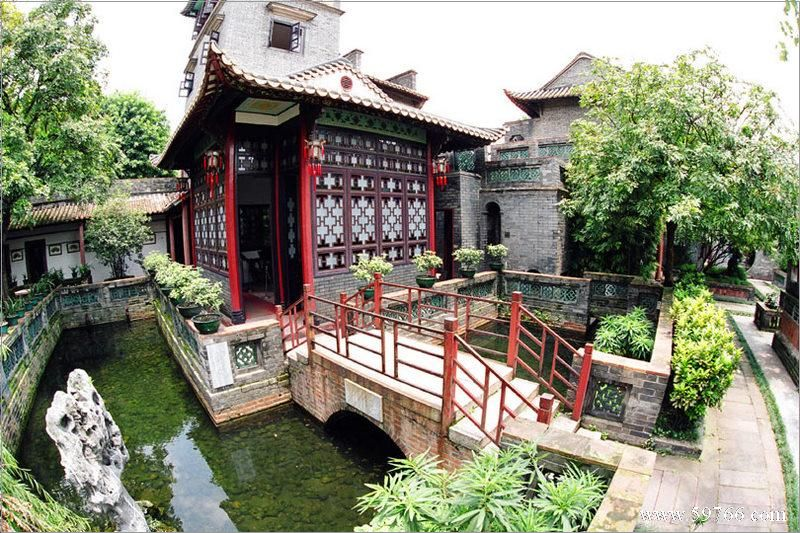
Un pavelló al jardí de Keyuan
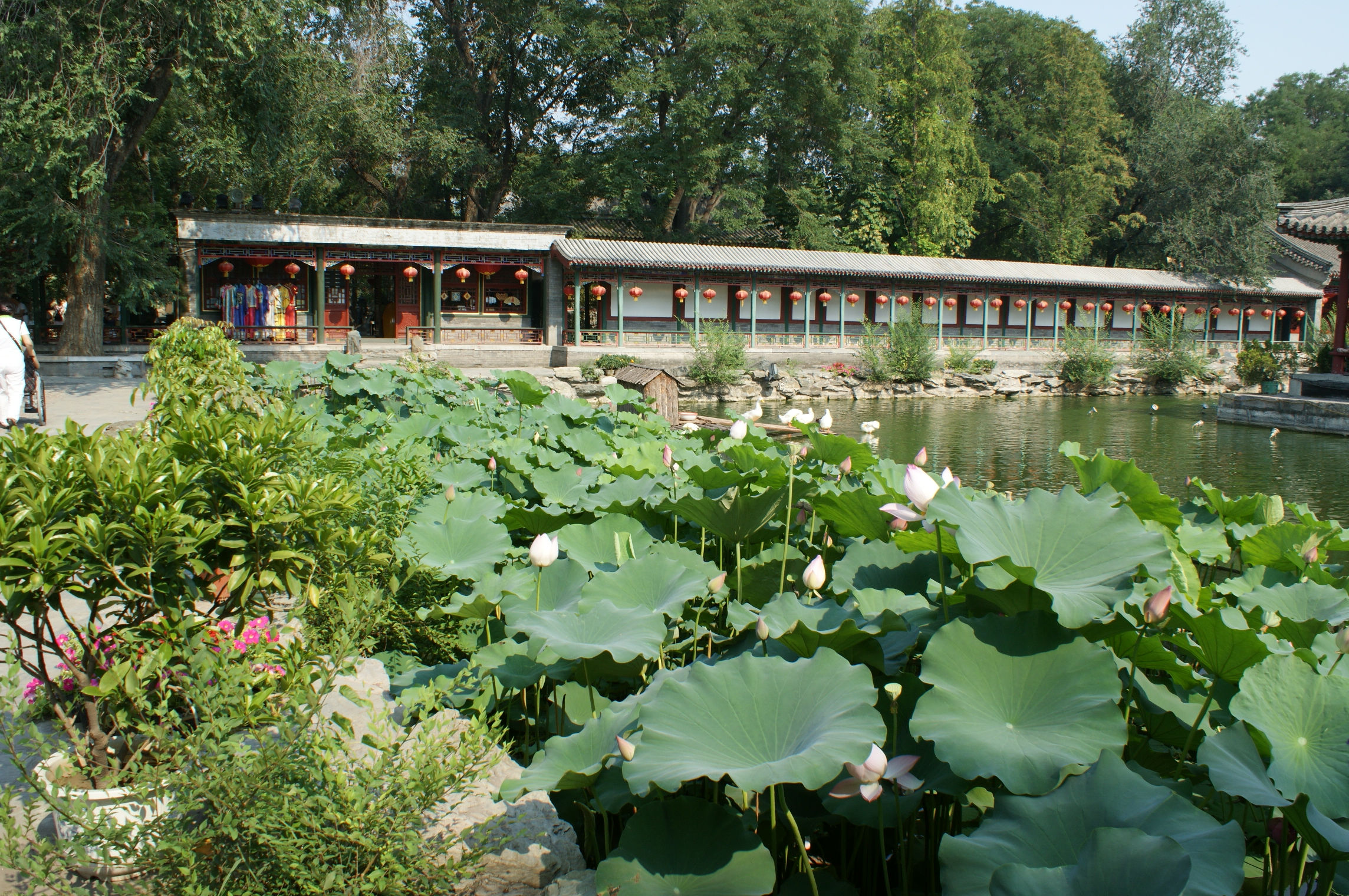
Llarga galeria per veure l'estany de lotus a la Mansió del Princep Gong de Pequín
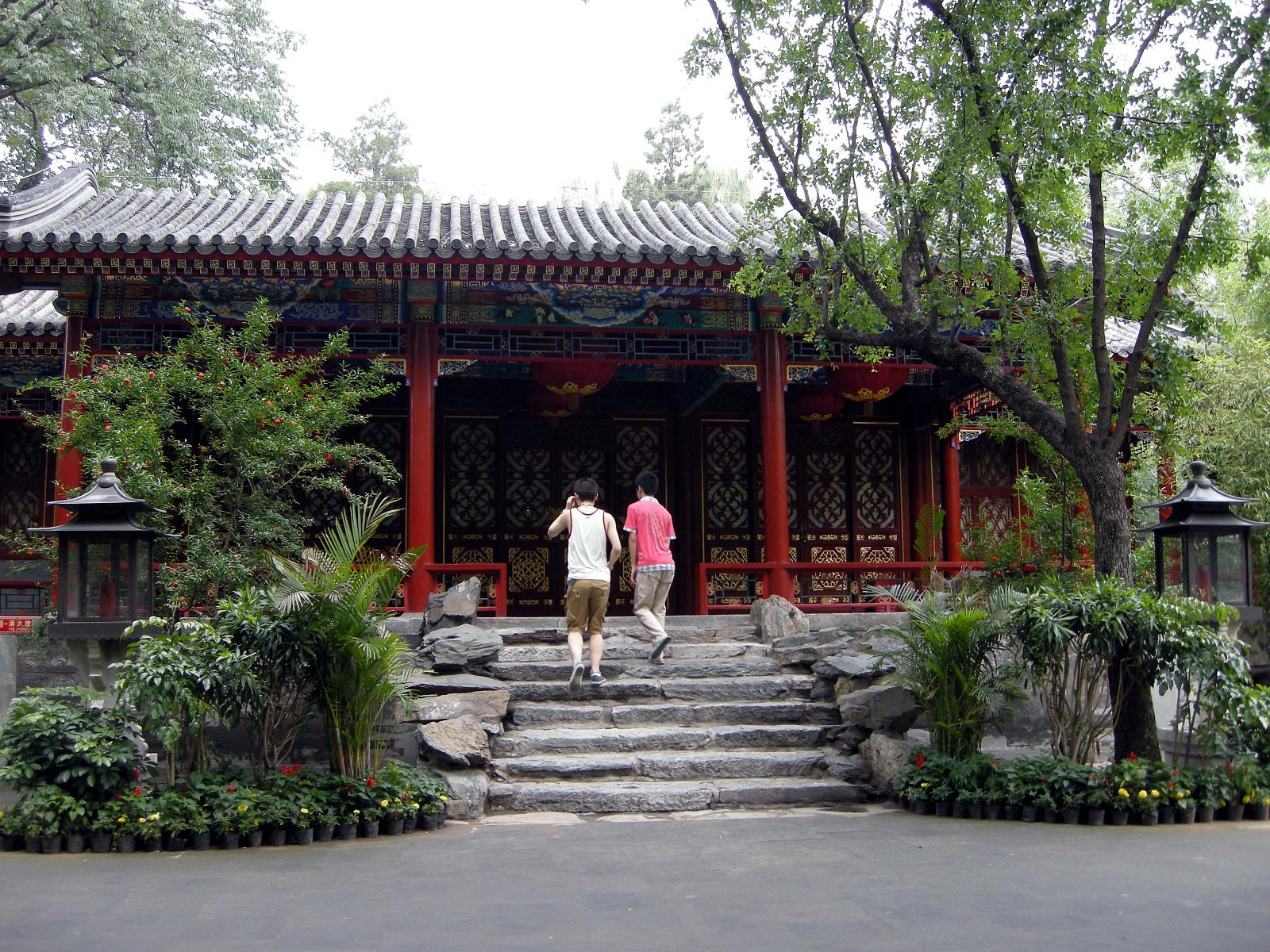
Porta del jardí de la mansió del Princep Gong a Pequín

### Muntanyes artificials i jardins de roca

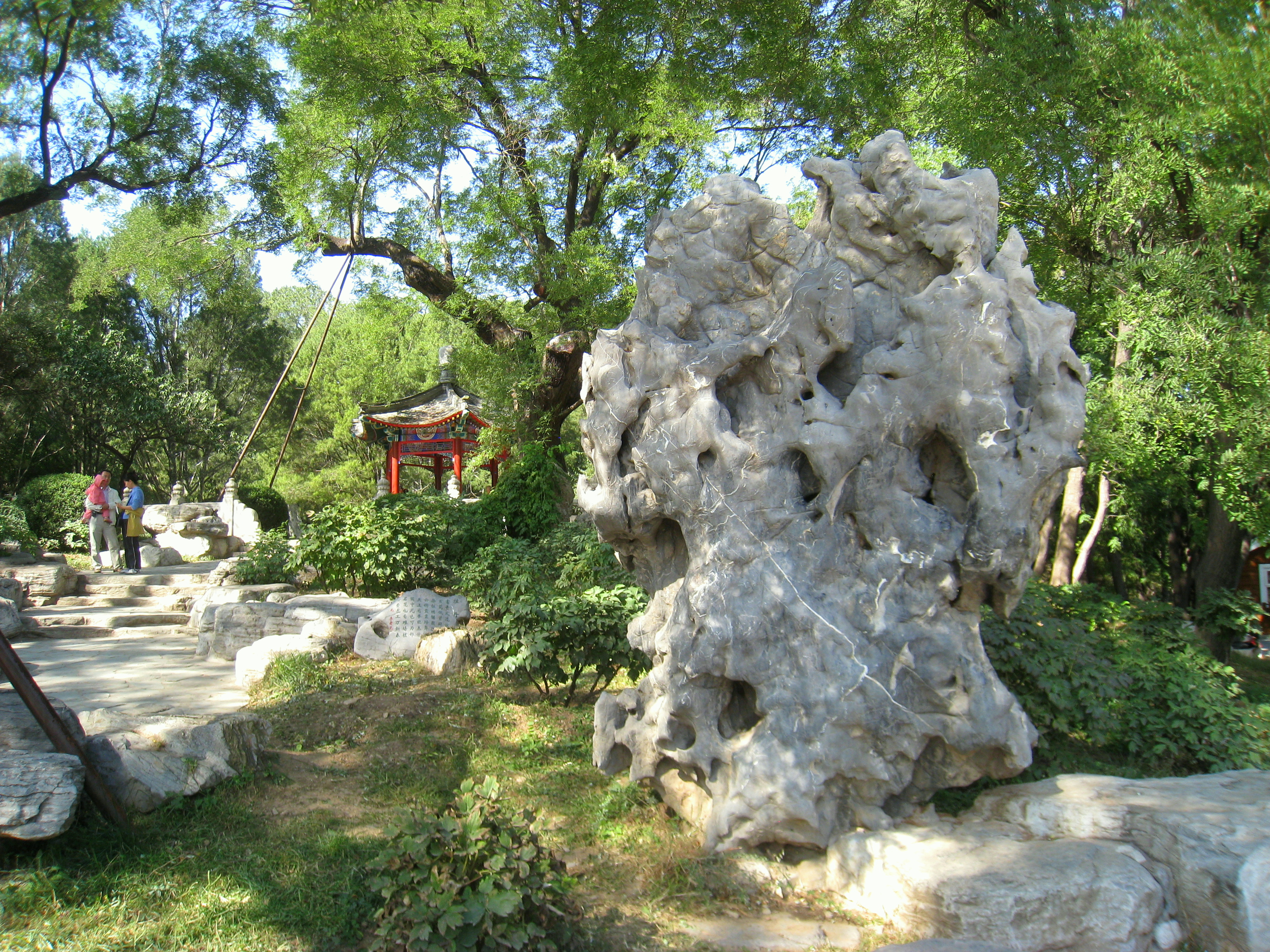
Una roca dels erudits del llac Tai al Jardí Botànic de Pequín

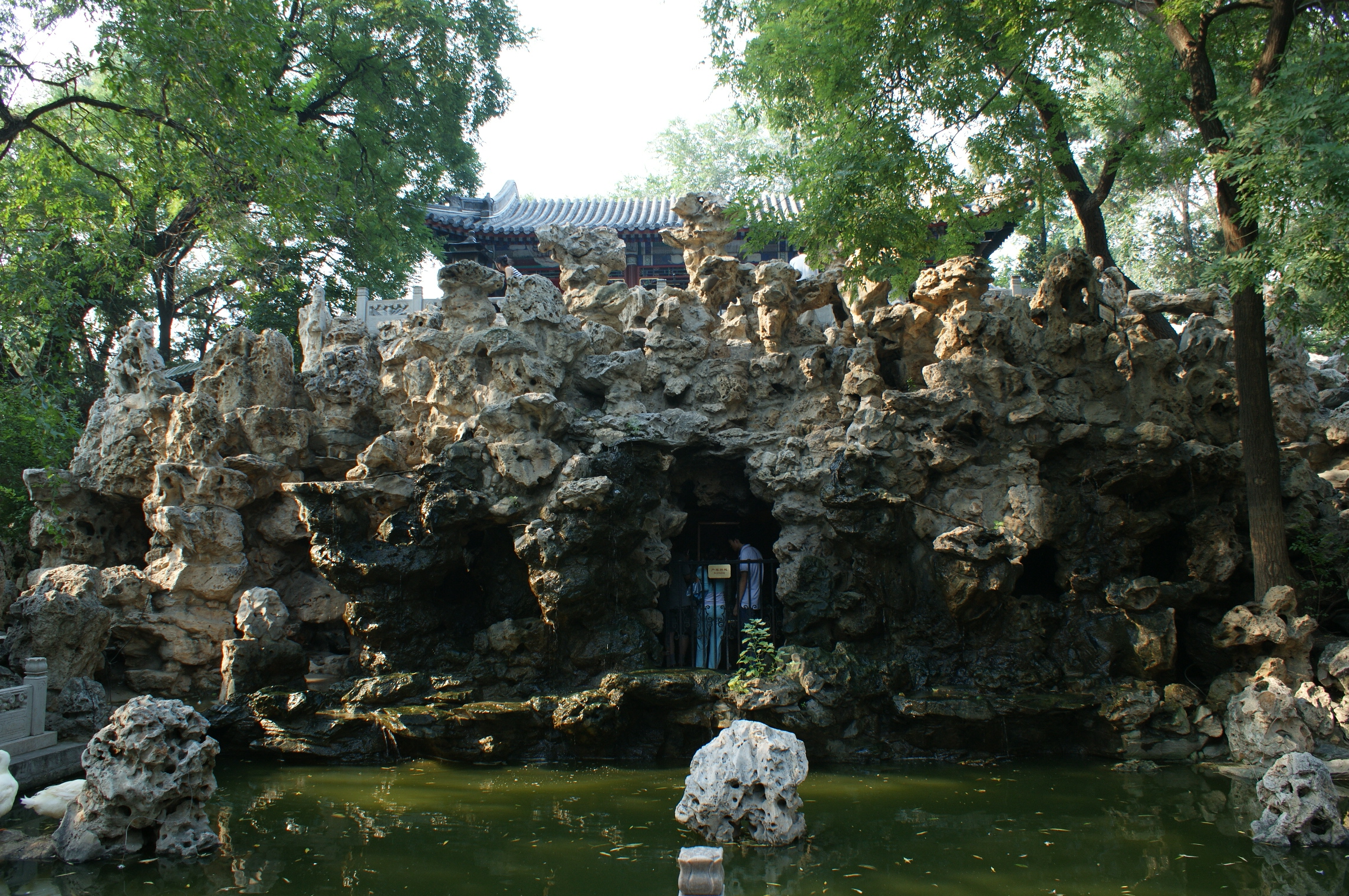
Jardí de roques a la mansió Princep Gong de Pequín, amb una gruta

La muntanya artificial (jiashan) o jardí de roca és un element integral dels jardins clàssics xinesos. El cim de la muntanya era un símbol de virtut, estabilitat i resistència en la filosofia confuciana i en el Yijing. Un pic de muntanya en una illa també era una part central de la llegenda de les illes dels Immortals i, per tant, es va convertir en un element central en molts jardins clàssics.
El primer jardí de roca va aparèixer a la història dels jardins xinesos a Tu Yuan (literalment "jardí del conill"), construït durant la dinastia Han occidental (206 aC - 9 dC). Durant la dinastia Tang, la roca va ser elevada a l'estatus d'objecte d'art, valorada per la seva forma (xing), substància (zhi), color (se) i textura (wen), així com per la seva suavitat, transparència, i altres factors. El poeta Bo Juyi (772-846) va escriure un catàleg de les famoses roques del llac Tai, anomenat Taihu Shiji. Aquestes roques, de pedra calcària esculpida per l'erosió, es van convertir en les més preuades per als jardins.
Durant la dinastia Song, les muntanyes artificials eren fetes principalment de terra, però l'emperador Huizong (1100-1125) gairebé va arruïnar l'economia de l'Imperi Song destruint els ponts del Gran Canal per poder transportar enormes roques per barcassa al seu jardí imperial. Durant la dinastia Ming, l’ús de munts de roques per crear muntanyes i grutes artificials va assolir el seu punt àlgid. Durant la dinastia Qing, els jardins de roca Ming es consideraven massa artificials i les noves muntanyes estaven compostes tant de roques com de terra.

Actualment, la muntanya artificial dels jardins xinesos sol tenir un petit pavelló amb vistes al cim. Als jardins clàssics més petits, una sola roca dels erudits representa una muntanya o una filera de roques representa una serralada.

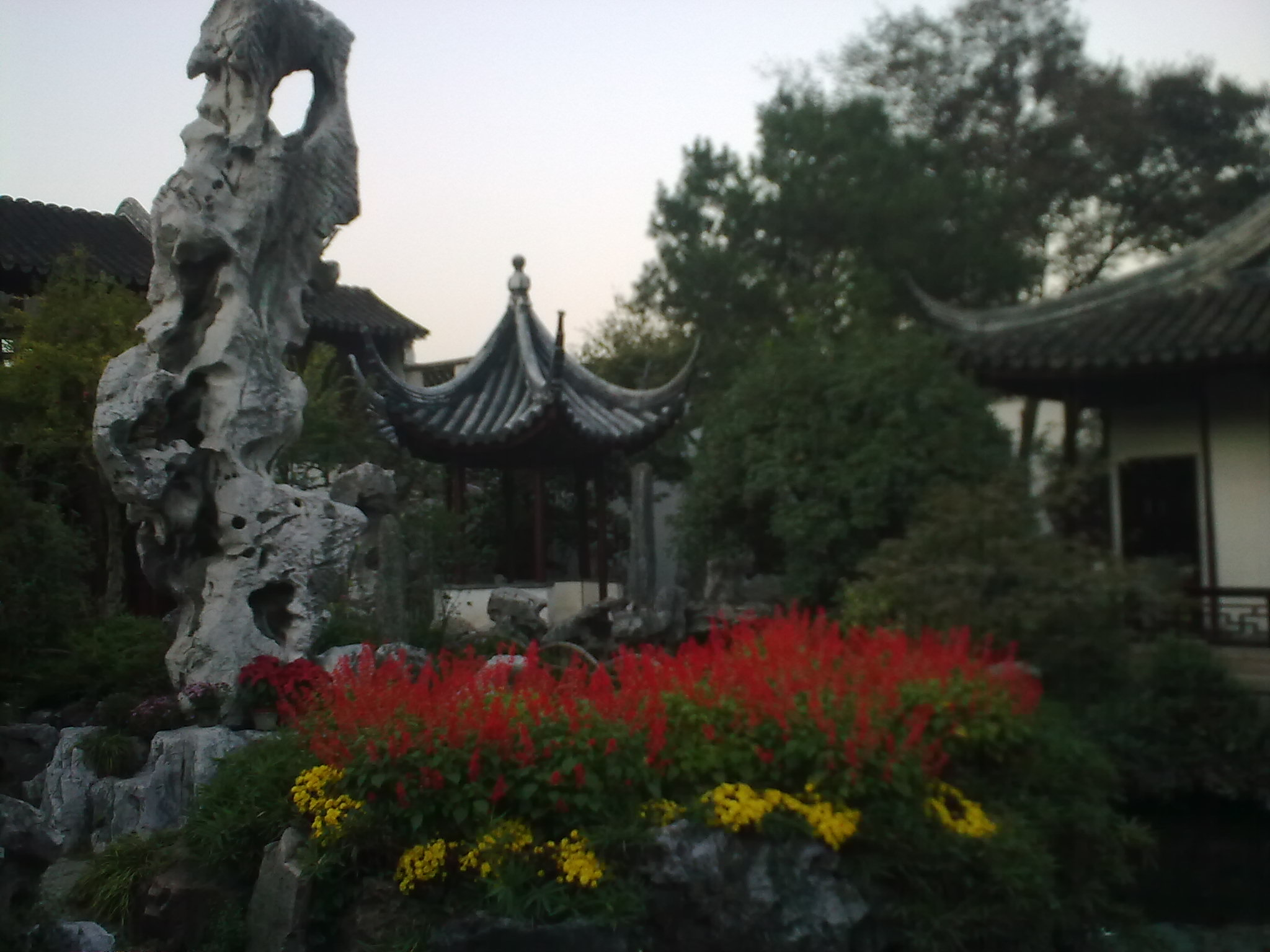
El Pic amb núvol propici, una roca dels erudits al jardí persistent de Suzhou
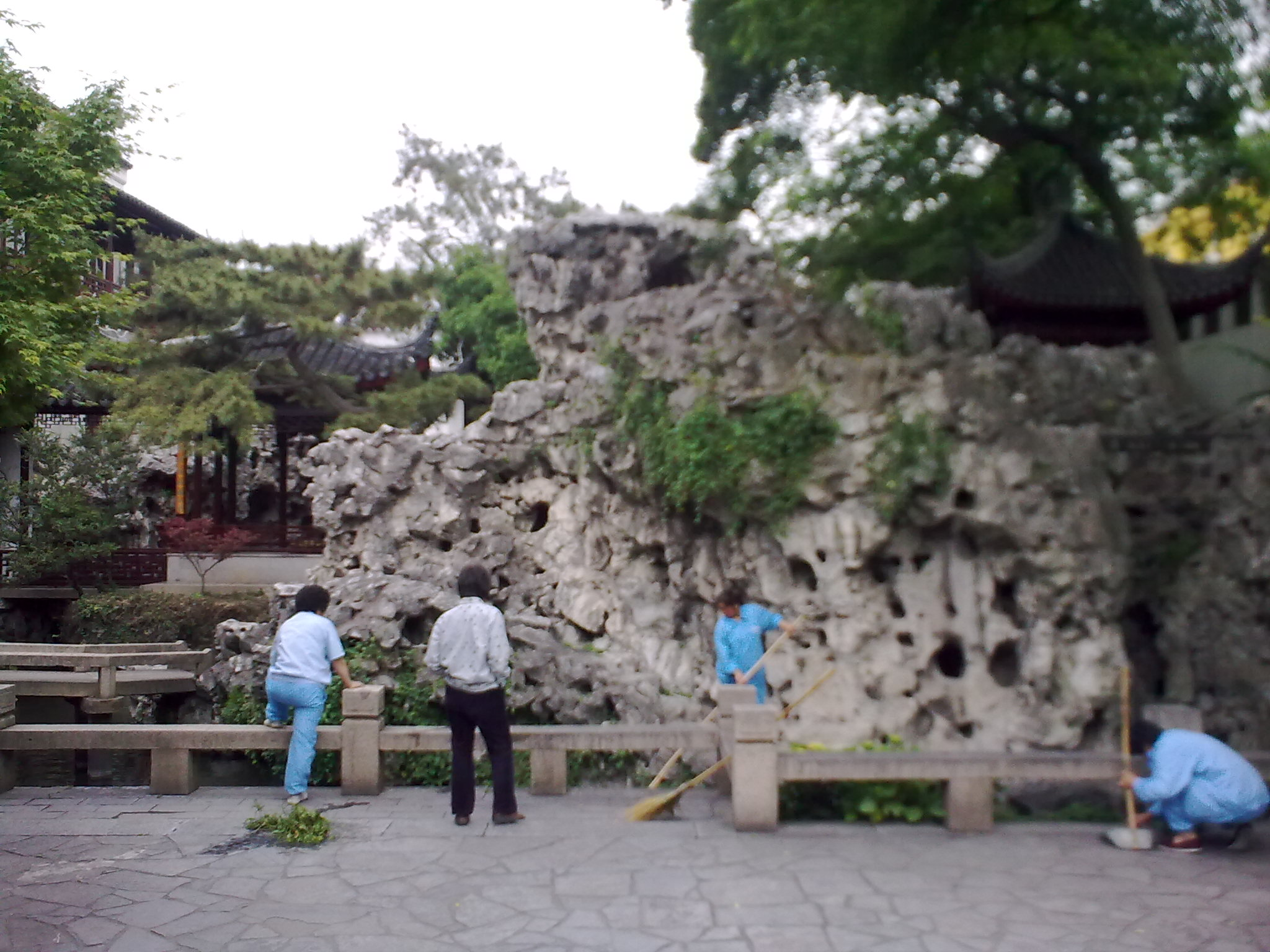
Jardí de roques de la Vila de la Muntanya abaçada per la bellesa
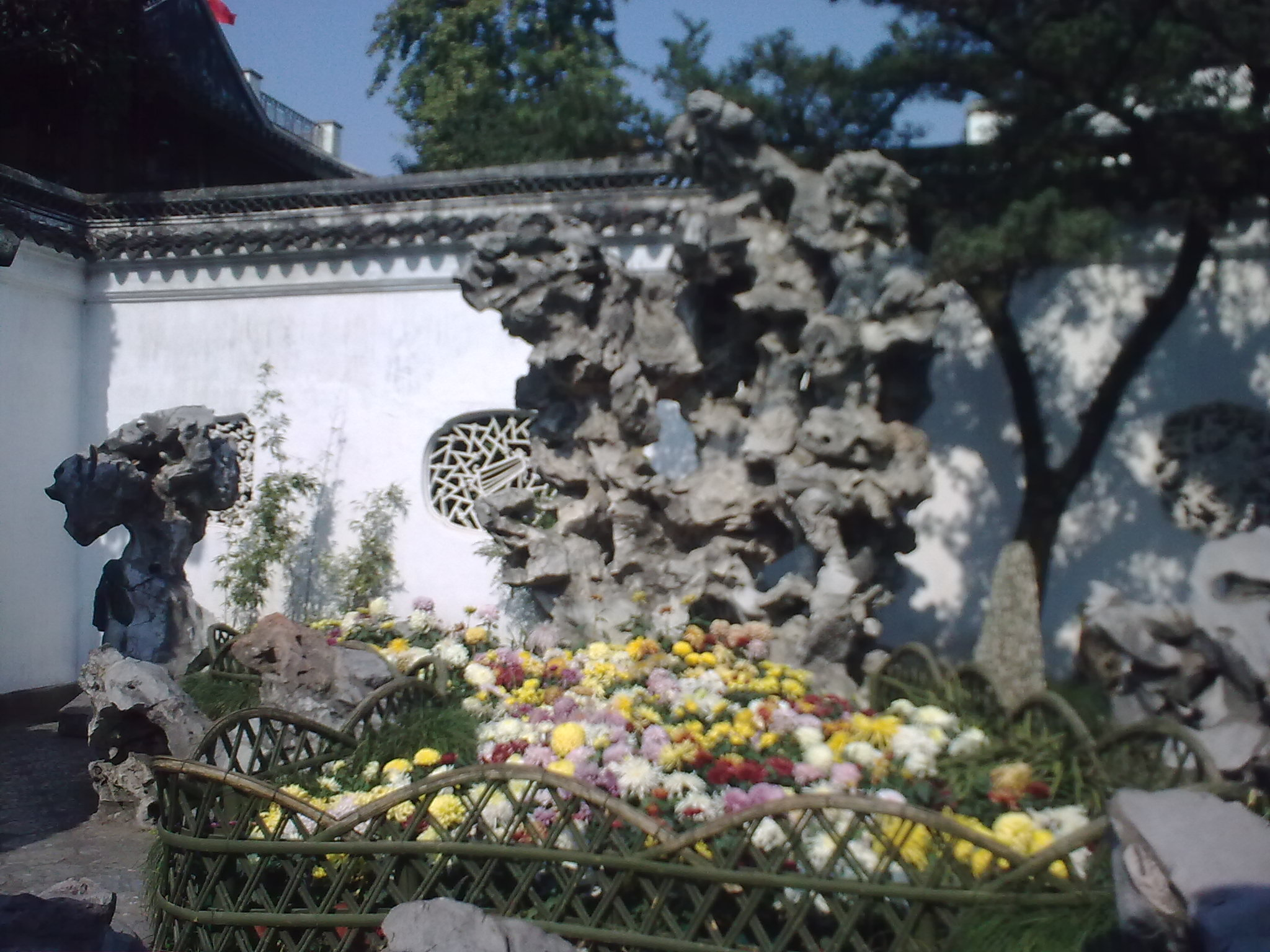
Pic dels nou lleons, del Jardí dels Lleons

### Aigua

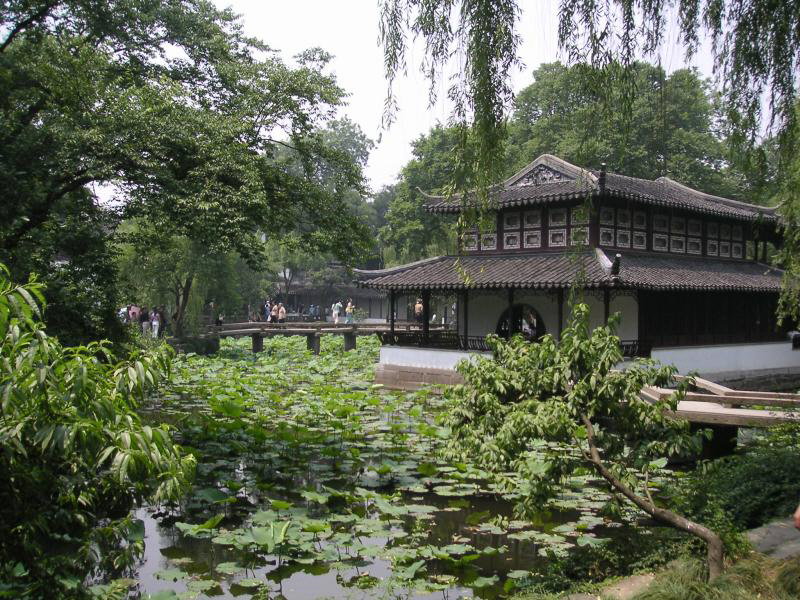
Estany del Jardí de l’Administrador humil.

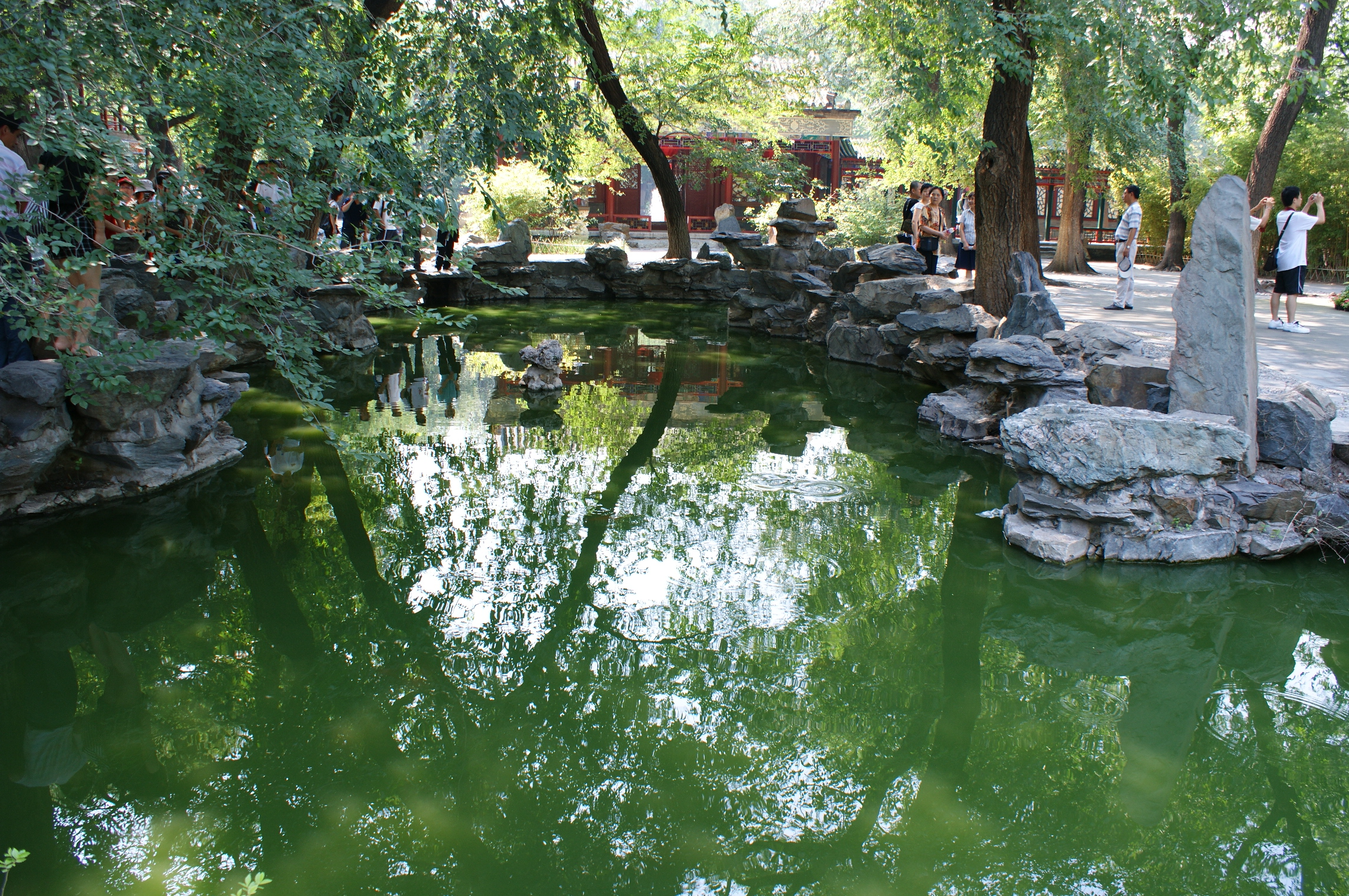
Estany a la mansió Princep Gong, Pequín

Un estany o llac és l'element central d'un jardí xinès. Els edificis principals se solen situar al seu costat i els pavellons envolten el llac per veure'l des de diferents punts de vista. El jardí sol tenir un estany per a flors de lotus, amb un pavelló especial per veure-les. Normalment hi ha carpins daurats a l'estany, amb pavellons sobre l’aigua per veure’ls.
El llac o estany té un important paper simbòlic al jardí. Al Yijing, l’aigua representa la lleugeresa i la comunicació i transportava el menjar de la vida en el seu viatge per les valls i les planes. També és el complement de la muntanya, l’altre element central del jardí, i representa els somnis i la infinitat d’espais. La forma de l'estany del jardí sovint amaga les vores de l'estany als espectadors de l’altra banda, donant la il·lusió que l'estany passa a l’infinit. La suavitat de l’aigua contrasta amb la solidesa de les roques. L’aigua reflexa el cel i, per tant, canvia constantment, però fins i tot un vent suau pot suavitzar o esborrar els reflexos.
Els llacs i els pavellons de la vora de l’aigua dels jardins xinesos també van estar influenciats per un altre clàssic de la literatura xinesa, el Shishuo Xinyu de Liu Yiqing (403-444), que va descriure els passeigs de l’ emperador Jianwen de Jin a la vora del Hao i el riu Pu, al Jardí del Bosc Esplèndid (Yuan Hualin). Molts jardins, particularment als jardins de Jiangnan i als jardins imperials del nord de la Xina, tenen trets i noms extrets d'aquesta obra.

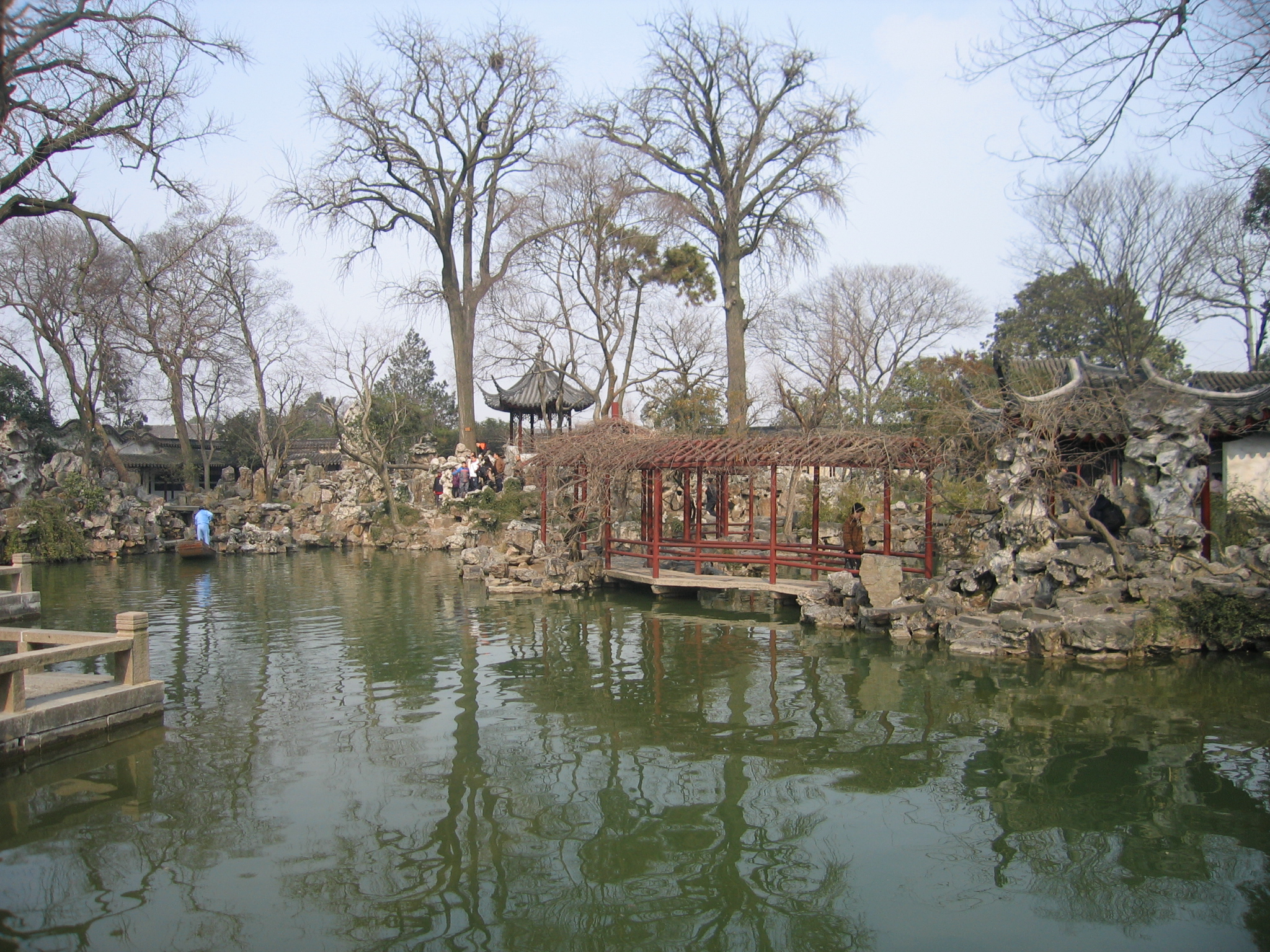
Estany del jardí persistent, a Suzhou
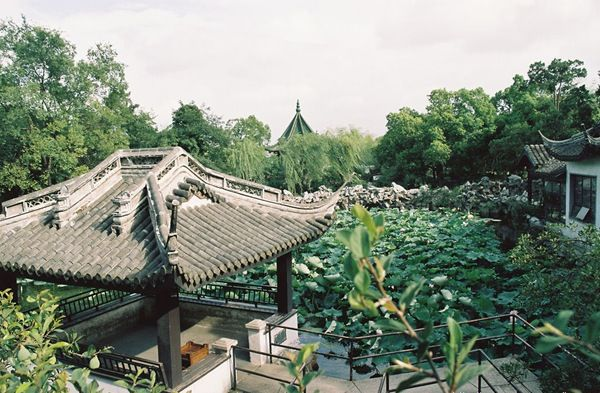
Llac amb nenúfars al jardí Liyuan, Wuxi
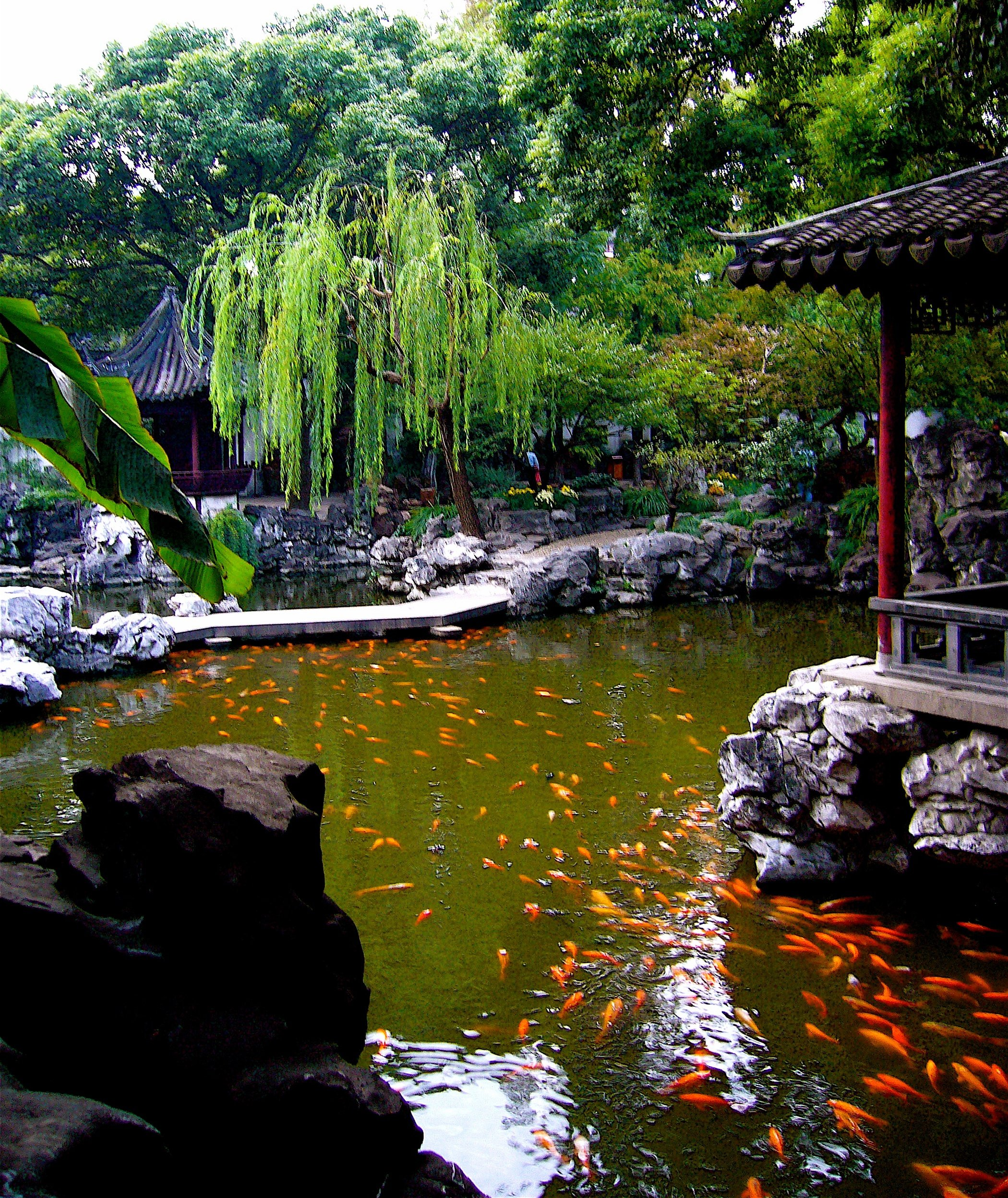
Capa koi al jardí Yuyuan de Xangai

### Flors i arbres

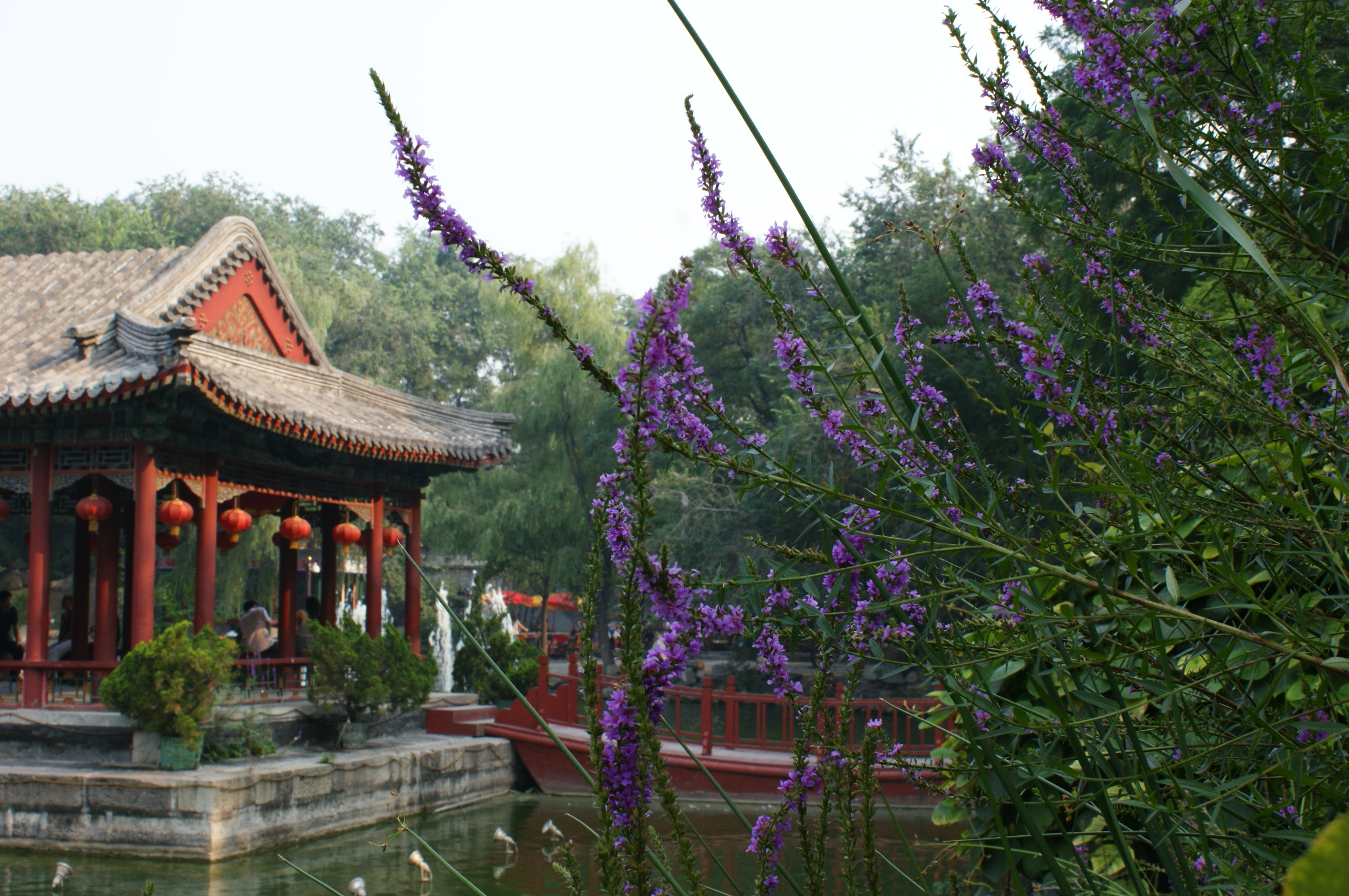
Arbre florit al costat del llac a la mansió Princep Gong de Pequín

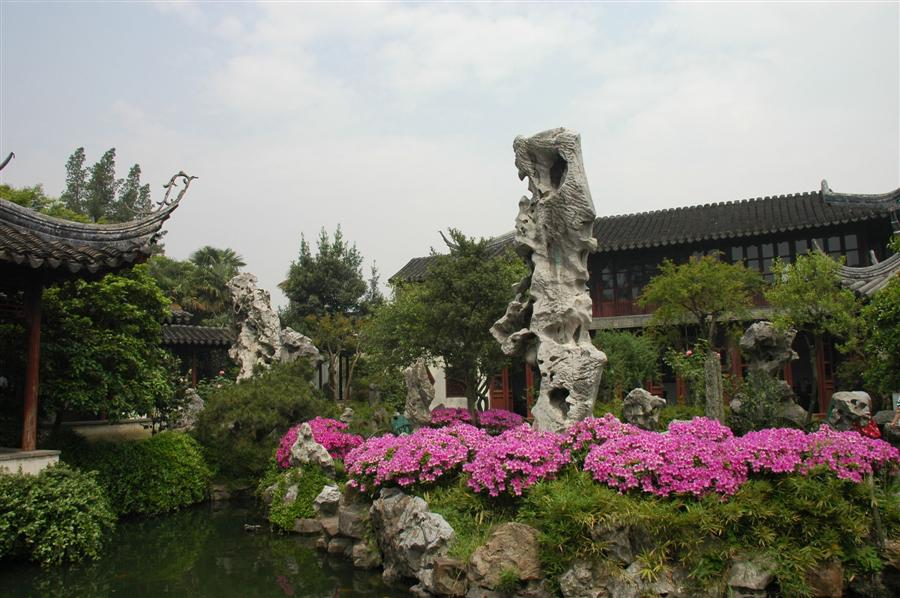
Al jardí persistent de Suzhou, les flors contrasten amb una pedra erudita escollida per representar la muntanya Tiantai, un dels centres fundadors del budisme xinès.

Les flors i els arbres, juntament amb l’aigua, les roques i l’arquitectura, són el quart element essencial del jardí xinès. Representen la natura en la seva forma més viva i contrasten amb les línies rectes de l’arquitectura i la permanència, les vores nítides i la immobilitat de les roques. Canvien contínuament amb les estacions i proporcionen tant sons (el so de la pluja sobre les fulles de plàtan o el vent al bambú) com aromes per agradar al visitant.
Cada flor i arbre del jardí tenia el seu propi significat simbòlic. El pi, el bambú i la pruna xinesa (Prunus mume) van ser considerats els "Tres amics de l'hivern" (歲寒 三 友) pels erudits que van crear jardins clàssics, apreciats per mantenir-se verds o florir a l'hivern. Sovint eren pintats junts per artistes com Zhao Mengjian (1199–1264). Per als erudits, el pi era l'emblema de la longevitat i la tenacitat, a més de la constància en l’amistat. El bambú, una palla buida, representava un home savi, modest i que buscava coneixement, i també se'l destacava per ser flexible en una tempesta sense trencar-se. Els pruners eren venerats com el símbol del renaixement després de l’hivern i l’arribada de la primavera. Durant la dinastia Song, l'arbre preferit era el pruner d'hivern, apreciat per les seves primeres flors roses i blanques i el seu aroma dolç.
El préssec del jardí xinès simbolitzava la longevitat i la immortalitat. Els préssecs es van associar amb la història clàssica L’hort de Xiwangmu, la reina mare d’Occident. Aquesta història deia que al llegendari hort de Xiwangmu, els presseguers florien només al cap de tres mil anys, no produïen fruits durant tres mil anys més i no maduraven durant tres mil anys més. Els que menjaven aquests préssecs es convertien en immortals. Aquest llegendari hort es va representar en moltes pintures xineses i va inspirar moltes escenes del jardí. Les pereres eren el símbol de la justícia i la saviesa. La paraula "pera" també era un homòfon per "deixar de fumar" o separar-se, i es considerava mala sort tallar una pera, ja que conduiria al trencament d'una amistat o d'un romanç. La perera també podria simbolitzar una llarga amistat o romanç, ja que l’arbre vivia molt temps.
L’albercoc simbolitzava la manera del mandarí o del funcionari del govern. Durant la dinastia Tang, els que passaven l'examen imperial er enrecompensats amb el banquet al jardí dels albercocs, o Xingyuan .
El fruit de la magrana s'oferia a les parelles joves perquè tinguessin fills masculins i nombrosos descendents. El salze representava l’amistat i els plaers de la vida. Els hostes rebien branques de salze com a símbol d’amistat.

Els creadors del jardí xinès tenien cura de preservar l’aspecte natural del paisatge. Si es realitzava la retallada i la poda d’arrels, s'intentava preservar la forma natural. Els arbres nans que havien estat nodrits i d’aspecte antic eren especialment apreciats en els paisatges en miniatura dels jardins xinesos.

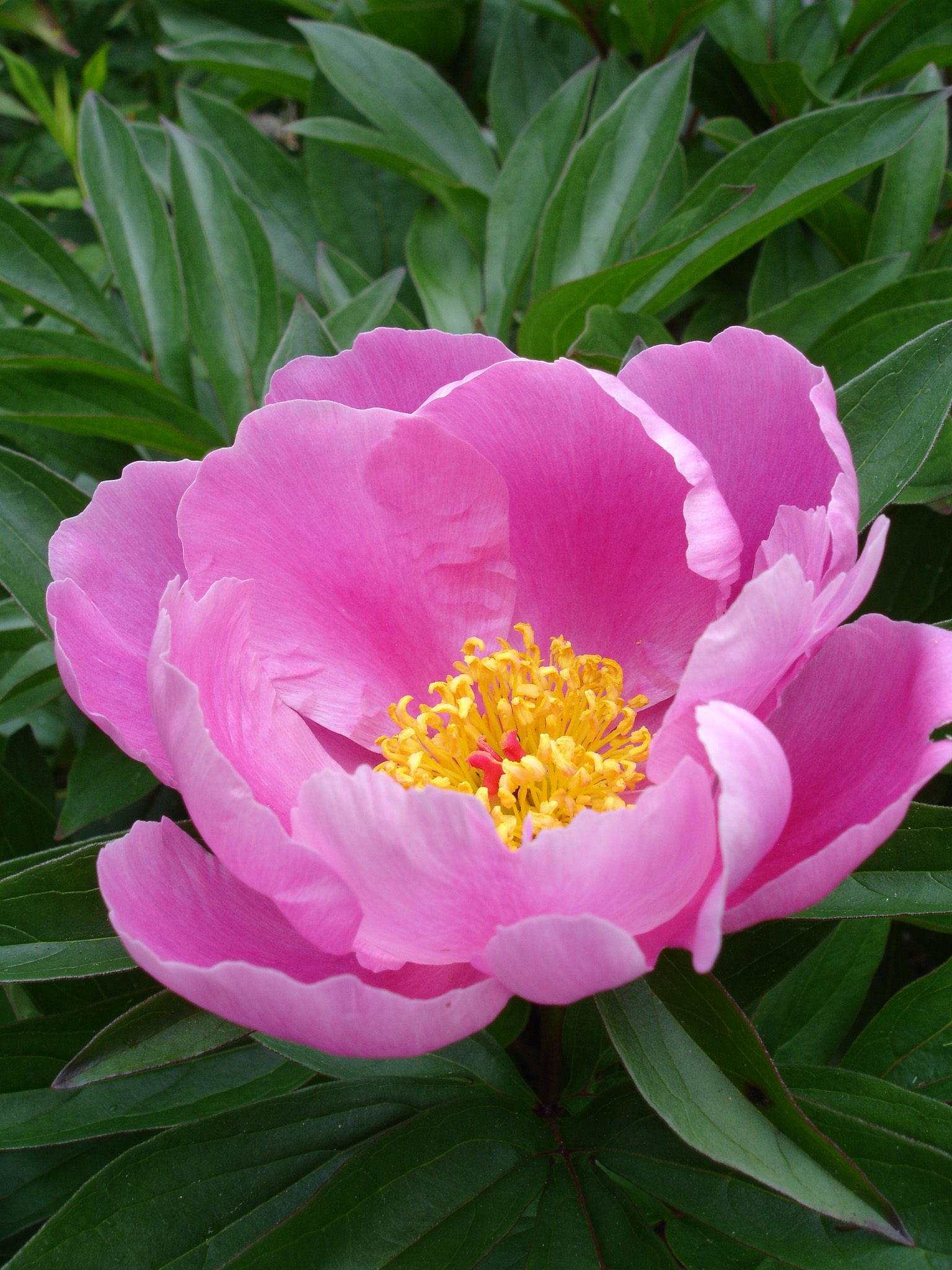
La peònia de jardí
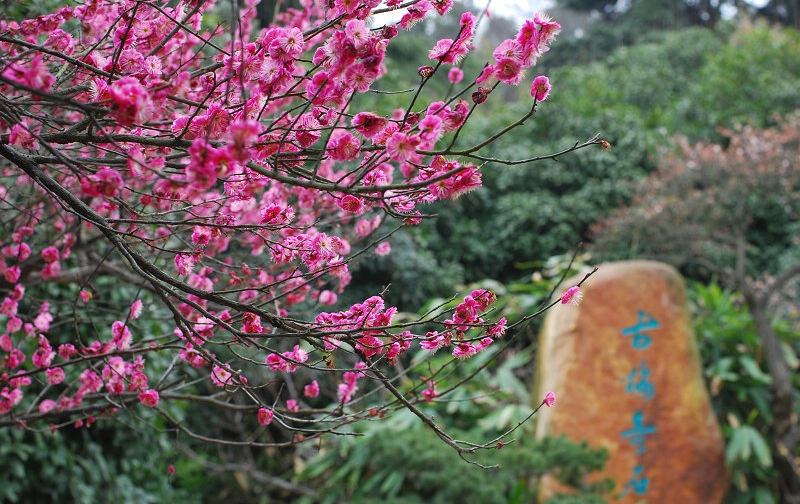
Albercoquer japonès (Prunus mume) al jardí de les prunes, Jiangsu
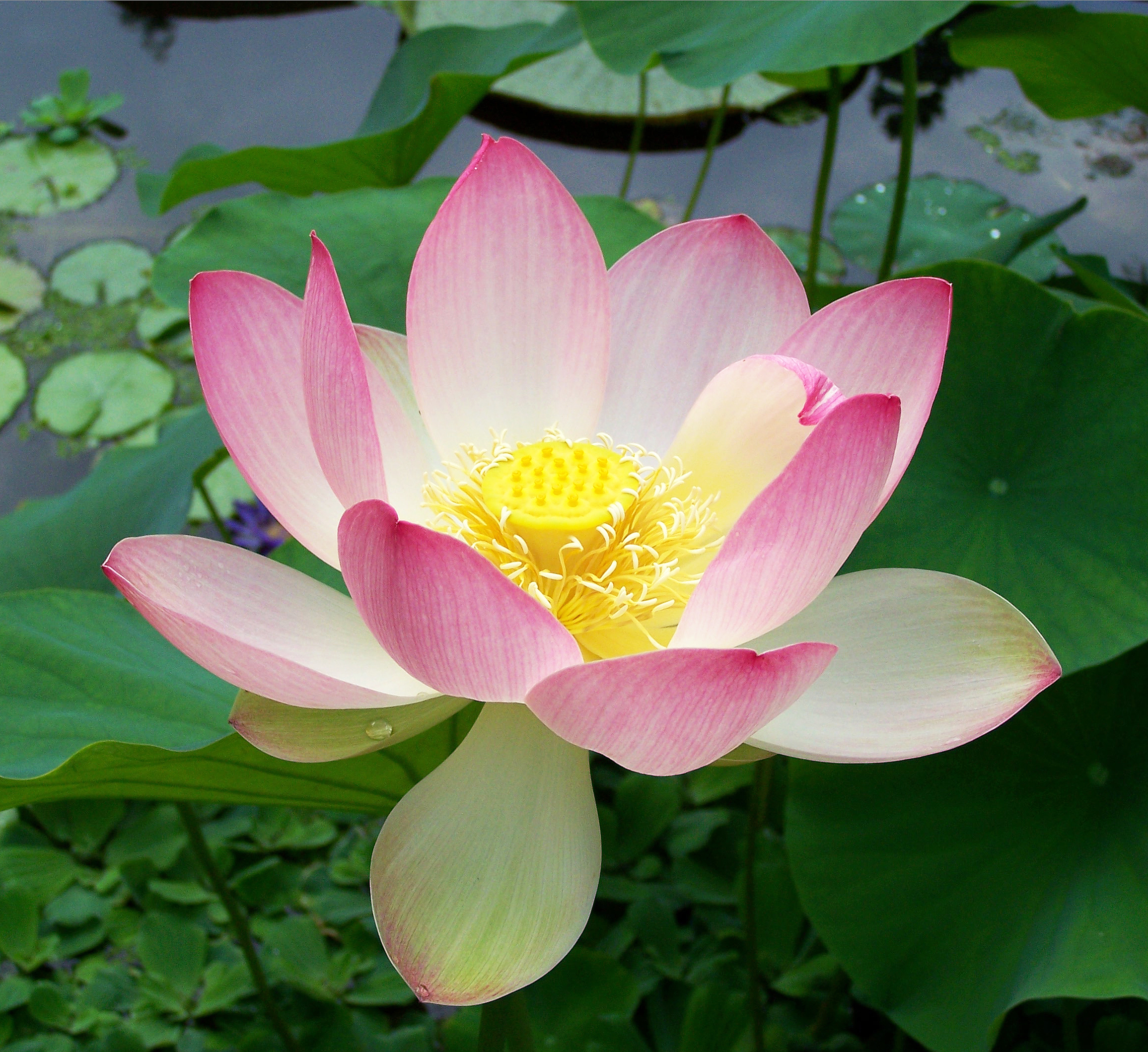
Flor de lotus
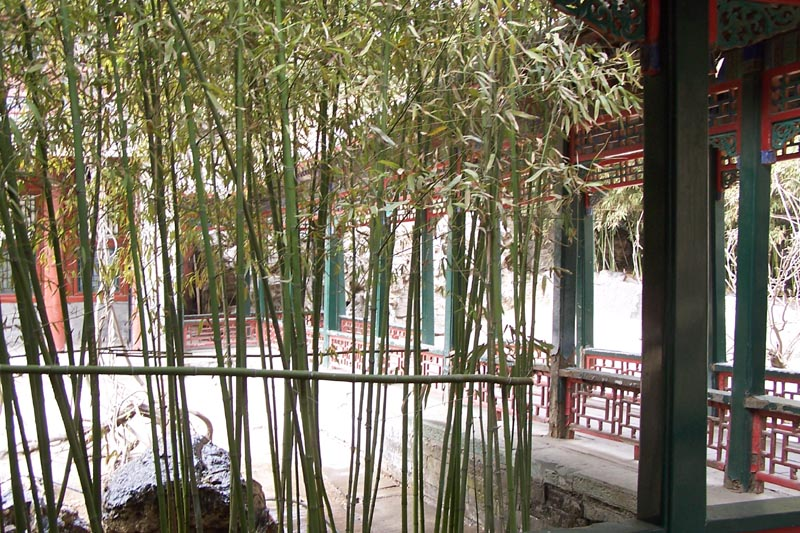
Bambú al Jardí del Palau d’Estiu

## En l'art i la literatura

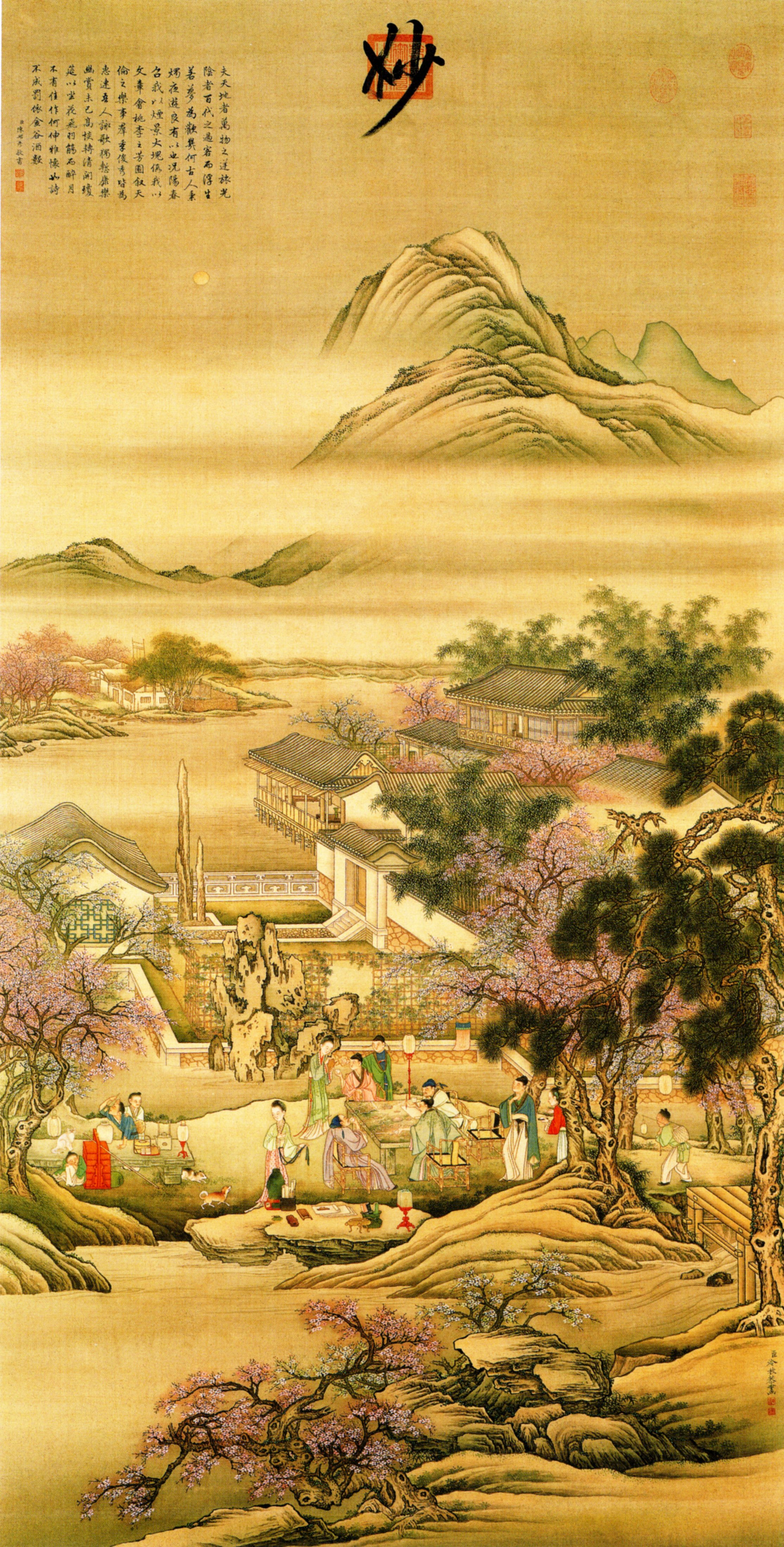
"El banquet del vespre de primavera al jardí de la flor de préssec i perera, de Leng Mei (1677–1742) il·lustra un famós poema del jardí de Li Bai.

El jardí té un paper important en l'art i la literatura xineses i, al mateix temps, l'art i la literatura han inspirat molts jardins. L'escola de pintura anomenada "Shanshui" (literalment "muntanyes i aigua" i amb el significat real de "paisatge"), que va començar al segle v, va establir els principis de la pintura de paisatge xinesa, que eren molt similars als de la jardineria xinesa. Aquestes pintures no havien de ser realistes; tenien la finalitat de retratar el que sentia l’artista més que el que veia.
El pintor de paisatges Shitao (1641-1720) va escriure que volia "... crear un paisatge que no fos espatllat per cap vulgar banalitat..." Volia crear una sensació de vertigen en l'espectador: "expressar un univers inaccessible per a l'home, sense cap ruta que hi portés, com les illes de Bohai, Penglan i Fanghu, on només poden viure els immortals i que un home no pot imagina’t. Aquest és el vertigen que existeix a l’univers natural. Per expressar-ho en pintura, heu de mostrar cims dentats, barrancs, ponts penjants, grans avencs. Perquè l'efecte sigui realment meravellós, s'ha de fer exclusivament amb la força del pinzell". Aquesta va ser l'emoció que els dissenyadors de jardins volien crear amb les seves roques erudites i cadenes muntanyoses en miniatura.
Al seu llibre, Craft of Gardens, el dissenyador de jardins Ji Cheng va escriure: "L'esperit i l'encant de les muntanyes i els boscos s'han d'estudiar a fons; ... només el coneixement del real permet la creació de l'artificial, de manera que l'obra creada posseeix l'esperit del real, en part per inspiració divina, però sobretot per l'esforç humà". Va descriure l'efecte que volia aconseguir en el disseny d'una escena de jardí de tardor: "Els sentiments estan en harmonia amb la puresa, amb el sentit de la retirada. L'esperit s'alegra de les muntanyes i els barrancs. De sobte, l'esperit, allunyat del món de les petites coses, s'anima i sembla penetrar fins a l’interior d’una pintura i passejar-hi..."
En literatura, els jardins eren sovint el tema del gènere poètic anomenat "Tianyuan", literalment "camps i jardins", que va arribar al seu punt àlgid a la dinastia Tang (618-907) amb poetes com Wang Wei (701-761). Els noms del jardí de les onades creixents i el jardí de la meditació a Suzhou estan extrets de línies de poesia xinesa. Dins dels jardins, els pavellons i miradors individuals es dedicaven sovint a versos de poemes, inscrits a pedres o plaques. La lluna ve amb el pavelló de la brisa al jardí on es retira la parella, que s'utilitza per veure la lluna, amb la inscripció d’un vers de Han Yu:
"El crepuscle porta la tardor
I el vent porta la lluna aquí ".
I el Saló de Peònia del jardí del retir de la parella està dedicat a un vers de Li Bai:
"La brisa primaveral acaricia suaument la balustrada
i la peònia està mullada de rosada".
Wang Wei (701-761) va ser un poeta, pintor i monjo budista, que va treballar primer com a funcionari judicial abans de retirar-se a Lantian, on hi va construir un dels primers wenren yuan, o jardins dels erudits, anomenat la Vall del Jante. En aquest jardí, una sèrie de vint escenes, com les pintures d’un rotlle o àlbum, es desenrotllaven davant l'espectador, cadascuna d’elles il·lustrada per un vers de poesia. Per exemple, una escena va il·lustrar aquest poema:
"La roca blanca surt del torrent;
El cel fred amb fulles vermelles que s'escampen:
Al camí de muntanya, la pluja fuig,
el blau del buit ens amortitza la roba".
La vall del jardí Jante va desaparèixer, però la seva memòria, conservada en quadres i poemes, va inspirar molts altres jardins erudits.
La importància social i cultural del jardí s'il·lustra a la novel·la clàssica El somni del pavelló vermell de Cao Xueqin, que es desenvolupa quasi exclusivament en un jardí.

## Filosofia

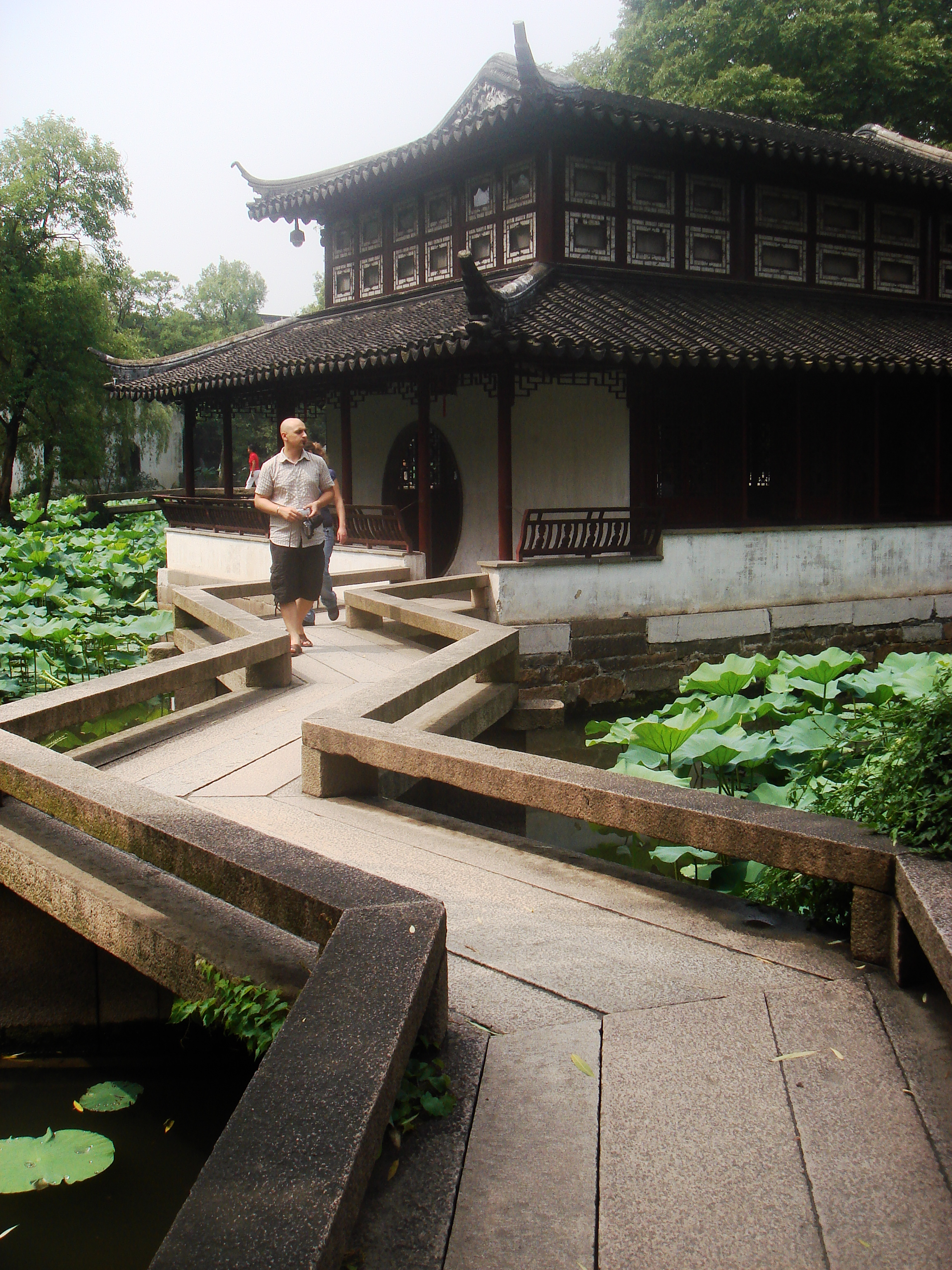
El pont en ziga-zaga del Jardí de l'Administrador humil il·lustra el refrany: "Per desviaments, accessos als secrets".

El jardí clàssic xinès tenia múltiples funcions. Es podia utilitzar per a banquets, celebracions, reunions o romanços. Es podia utilitzar per trobar solitud i per contemplar. Era un lloc tranquil per a la pintura, la poesia, la cal·ligrafia i la música, i per estudiar textos clàssics. Era un lloc per beure te i perquè els poetes s'embriaguessin feliçment de vi. Era un aparador per mostrar el cultiu i el gust estètic del propietari. Però també tenia un missatge filosòfic.
El taoisme va tenir una forta influència en el jardí clàssic. Després de la dinastia Han (206 aC - 220 dC), els jardins es construïen amb freqüència com a retirs de funcionaris governamentals que havien perdut els seus càrrecs o que volien escapar de les pressions i la corrupció de la vida judicial a la capital. Van optar per perseguir els ideals taoistes de desvinculació de les preocupacions mundanes.
Per als seguidors del taoisme, la il·luminació es podia assolir contemplant la unitat de la creació, en la qual l’ordre i l’harmonia són inherents al món natural.
Els jardins tenien la intenció d’evocar la sensació idíl·lica de passejar per un paisatge natural, de sentir-se més a prop de l’antiga forma de vida i d’apreciar l’harmonia entre l’home i la natura.
Al taoisme, les roques i l’aigua eren oposades, Yin i Yang, però es complementaven i es completaven. Les roques eren sòlides, però l’aigua podia desgastar la roca. Les roques profundament erosionades del llac Taihu utilitzades al jardí clàssic van il·lustrar aquest principi.
Els camins tortuosos i els ponts de les galeries en ziga-zaga que conduïen els visitants d’un jardí a l’altre també tenien un missatge. Van il·lustrar un proverbi xinès: "Per desviaments, accessos a secrets".
Segons l'historiador i arquitecte del paisatge Che Bing Chiu, cada jardí era "una recerca del paradís d'un món perdut, d'un univers utòpic. El jardí de l'erudit va participar en aquesta recerca; d'una banda, la recerca de la casa dels immortals, d'altra banda, la recerca del món de l'edat d'or tan apreciada al cor del savi".
El 2007, Zhou Ganzhi, president de la Societat Xinesa d’Arquitectura del Paisatge i acadèmic de l’Acadèmia Xinesa de Ciències i de l’Acadèmia Xinesa d’Enginyeria, va expressar una visió més recent de la filosofia del jardí: "Els jardins clàssics xinesos són un perfecta integració de la natura i el treball de l'home. Són una imitació de la natura i manifesten plenament la bellesa de la natura. També es poden veure com una millora de la natura; una en la qual brilla la llum del geni artístic humà".

## Influència

### Influència xinesa al jardí japonès
El jardí clàssic xinès va tenir una influència notable en els primers jardins japonesos. La influència de la Xina va arribar per primera vegada al Japó a través de Corea abans del 600 dC. El 607 dC, el príncep hereu japonès Shotoku va enviar una missió diplomàtica a la cort xinesa, establint les bases per a segles de cooperació cultural., que va iniciar un intercanvi cultural de segles. Centenars d’erudits japonesos van ser enviats a estudiar la llengua, el sistema polític i la cultura xinesos. El cap de la delegació japonesa a la Xina, Ono no Imoko, també va informar en detall dels grans jardins paisatgístics de l'emperador xinès a la cort japonesa. Aquests informes van tenir una profunda influència en el desenvolupament del disseny de jardins japonesos.
Durant el període Nara (710-794), quan la capital japonesa es va ubicar a Nara i, posteriorment, a Heian, la cort japonesa va crear grans jardins paisatgístics amb llacs i pavellons seguint el model xinès perquè els aristòcrates poguessin caminar, anar en barca i jardins més petits per a la meditació i la contemplació més profunda. passessin pel passeig i anessin a la deriva en petites embarcacions., i jardins més íntims per a la contemplació i la meditació religiosa.
Un monjo japonès anomenat Eisai (1141–1215) va importar l’ escola de budisme zen Rinzai de la Xina al Japó, cosa que va donar lloc a la creació d’un famós i únic estil de jardineria japonès, el jardí zen, exemplificat pel jardí de Ryōan-ji. També va portar te verd de la Xina al Japó, originalment per mantenir els monjos desperts durant una llarga meditació, donant les bases per a la cerimònia del te, que es va convertir en un ritual important als jardins japonesos.
El dissenyador de jardins japonès Muso Soseki (1275–1351) va crear el famós Jardí de Saihō-ji (Kokedera) a Kyoto, que incloïa una recreació de les illes dels vuit immortals, anomenades Horai en japonès, que eren una característica important de molts jardins xinesos. Durant el període Kamakura (1185-1333), i particularment durant el període Muromachi (1336-1573), el jardí japonès es va tornar més auster que el jardí xinès, seguint els seus propis principis estètics.

### A Europa

Una fantàstica vista d’un jardí xinès del pintor francès François Boucher (1742)

El primer europeu que va descriure un jardí xinès va ser el venedor i viatger Marco Polo, que va visitar el palau d’estiu de Kublai Khan a Xanadu. El jardí de Kublai Khan va tenir un efecte posterior sobre la cultura europea; el 1797 va inspirar el poema romàntic Kubla Khan del poeta romàntic anglès Samuel Taylor Coleridge.
Marco Polo també va descriure els jardins del palau imperial de Cambaluc, el nom mongol de la ciutat que finalment es va convertir en Pequín. Va descriure muralles, balustrades i pavellons que envoltaven un llac profund ple de peixos i amb cignes i altres aus aquàtiques; la característica central del qual era un turó artificial de cent graons d'alçada i mil graons al voltant, cobert d'arbres de fulla perenne i decorat amb pedres azurites verdes.
El primer sacerdot jesuïta, Francis Xavier, va arribar a la Xina el 1552 i el sacerdot Matteo Ricci va rebre el permís per establir-se a Pequín el 1601. Els sacerdots jesuïtes van començar a enviar comptes de la cultura i els jardins xinesos a Europa. Louis Le Comte, el matemàtic del rei de França, va viatjar a la Xina el 1685. Va descriure com els jardins xinesos tenien grutes, turons artificials i roques apilades per imitar la natura, i no disposaven els seus jardins geomètricament.
Al segle xviii, a mesura que els gerros xinesos i altres objectes decoratius començaven a arribar a Europa, hi va haver un augment de popularitat per a la Chinoiserie. Els pintors Watteau i François Boucher van pintar escenes xineses tal com les imaginaven, i Catalina la Gran va decorar una habitació al seu palau a l'estil xinès. Hi havia un gran interès per tot el xinès, inclosos els jardins.

El 1738, el missioner i pintor jesuïta francès Jean Denis Attiret va anar a la Xina, on es va convertir en pintor de la cort de l'emperador Qianlong. Va descriure amb molt de detall el que va veure als jardins imperials prop de Pequín:
"Un surt d'una vall, no per un carreró ample i recte com a Europa, sinó per ziga-zagues, per camins de rotonda, cadascun d'ells ornamentat amb petits pavellons i grutes, i quan sortiu d'una vall us trobareu en una altra, diferent de la primera en la forma de paisatge o l'estil dels edificis. Totes les muntanyes i turons estan coberts d’arbres florits, que són molt habituals aquí. És un veritable paradís terrestre. Els canals no són en absolut com els nostres –vorejats amb pedra tallada–, són rústics, amb trossos de roca, alguns inclinats cap endavant, d'altres cap enrere, col·locats amb aquest art que es pensaria natural. De vegades un canal és ample, de vegades estret. Aquí es retorcen, allà es corben, com si estiguessin realment creats pels turons i les roques. Les vores estan plantades amb flors als jardins de roca, que sembla que han estat creats per la natura. Cada temporada té les seves pròpies flors. A banda dels canals, a tot arreu hi ha camins pavimentats amb petites pedres, que condueixen d’una vall a l’altra. Aquests camins també es giren i volten, de vegades s'aproximen als canals, de vegades lluny."
Attiret va escriure:
"Tot és realment fantàstic i bell, tant pel que fa al disseny com a l'execució: i [els jardins] em van cridar l'atenció, perquè mai no havia vist cap cosa que s'assemblés a ells, en cap part del món on hagués estat abans".
L'emperador Qianlong (1711-1799) estava igualment interessat en el que passava a Europa. Va encarregar al sacerdot jesuïta el pare Castiglione, format en enginyeria, la construcció de fonts per al seu jardí similars a les que havia sentit parlar als jardins de Versalles.

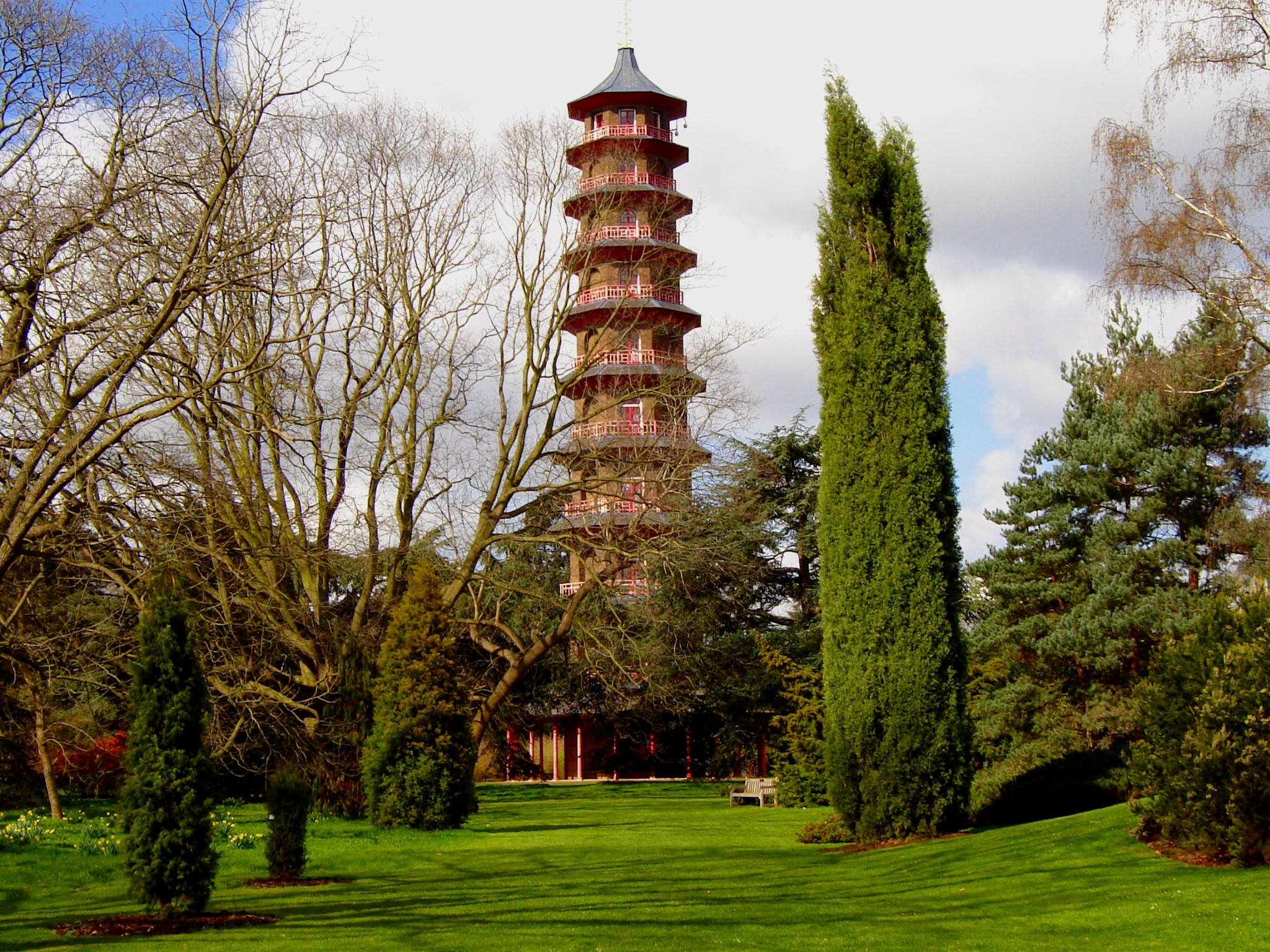
La pagoda dels jardins al Reial Jardí Botànic de Kew, Londres (1761)

L’arquitectura i l'estètica xineses també van influir en el jardí anglès. El 1685, el diplomàtic i escriptor anglès Sir William Temple va escriure un assaig Upon the garden of Epicurus (publicat el 1692), que contrastava les teories europees dels jardins simètrics amb les composicions asimètriques de la Xina. Temple no havia visitat mai la Xina, però hi havia llegit les obres dels viatgers europeus. Va assenyalar que els jardins xinesos evitaven les fileres formals d'arbres i parterres de flors i, en canvi, col·locaven arbres, plantes i altres elements del jardí de manera irregular per cridar l'atenció i crear belles composicions. Les seves observacions sobre el jardí xinès van ser citades per l'assagista Joseph Addison en un assaig el 1712, que les va utilitzar per atacar els jardiners anglesos que, en lloc d'imitar la natura, van intentaven fer els seus jardins a l'estil francès, el més diferent possible del natural.
El jardí paisatgístic anglès ja estava ben establert a Anglaterra a la primera part del segle xviii, influït pel viatge a Itàlia per part de la classe alta britànica i el seu desig de tenir un nou estil de jardí que coincidís amb l'estil d’arquitectura pal·ladiana que van escollir per a les seves cases rurals i pels paisatges romàntics de Claude Lorrain i altres pintors, però la novetat i l'exotisme de l’art i l’arquitectura xinesa a Europa van portar el 1738 a la construcció de la primera casa xinesa en un jardí anglès, a la casa Stowe, entre temples romans, ruïnes gòtiques i altres estils arquitectònics.
L'estil es va fer encara més popular gràcies a l'arquitecte William Chambers (1723–1796), que va viure a la Xina del 1745 al 1747 i va escriure un llibre, The Drawings, buildings, furniture, habits, machines and untensils of the Chinese, publicat el 1757. Va instar els dissenyadors de jardins occidentals a utilitzar convencions estilístiques xineses com l'ocultació, l'asimetria i el naturalisme. Més tard, el 1772, Chambers va publicar la seva Dissertation on Oriental Gardening, una elaboració força fantasiosa d’idees contemporànies sobre l'estil naturalista de la jardineria a la Xina.
Chambers va ser un crític ferotge contra Capability Brown, el principal dissenyador del jardí del paisatge anglès, al que Chambers considerava avorrit. Chambers creia que els jardins havien d’estar plens de sorpreses. El 1761 va construir una pagoda xinesa, una casa i un jardí al Reial Jardí Botànic de Kew, a Londres, juntament amb una mesquita, un temple del sol, un arc en ruïnes i un pont paladí. Gràcies a Chambers, les estructures xineses van començar a aparèixer en altres jardins anglesos, després a França i en altres llocs del continent. Carmontelle va afegir un pavelló xinès al jardí del Parc Monceau de París (1772), i el Duc de Choiseul va construir una pagoda a la seva finca a Chanteloup entre 1775 i 1778. L'emperadriu russa Catalina la Gran va construir la seva pròpia pagoda al jardí del seu palau de Tsàrskoie Seló, a prop de Sant Petersburg, entre 1778 i 1786. A molts crítics continentals no els agradava el terme jardí anglès, de manera que van començar a utilitzar el terme "Anglo-Chinois" per descriure l'estil. A finals del segle xix, els parcs de tot Europa tenien pintoresques pagodes, pavellons o ponts xinesos, però hi havia pocs jardins que expressessin l'estètica més subtil i profunda del jardí xinès real.